# Talbot
Talbot (Тальбо) — з 1903 року франко-англійський виробник автомобілів. Штаб-квартира розташована в місті Париж. У 1919 році компанію купує фірма Darracq. 1935 року англійське відділення компанії купує фірма Rootes Group, а французьке — Тоні Лаго. 1959 року компанію купує фірма Simca, в 1970 році — фірма Chrysler, а в 1979 році — фірма Peugeot. У 1994 році компанія припинила виробництво автомобілів.

## Густав Адольф Клеман
Густав Адольф Клеман народився в 1855 році в сім'ї бакалійника, коли хлопчикові було 7 років, його мати померла. Батько одружився вдруге, але вже через 2 роки помирає сам, його мачуха вийшла заміж за шкільного вчителя, і ростила його разом з іншими чотирма дітьми, які дісталися їй від колишнього чоловіка і його першої дружини. Коли Густаву Адольфу виповнилося 16, він приєднався до таємного союзу підмайстрів Франції, оскільки з 13 років він був підмайстром коваля. Разом з «союзом» він бродив по Франції і харчувався завдяки приробітку на кузнях, за три роки він зміг накопичити 30 франків, і в 1873 році в Парижі він натикається на рекламу велосипедної фірми «Truffault cycles». Клеман купує два колеса і сам виготовляє раму для велосипеда, на такому транспортному засобі він бере участь у велоперегонах, що проходили в Анже, де він приходить до фінішу 6, потім 18-річний чоловік з повним відчуттям гордості за себе прочитає своє прізвище в газеті.

## Велосипеди Clément
Після декількох років участі у велоперегонах він зміг зібрати невелику суму грошей, на яку зміг відкрити майстерню з ремонту велосипедів в Бордо, потім він переїжджає в Марсель, де навчився виробництву трубчастих рам для велосипедів, а потім він вирушає до Ліона, де засновує фірму Clément SA cycles, яка починає виробляти велосипеди, в 1878 році він їде підкорювати столицю, де засновує компанію Clément & Cie, яка крім виготовлення велосипедів навчала і їзді на них, також Клеман не кинув участі у велоперегонах. До 1890 року Клеман став одним з лідерів велосипедобудування у Франції, до 1893 року йому належав велодром. Через три роки Клеман, Гаррі Джон Лоусон і Чарльз Генрі Джон Четвінд 20 граф Шрусбері і 5 граф Тальбо купують успішну велосипедну фірму Gladiator Cycle Company, господарем якої був Олександр Даррак.

## Автомобілі Clément-Gladiator

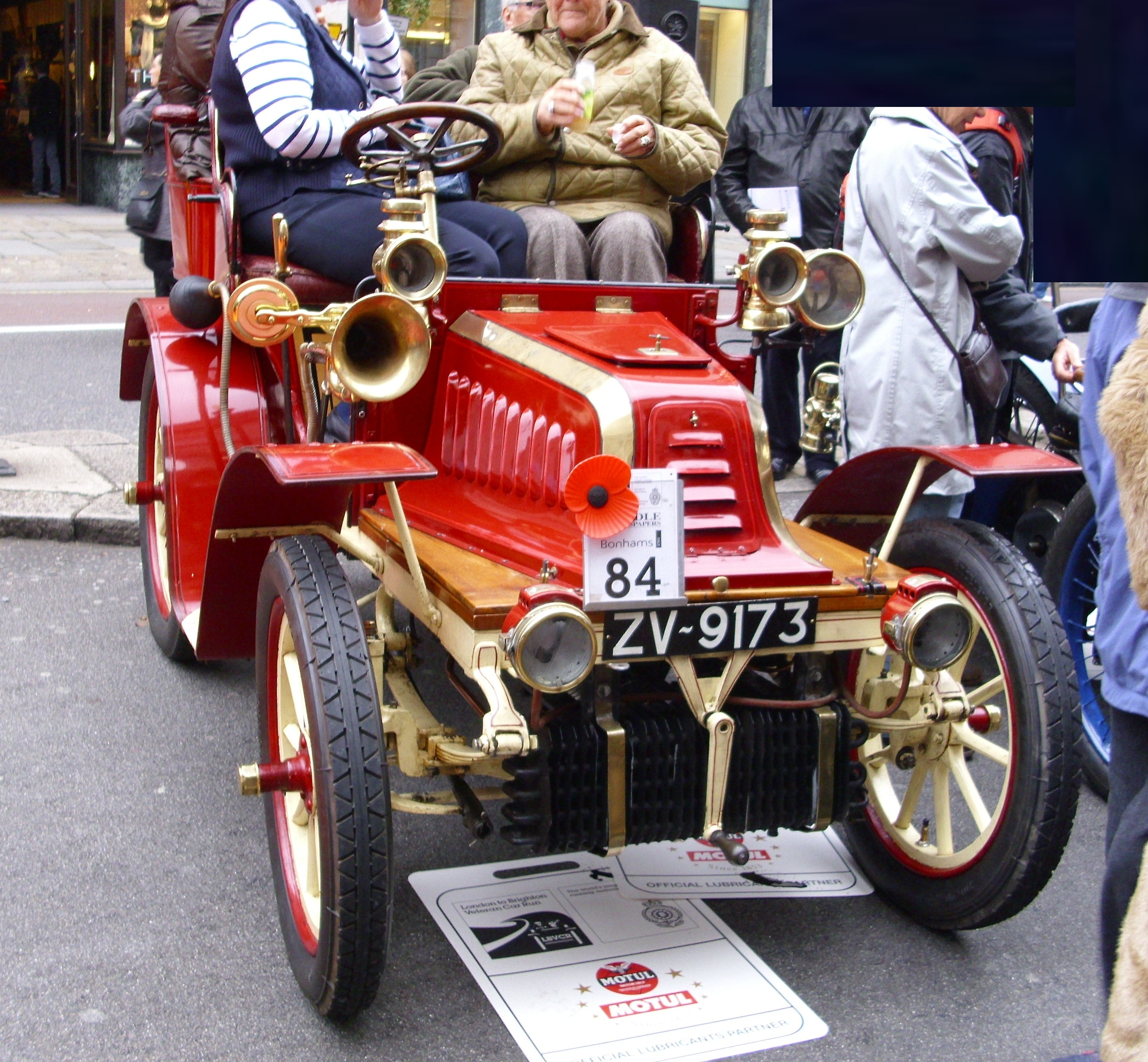
Clément-Gladiator 3 1/2HP Tonneau

Разом панове засновують концерн, в який входять велосипедні марки Clément, Gladiator & Humber France, проте через рік в Англії розвалюється конгломерат, заснований Лоусоном, Лоусона потім звинуватять в шахрайстві, але Клеман і Граф Шрусбері-Тальбо залишаться управляти французькими компаніями, крім Humber France, яку продадуть в інші руки. 1898 року відбувається об'єднання фірм, і тепер існує компанія Clément-Gladiator, яка виготовила свій перший автомобіль з одноциліндровим мотором фірми Aster, продавати ці машини в Англії буде компанія Motor Power Company, за якою стояв Харві дю Кро, саме він буде спонсорувати Герберта Остіна, який з 1906 року почне випускати на щойно збудованому в Лонгбріджі заводі клони автомобілів марки Clément-Gladiator під брендом Austin.

## Автомобілі Clément-Talbot
Роком раніше, в 1897 році, Клеман влив гроші у фірму Panhard et Levassor. У жовтні 1902 року в Англії граф Шрусбері-Тальбот засновує підприємство Clement Talbot Ltd, яке повинне було продавати автомобільну продукцію фірми Клемана, а той своєю чергою на початку 1903 року засновує нову компанію в Мезьєрі, яку назвав Clément-Bayard, назва складалася з прізвища самого Клемана і шевальє П'єра Террайля де Баярда, який в 1521 році з 1000 солдатами утримував місто Мезьєр, обложене 35000 солдатами Карла П'ятого, після чого ще за життя цей бідний дворянин став легендарною особистістю. 1907 року Клеман змінить своє прізвище на Клеман-Баярд, тому в різних джерелах існує різне написання прізвища.

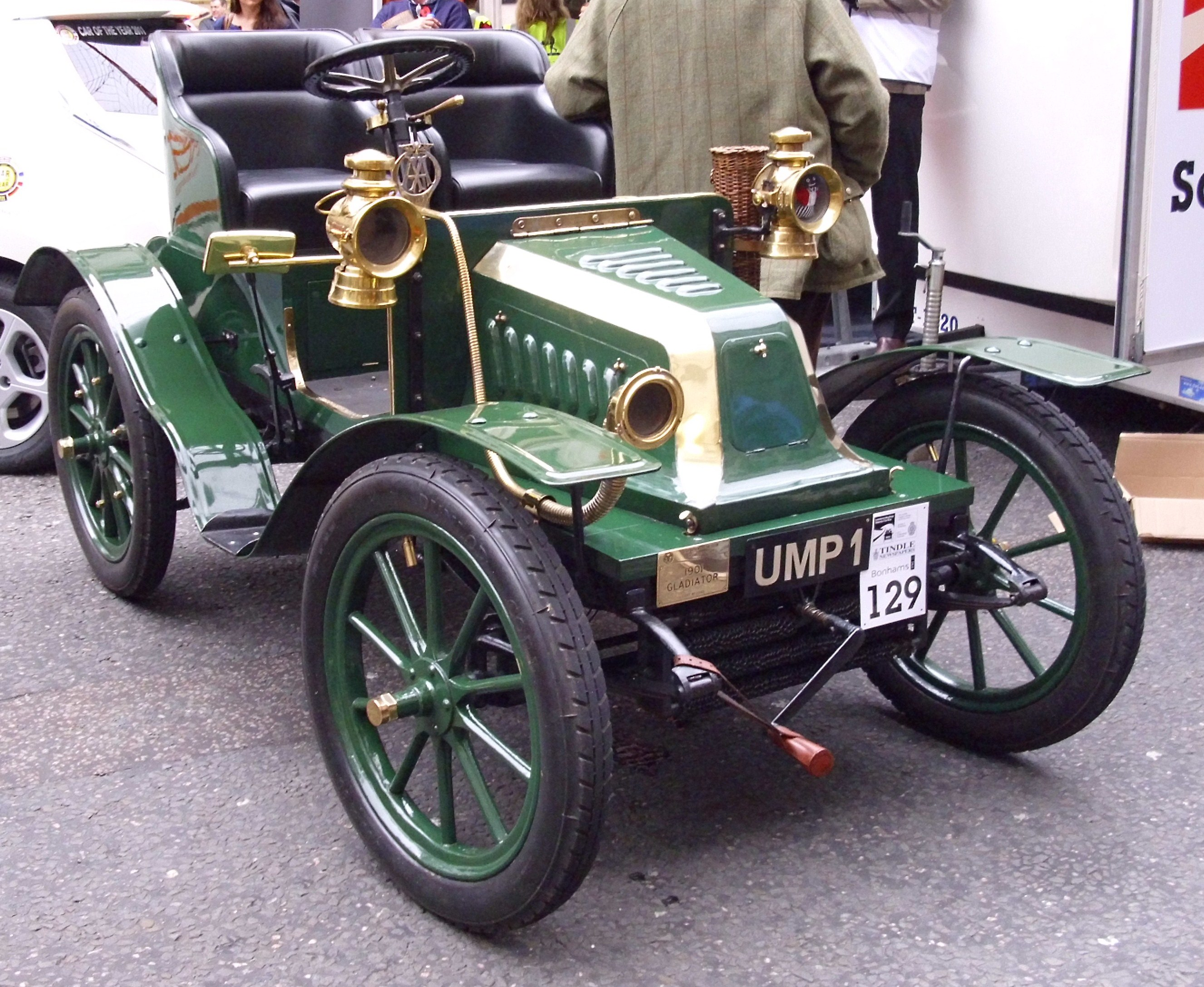
Clement-Talbot 11HP Runabout

Поки граф Шрусбері-Тальбот будує свій власний завод в Північному Кенсінгтоні, Клеман поставляє автомобілі в Англію зі свого французького підприємства, але машини, що продавалися в Англії, носили назву Clement-Talbot. Модельний ряд складався з одноциліндрового 6НР, 2-циліндрового 11НР (1.5 л) і 4-циліндрових 14НР (2.4 л) і 20НР (3.05 л).

## Автомобілі Talbot (Англія)

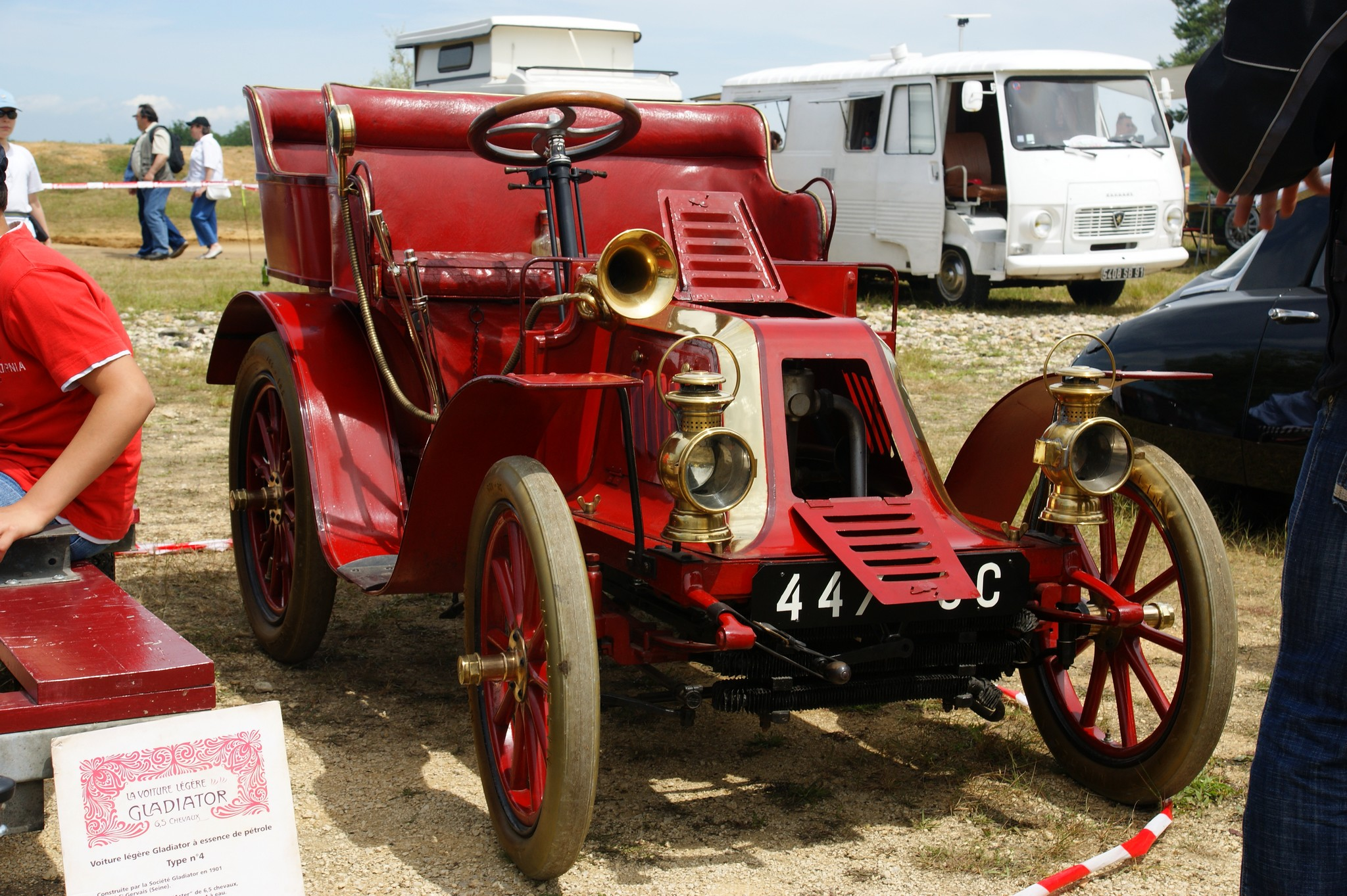
Talbot 9/11HP 2K Tonneau

У 1904 році нарешті був побудований власний завод, який почав збирати автомобілі самостійно, але при цьому використовуючи французькі вузли французьких же моделей, але машини стали продавати під маркою Talbot. До січня 1905 року модельний ряд складався з моделей: 2-циліндрові — 7/8HP 2V (1 л), 8/9HP 2VB (1.3 л), 9/11HP 2K, 10/12HP 20 (1.9 л); і 4-циліндрові автомобілі — 12/14HP 4V (1.6 л), 16/20HP 4K (3.8 л), 24/30HP 4X (4.4 л) і 35/50HP 4Y (6.3 л). слабші моделі мали карданний привід, а потужніші 4.4-6.3 л — ланцюговий.

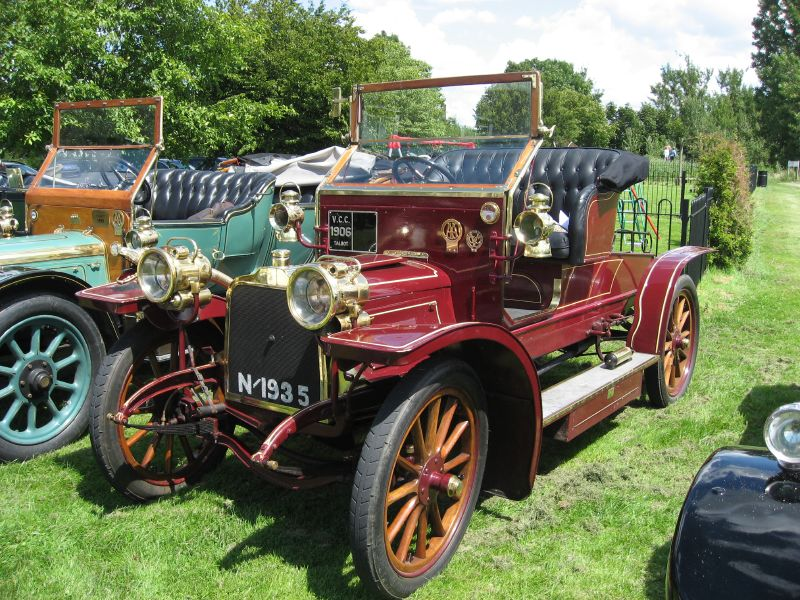
Talbot 12/16HP 4VB

На початку 1906 року на фірму приходить працювати колишній працівник Клемана, який крім іншого продавав мотоцикли виробництва останнього у Великій Британії, Чарльз Джеррард береться за проєктування нових моделей для фірми графа Шрусбері-Тальбота, які не повторювали б конструкцію французьких машин, з цього моменту шляхи двох фірм розходяться, хоча граф збереже назву свого підприємства як Clement-Talbot. У першій половині 1906 року з'являються машини, розроблені Джеррардом, — 20/24HP з 3.8 л і 12/16НР 4VB (2.7 л), машини показали себе з хорошого боку на змаганнях з підйому на пагорби і на дорожніх змаганнях, а до кінця року 12/16НР змінюється новою машиною — 15НР, яка крім 3-літрового мотора отримує і збільшені в базі шасі.
Протягом 1907 року автомобілі цієї марки завойовують призові місця в 109 змаганнях з підйому в гору, завдяки цьому марка отримує слоган «Непереможний Тальбот». Однак з початком виробництва своїх моделей фірма не припиняла імпорт французьких моделей, в підсумку модельний ряд фірми складали автомобілі з моторами від 1.2 л (8/10НР) до 8.6 л (50/60НР), причому, якщо всі британські Talbot мали кардани, то моделі 12HP (2.4 л) і 35/45НР 4F (5.4 л) від Clement-Bayard мали і ланцюгову передачу. 1908 року з'являється ще одна власна модель — 25НР з мотором в 4.5 л, яка в 1910 році отримала нові шасі.

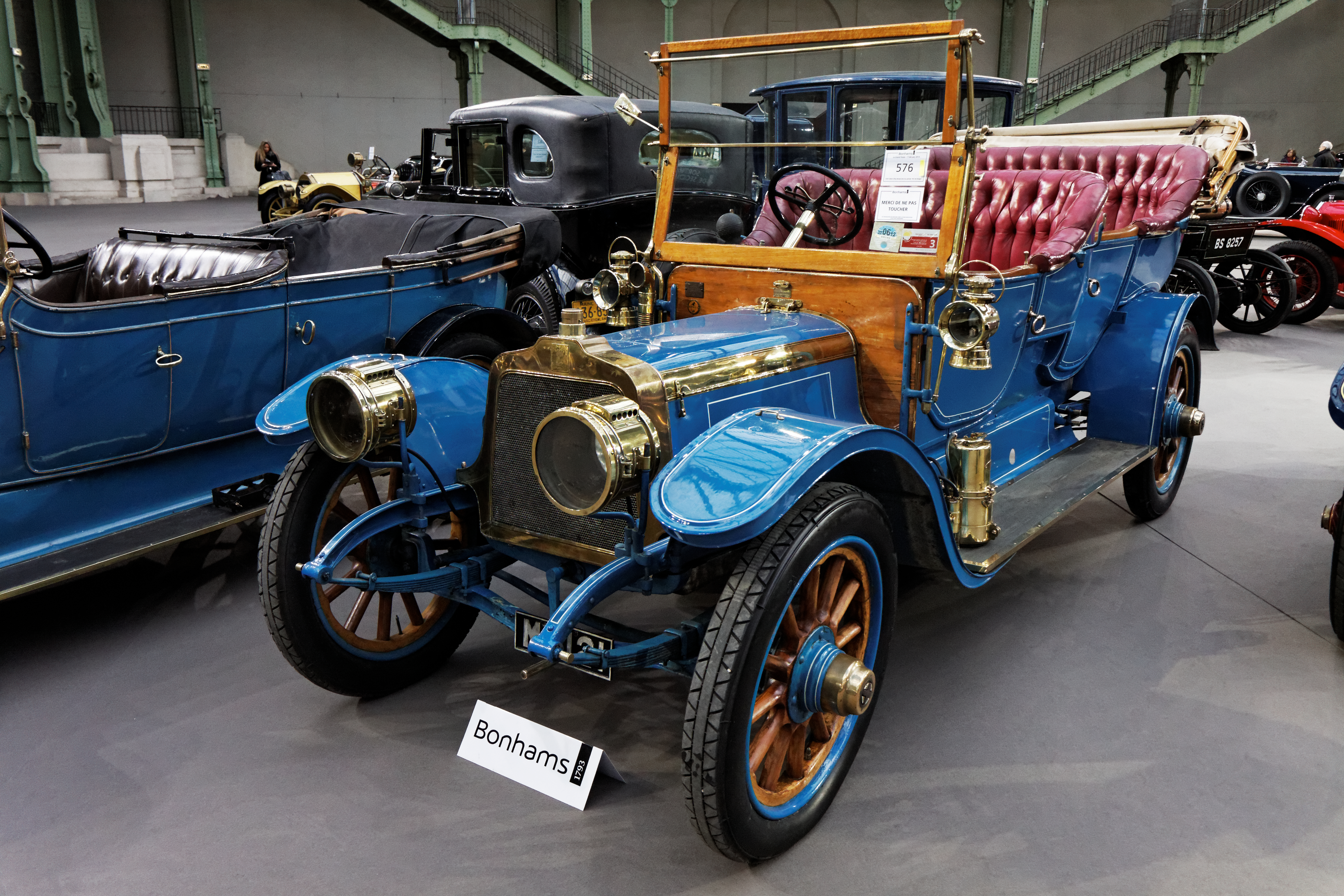
Talbot 25HP Tourer

У 1911 році на посаду головного конструктора приходить Джордж Браун, який працював до цього на Austin і який проєктував гоночні машини для Персі Ламберта, що виступав за фірму Austin. Браун будує на базі торішньої моделі 25НР спортивну версію для Персі Ламберта і Леслі Гендса, на шасі встановлювалися обтічні кузови, а віддачу мотора вдалося підняти вдвоє. Машини дебютували на трасі в Брукландс в рамках автошоу, під час заїздів вони перекрили рекорди фірми Sunbeam, після чого від газетярів посипалися хвалебні оди на сторону фірми Talbot. У листопаді 1912 року Ламберт вичавлює із стандартного 25НР максимальну швидкість 182,3 км/год на відрізку в півмилі (804 метри), милю він пройшов з меншою швидкістю, розвинувши 179,8 км/год, що стало рекордом, ці рекорди протрималися довгий час і були побиті автомобілями, які мали мотори втричі більші за 4.5 л двигун Talbot 25HP.

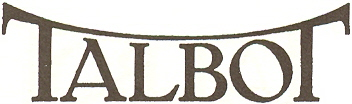
Логотип Talbot

15 лютого 1913 року Персі Ламберт на спортивному варіанті автомобіля ставить світовий рекорд швидкості, пройшовши за годину 167 км, розвинути максимальну швидкість по прямій — одна справа, а показати середню швидкість на трасі в перебігу тривалого часу — зовсім інше. Цей результат незабаром був побитий потужнішими машинами, але тим не менше цей показник дозволив фірмі використовувати його в рекламі своєї продукції. На заводських тестах машина показала максимальну швидкість в 193 км/год, але і Брауну, і Ламберту хотілося показати рекордну швидкість, 31 жовтня 1913 року Ламберт вирушає на Брукландс. Перед стартом він пообіцяв своїй нареченій, що він залишить спортивні змагання після того, як поставить черговий рекорд швидкості. Він стримує своє слово сумним чином, це і справді виявився його останній заїзд, оскільки на швидкості майже 180 км/год заднє колесо не витримує і руйнується, машина втрачає управління і здійснює аварію, несучи за собою життя гонщика, через 5 днів Ламберта ховають у труні, яка була зроблена на зразок гоночного боліда. Залишки машини купить один гонщик, який відреставрує її і буде брати участь у змаганнях на ній і через десять років після цих подій.
До цього часу фірма випускала по 50-60 автомобілів на тиждень. З 1910 по 1914 році модельний ряд складали автомобілі: 12НР з 2.4 л двигуном, 15НР — 3.5 л, 25НР з 4.6 л мотором, 35НР з 6.1 л двигуном і 6-циліндрова модель 20/40НР, об'єм якої становив 3.6 л. 1914 року з'являються нові моделі, які стали останніми, розробленими Брауном: 15/20НР з 2.6 л мотором, 20/30НР — 3.5 л і 25/50НР з 4.4 л двигуном, в якій використовувалися напрацювання, отримані завдяки участі в гоночних заїздах. З початком військовий дій в Європі компанія переключилася на виробництво карет швидкої допомоги.

## Англійський Talbot у складі компанії Darracq. Автомобілі Talbot-Darracq

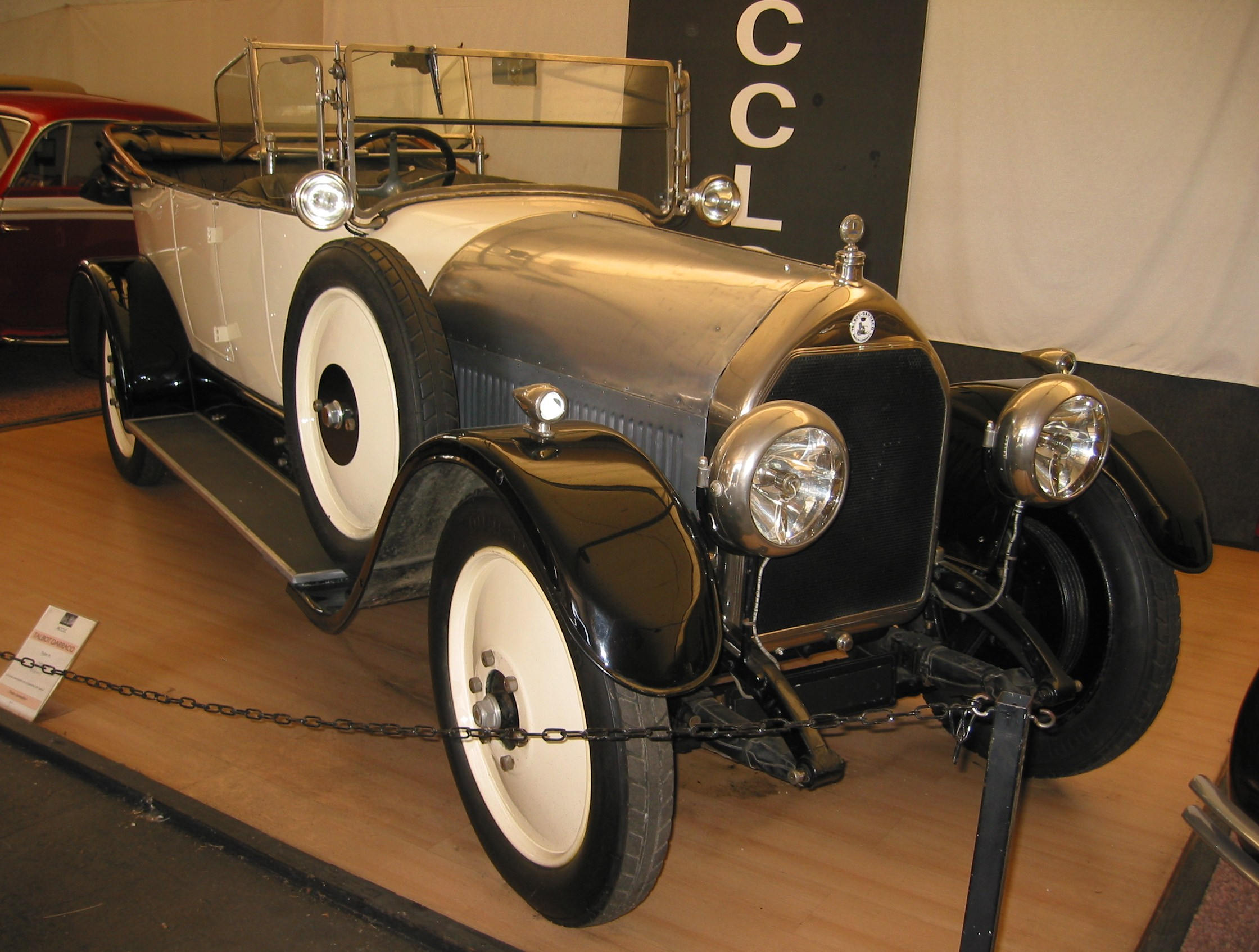
Talbot-Darracq 60HP Tourer

У 1916 році Браун залишає компанію, а на його місце приходить молодий швейцарець Жорж Реш. Не дивлячись на свій вік, він встигає попрацювати з Грегуаром в Delaunay-Belleville і з Барбару у фірмі Renault, в 1914 році він переїжджає до Англії, де влаштовується працювати у фірму Daimler. Влаштувавшись у новій для себе фірмі, Реш починає працювати над післявоєнною моделлю А12 з 1.75 л мотором і низкою цікавих дизайнерських знахідок, які були запатентовані, за планами машина повинна була піти в серію відразу після закінчення війни, проте граф Шрусбері-Тальбот втрачає під час війни єдиного спадкоємця — свого сина, він впадає в депресію, у нього розвивається апатія до автомобільного бізнесу, і в 1919 році він продає своє дітище англо-французькій компанії Darracq and Co Ltd. Автомобілі, що випускалися фірмою, тепер називалися Talbot-Darracq, а єдиною моделлю стає модель 60НР з 4.6 л мотором V8, який був клоном французького автомобіля.
Проте виробництво цієї машини тривало недовгий час, тому що Darracq and Co Ltd, що перебувала в чудовому фінансовому становищі, викуповує в 1920 році фірму Sunbeam Motor Car Co, і перша міжнародна автомобільна корпорація тепер мала назву STD Motors Ltd. Ключовою фігурою в новому концерні був головний інженер Sunbeam — Луї Котелен. Котелен вирішує не запускати в серію А12, а приймає дивне рішення — перейменувати продукцію французького заводу Automobiles Darracq SA в Talbot, причому назву автомобіля вимовляли на французький манер — «Тальбо». Щоб не було плутанини з англійськими моделями, вироблені у Франції автомобілі продавалися в Британії під маркою Talbot-Darracq, або просто Darracq, хоча у Франції ця назва пішла вже в небуття.

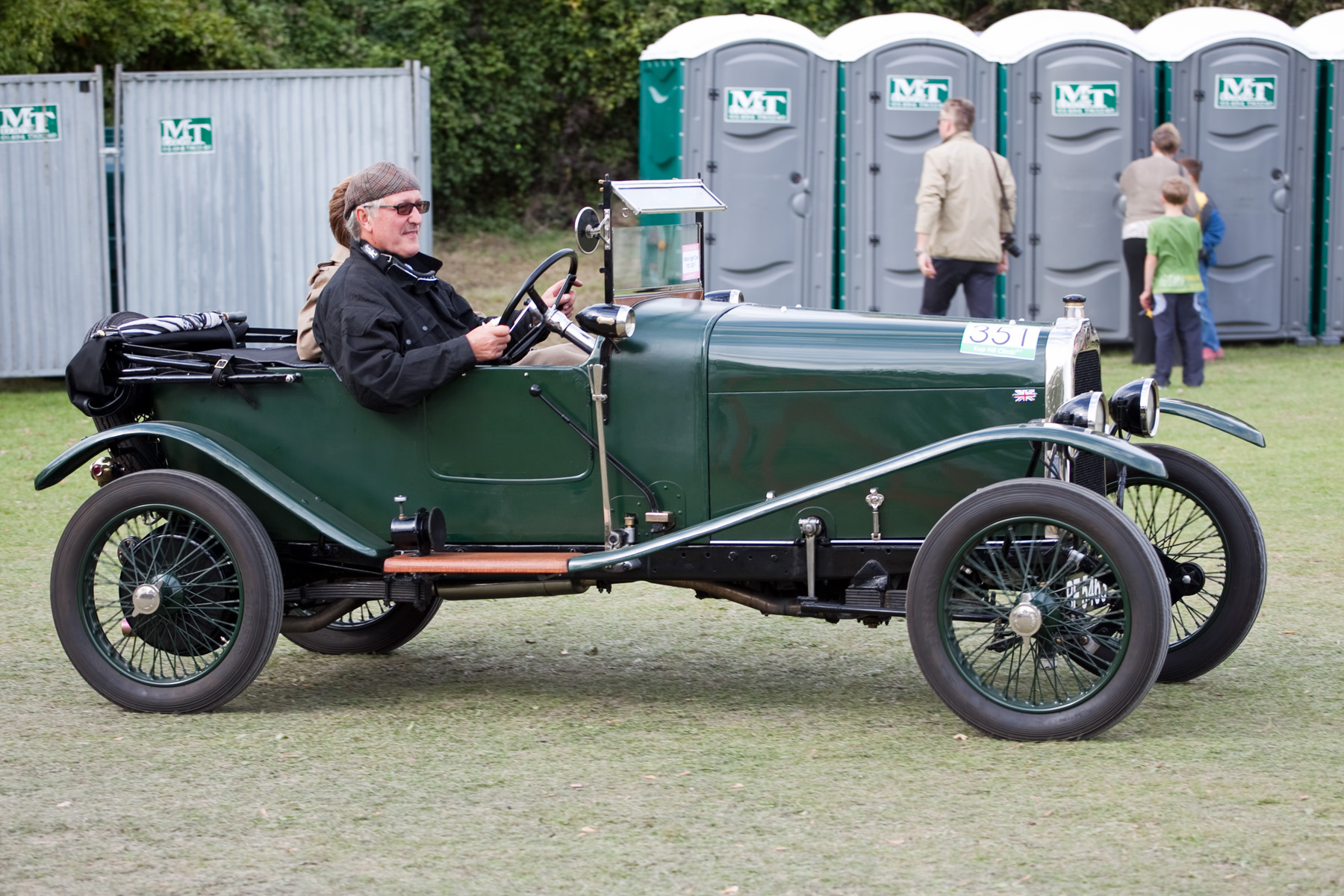
Talbot 10/23HP Tourer

Якщо фірми Sunbeam і Darracq мали виробничу програму, то британський Talbot не мав нічого, тоді Котелен знаходить вихід — поки йде робота над новими машинами, він скуповує карети швидкої допомоги, які переважно будувалися на шасі моделі 25/50НР, замінює зношені вузли в них, ставить нові кузови і продає їх на британському ринку. Тим часом Реша відправляють на французький завод, де він розробляє модель 8/18НР з 1 л мотором, машина мала малий об'єм, але мала й податкові поблажки, а значить і попит. 1921 року Котелен знову робить рокіровки, він повертає Реша в Лондон, де той береться за проєктування аналогічної машини для британської марки. У жовтні модель 8/18НР продемонстрували і британській публіці, британські та французькі машини відрізнялися тільки ґратами радіатора і емблемою, проте шасі машини підходило більше для прямих французьких доріг, ніж для звивистих і вузьких британських, тому Реш береться за модернізацію автомобіля. Незабаром з'являється 1.1 л модель 10/23НР, машина виявилася дуже крутильною, оскільки максимальна потужність досягалася при 3000 об/хв, що було дуже високим показником для того часу. Щоб досягти такого результату, доводилося ретельно збирати двигун, а перфекціоніст Реш вимагав від працівників і ретельної збірки шасі та інших вузлів, в результаті у машина мала славу дуже якісної і надійної, але при цьому дуже дорогої, за якісну працю доводилося просити практично подвійну ціну для автомобіля такого класу, проте окрім якісної збірки машина комплектувалася 3-ступінчастою коробкою передач, що дозволяла власникові пересуватися зі швидкістю до 80 км/год.

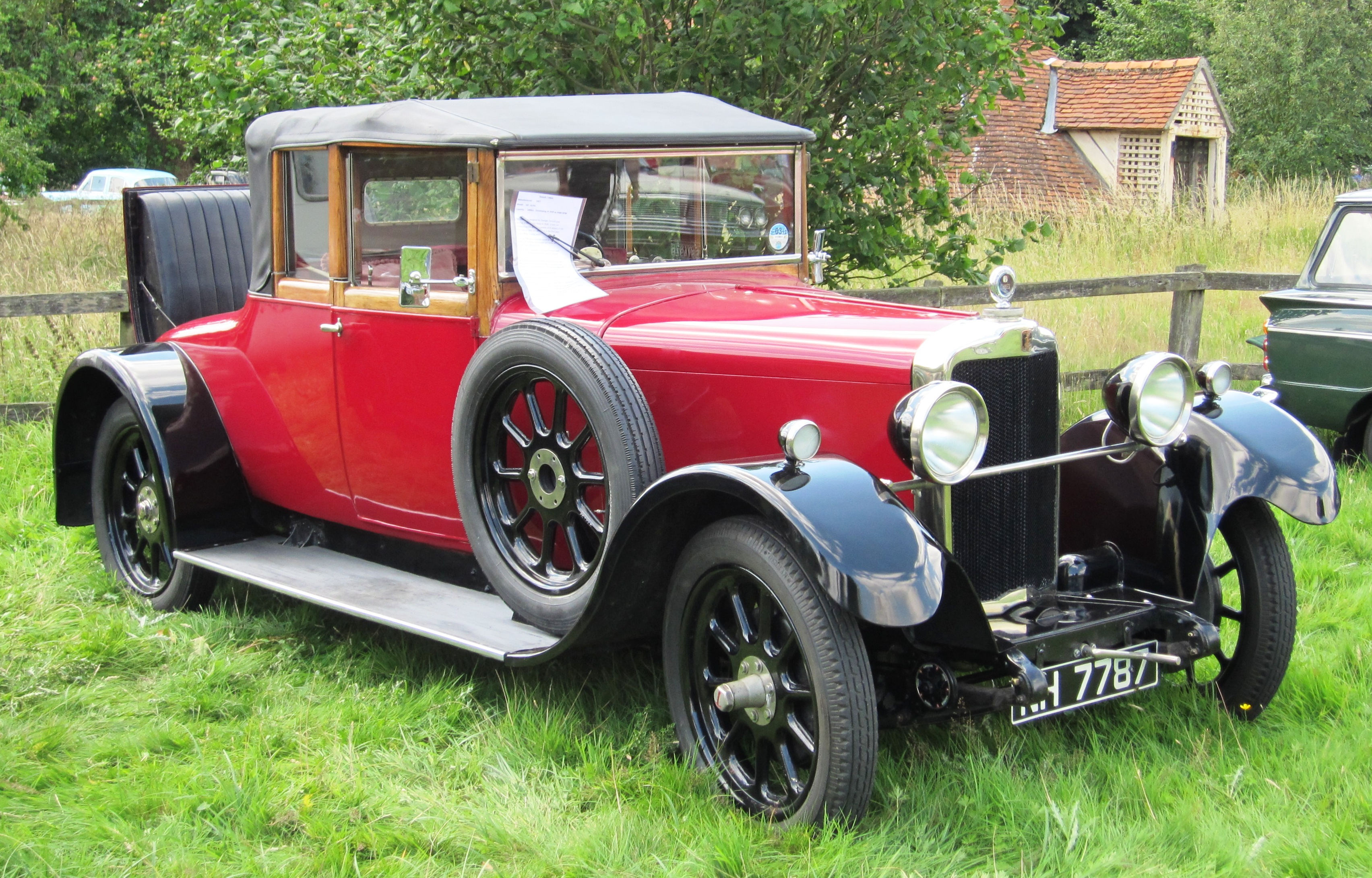
Talbot 14/45HP Tourer

До середини 20-х в британському відділенні не було ніяких новинок, в 1925 році Реш очолив лондонську фірму, в 1926 році він, допрацювавши і полегшивши двигун французького Talbot 12/30CV з 2.0 л 6-циліндровим мотором, представляє в Англії нову модель — 14/45НР з 1.7 л 6-циліндровим мотором. Це був нижньовальний мотор з верхніми клапанами, які приводилися в рух через тонкі тяги, що виготовлялися фірмою, яка займалася виробництвом голок і спиць. Мотор був настільки ретельно сконструйований і зібраний, що легко розкручувався до 4500 об/хв, це був найкращий показник для серійного мотора в той час. В моторі застосовувалося охолодження масла, найтонші фільтри для його очищення і змащення вузлів під тиском. Шасі збирали не менш ретельно, тим самим машина за своїми якостями була не гіршою Rolls-Royce Twenty, у якого стояв мотор в 3.2 л, потужність якого була меншою, ніж у Talbot, а ціна — більшою на 25%. Новий автомобіль став досить популярним, особливо після успіхів на гоночних трасах.

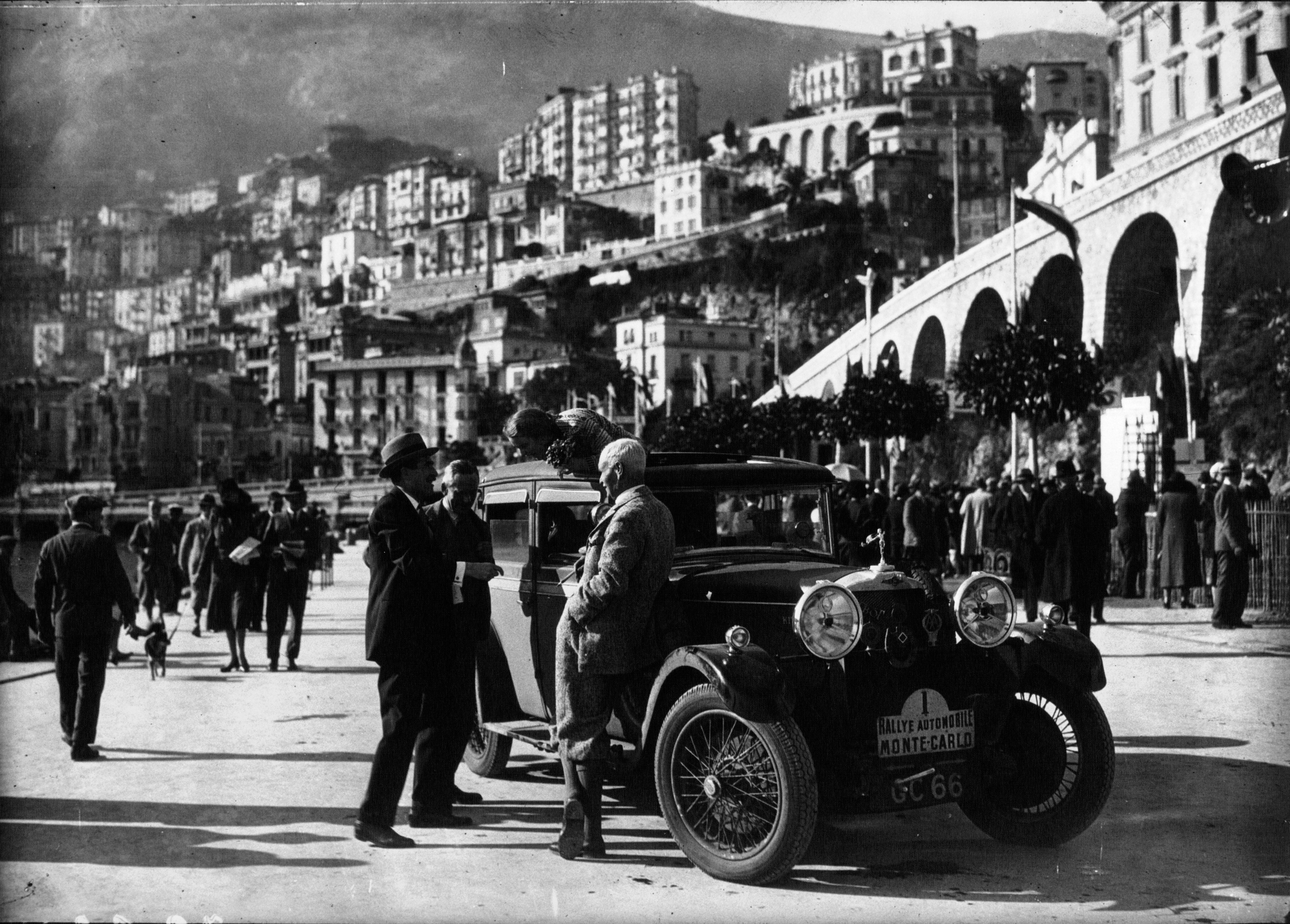
Talbot 75 Saloon

Ця машина одна з перших отримала підрульові перемикачі, задіявши які можна було показувати напрямок руху при перестроюванні, але поки не ліхтарями, а прапорцями, що відкидалися. Рульове управління було настільки легким, що машиною можна було рулити двома пальцями навіть під час паркування, а зчеплення було таким легким, що навіть маленька дитина могла легко вичавити його, все це тільки збільшувало популярність машини. 1928 року Реш готує новий 2.3 л мотор, потужністю 76 к.с., колінвал якого спирався на 7 підшипників, водяна помпа приводилася в дію від мотора, шасі отримали збільшені гальма всіх коліс, гідравлічні амортизатори і централізовану систему змащення. Нова машина могла розвивати вже не 95 км/год, а 120 км/год (75 миль/год), тому машину перейменовують в Talbot 75.

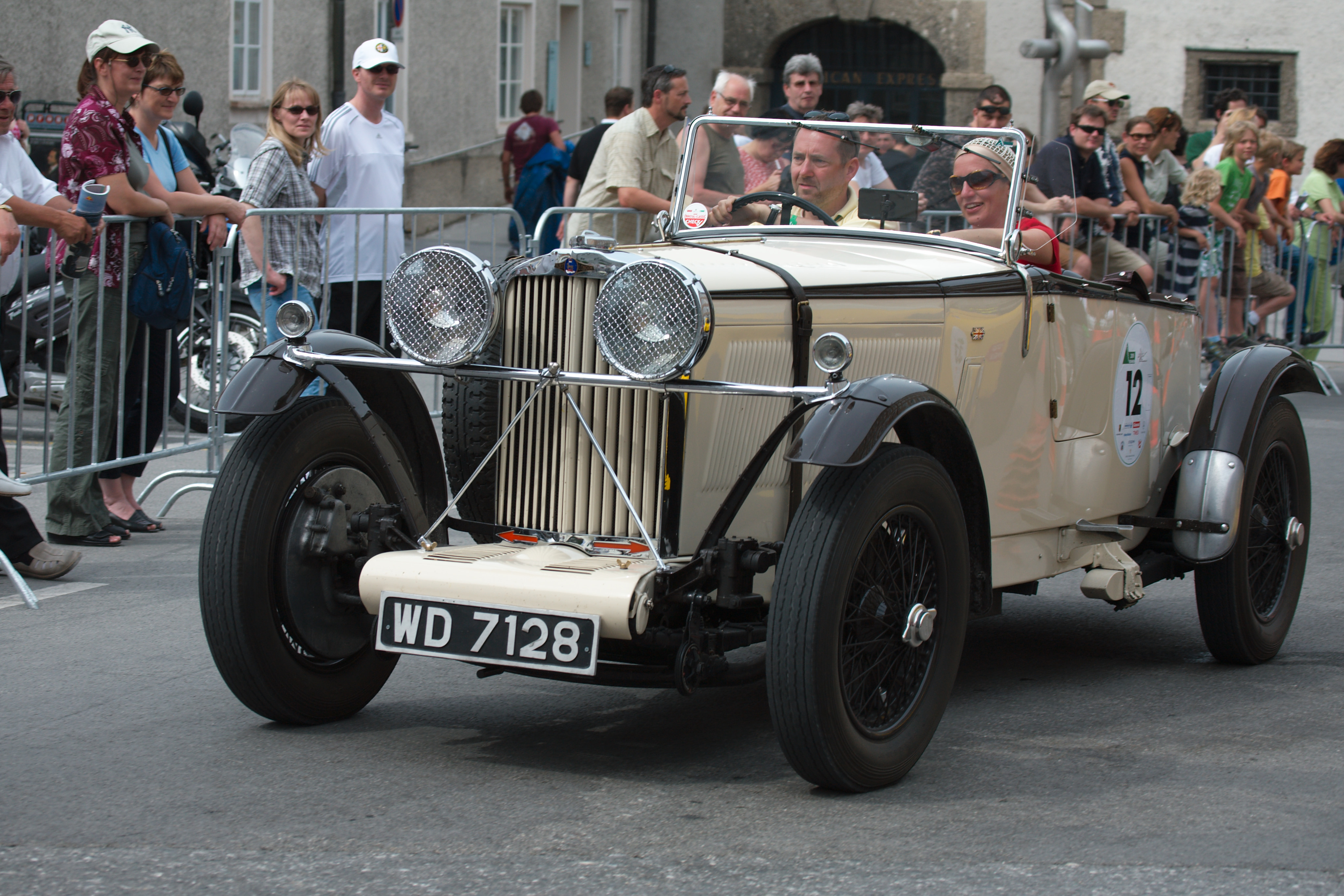
Talbot 90 Roadster

У 1930 році з'являється модель 90, яка отримала коротшу базу коліс, а також мотор з більшою компресією, завдяки чому потужність 2.3 л мотора піднялася до 93 к.с., цифра «90» знову з одного боку вказувала на потужність мотора, з іншого — на максимальну швидкість в милях. З цим автомобілем фірма повернулася у світ гонок, і хоча прем'єра машини на Бруклендс в травні 1930 року затьмарилася аварією, в якій загинув механік, що сидів поруч з водієм, і один глядач, проте машина стала успішною, через кілька тижнів машина дебютує в Ле-Мані, де займає третє і 4 місця під керуванням екіпажів Брайна Льюїса/Х'ю Ітона і Джонні Хайндмарша/Тіма Роуз-Річардса, які побачили картатий прапор слідом за Вульфом Барнато і Річардом Уотні, які виступали на 6.6 л Bentley Speed Six, тим самим золото і срібло в класі до 3 літрів дістається екіпажам Talbot. Потім були перемоги в своєму класі на Гра-прі Ірландії, в Турист Трофі Ульстера і на 500-мильній гонці в Бруклендс.

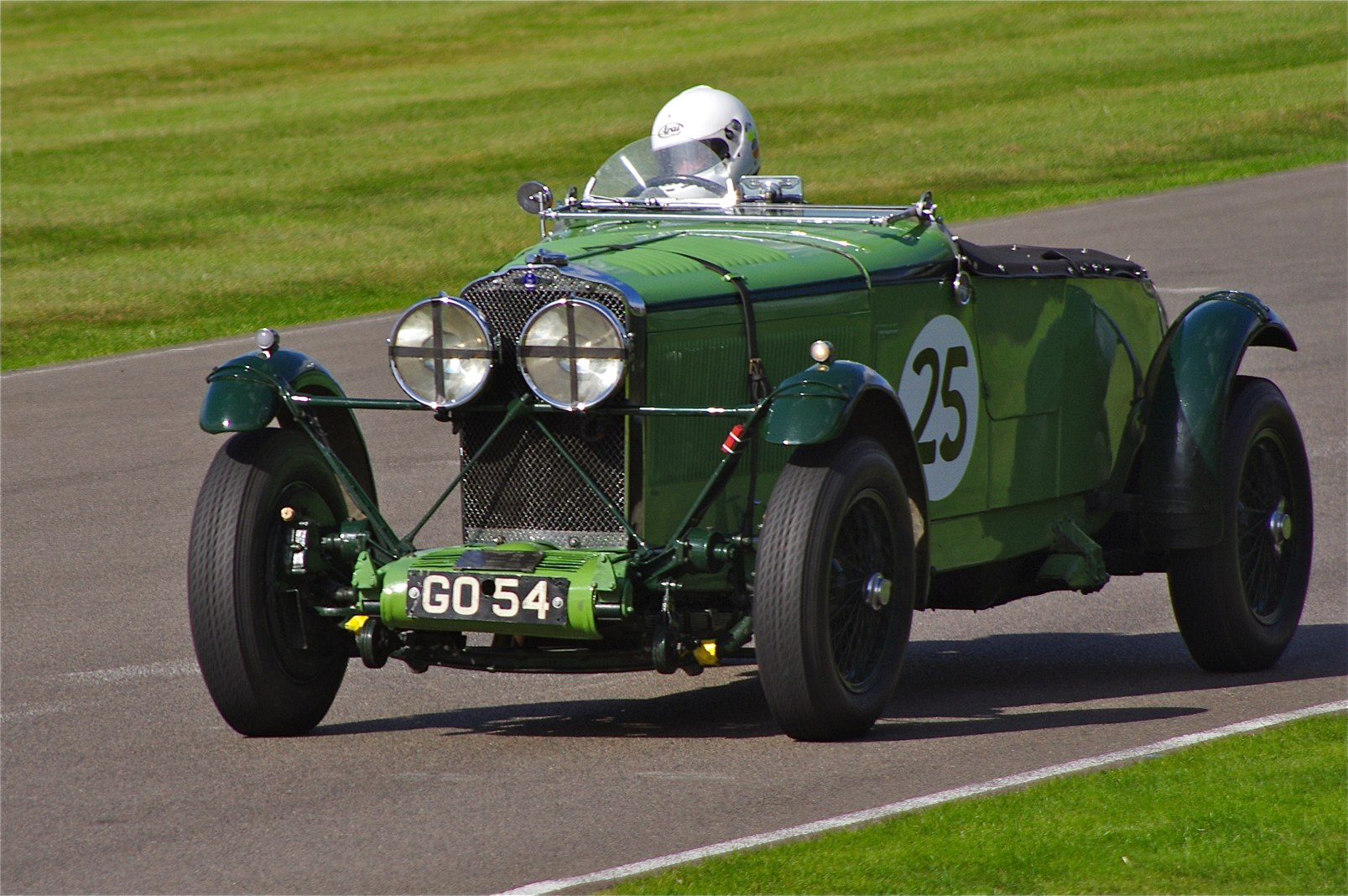
Talbot 105 Roadster

У травні 1931 року з'являється потужніша гоночна версія — 105. Під капотом цієї машини був 3-літровий 140-сильний мотор. Перші шасі машини були передані дилеру фірми — компанії Fox & Nicholls, яка і виставляла автомобілі на гонки в Ле-Мані роком раніше. Там на шасі встановили алюмінієві кузови, пофарбовані в темнозелений колір, після чого їх відправили в Ле-Ман. Там машина приходить третьою в загальному заліку та другою у своєму класі, Роуз Річардс пропустив вперед тільки Біркіна, що виступав на компресорному 2.3 л Alfa Romeo 8C і Бориса Івановського на Mercedes-Benz SSK з 7.1 л мотором.
Крім Ле-Мана гонщики, що виступали на цих автомобілях, ставали на п'єдестал пошани на трасі Бруклендс і Альпійських гонках. Один з дилерів фірми виставляв машину в Глазго на автошоу, після закінчення шоу він повинен був повернути авто в Лондон, тоді чоловік вирішив позмагатися з поїздом, стартувавши одночасно, дилер прибув до Лондона раніше залізничного складу. Однак, не дивлячись на перемоги у спорті, в 1932 році Talbot згортає спортивну програму, оскільки концерн перебував не в найкращому своєму фінансовому становищі.

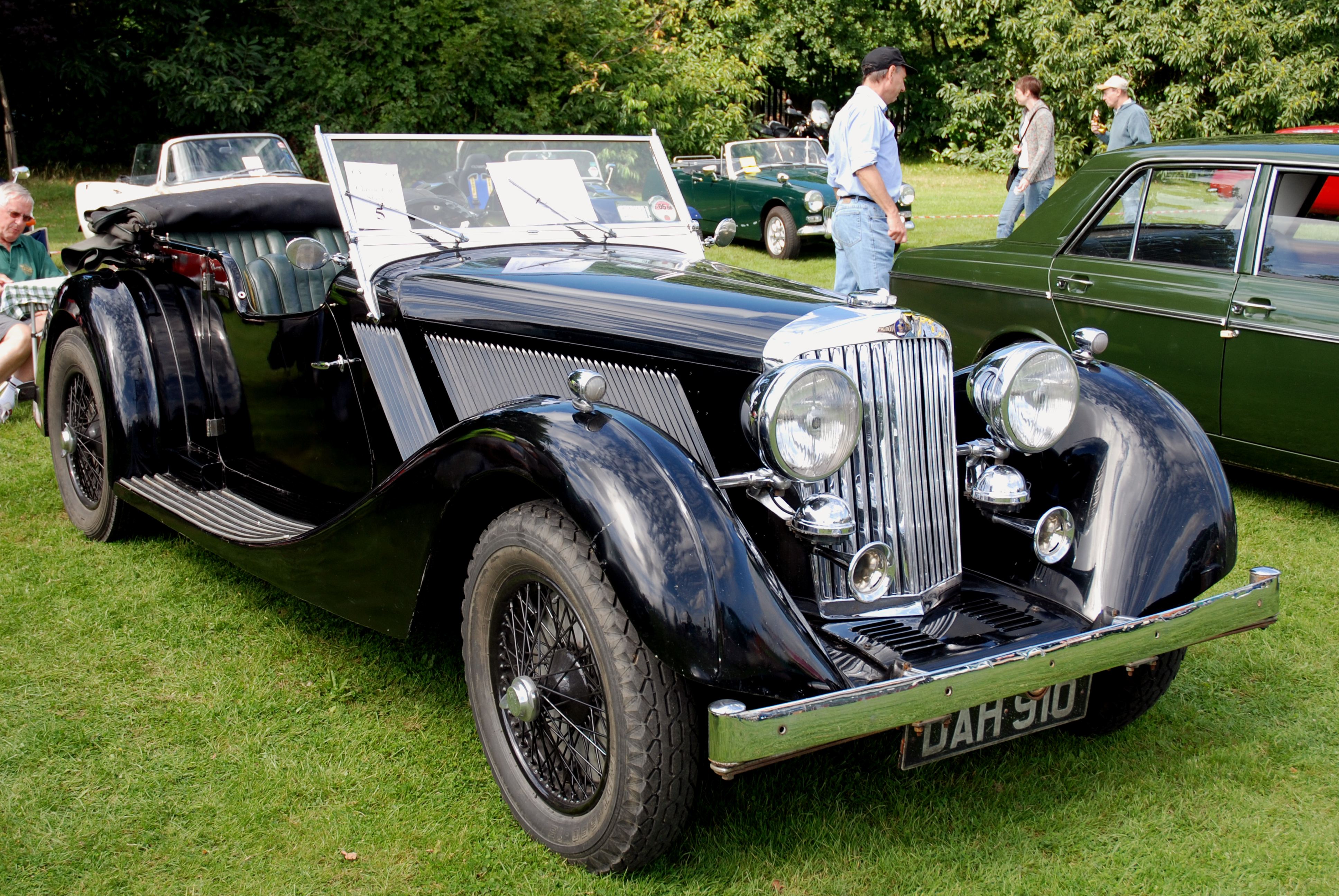
Talbot 110 Drophead Coupe

У 1932 році на заміну 14/45НР, яка досі була у виробництві, приходить модель 65, автомобіль отримав сучасніші кузови, 4-ступінчасту преселективну коробку передач Уїлсона, через рік з'являється модель 95. 95 була довгобазим варіантом моделі 105, якій до того ж дефорсували до 100 к.с. двигун, цю машину також забезпечили преселективною коробкою передач, що полегшило запуск двигуна, оскільки у 105, що мала дінамотор і дві батареї, були складнощі з запуском двигуна. 1934 року з'являється флагман фірми — модель 110, під капотом цієї машини розташовувався 3.4 л двигун, який видавав 123 к.с. в цивільній версії і 170 к.с. в гоночній. Для тих, хто бажав брати участь в змаганнях, ця версія розвивала максимальну швидкість в 209 км/год.

## Англійський Talbot у складі компанії Rootes Group
Однак S.T.D. Motors Ltd загруз у боргах через захоплення Котеленом спортивними змаганнями і «ламання рекордів», концерн повинен був виплатити 500 000 фунтів стерлінгів до 30 вересня 1934 року, однак цього не було зроблено, і банкротні керуючі виставили концерн на торги. Французьку фірму Darracq викуповує директор заводу — майор Ентоні Лаго, який був на цій посаді з 1932 року. Концерн Rootes викуповує британську частину корпорації, першим викупили Talbot, відділення, у якого була відсутня будь-яка заборгованість.

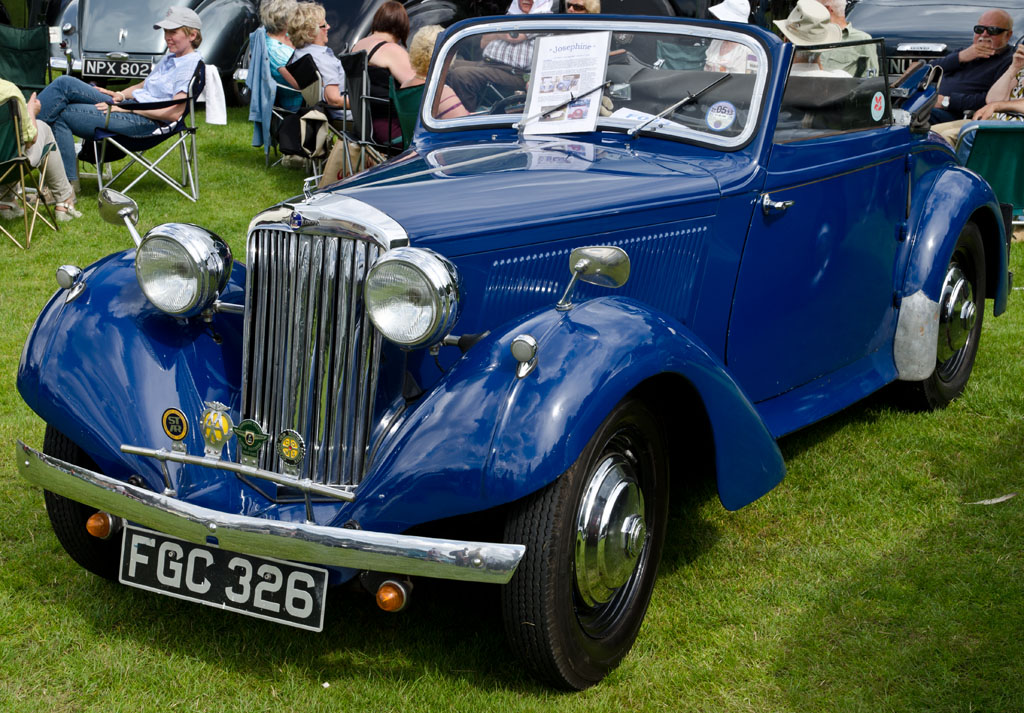
Talbot Ten Drophead Coupe

Автомобілі, розроблені Решем, продовжували випускатися до тих пір, поки не скінчилися запаси деталей, з яких їх збирали, при цьому модель 110 перейменували в Talbot 3 1/2-Litre. Першою розробкою концерну Rootes стала машина Talbot Ten, що з'явилася в 1936 році, це була технічна копія Hillman Aero Minx з 1.2 л 40-сильним мотором. Машина могла комплектуватися як 4-дверним кузовом седан, так і 2-дверними купе або кабріолет.

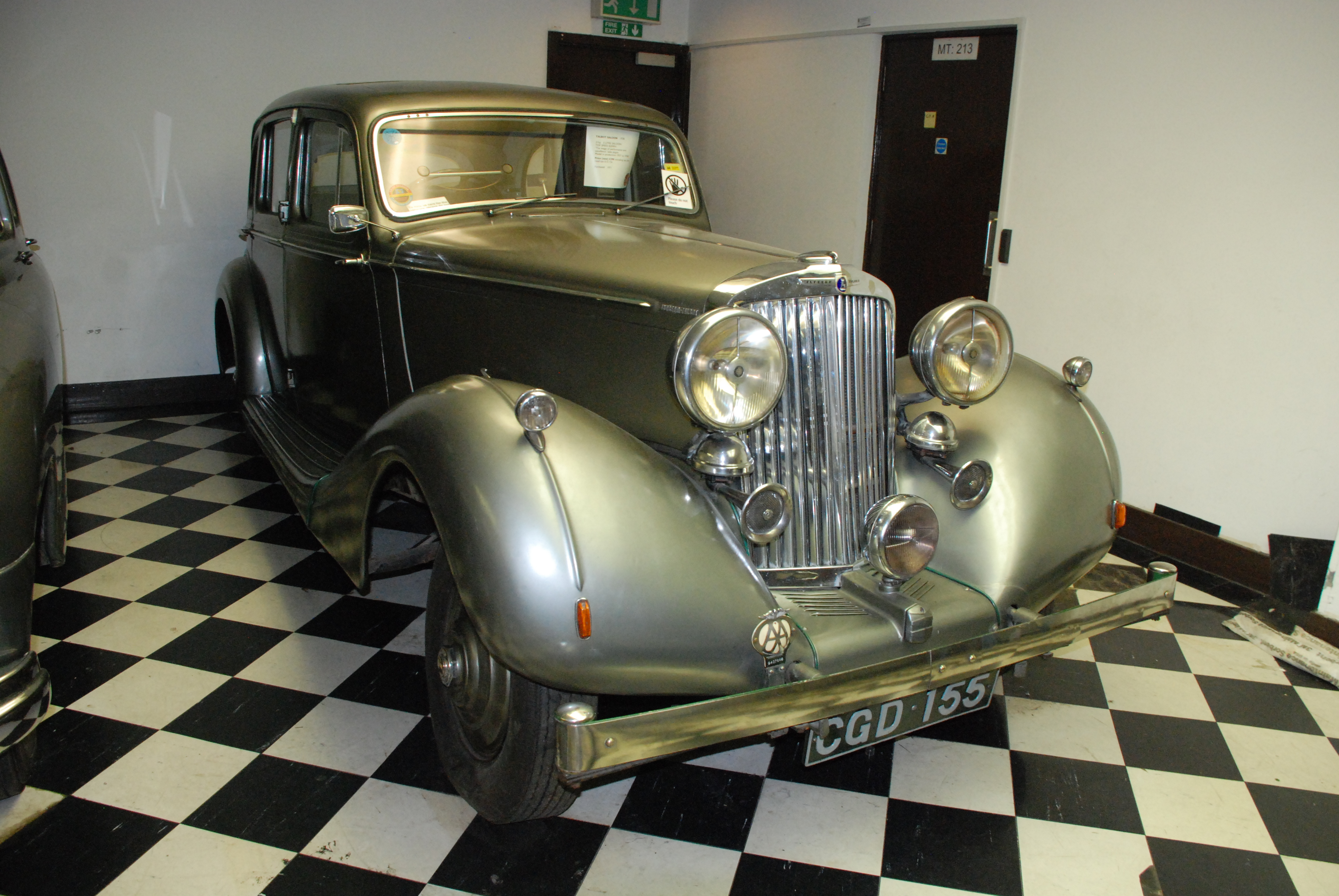
Talbot 3-Litre

У 1937 році на автошоу в Лондоні представляють новий Talbot 3-Litre, який був технічно нічим іншим, як Humber Snipe з кузовом від Talbot. Оснащена 3.2 л 80-сильним двигуном, машина ледве-ледве розвивала 130 км/год, в той час як попередня модель з мотором меншого об'єму легко розвивала понад 160 км/год, однак проплачені журналісти заявляли, що ця машина куди краща, ніж старе покоління автомобілів цієї марки.

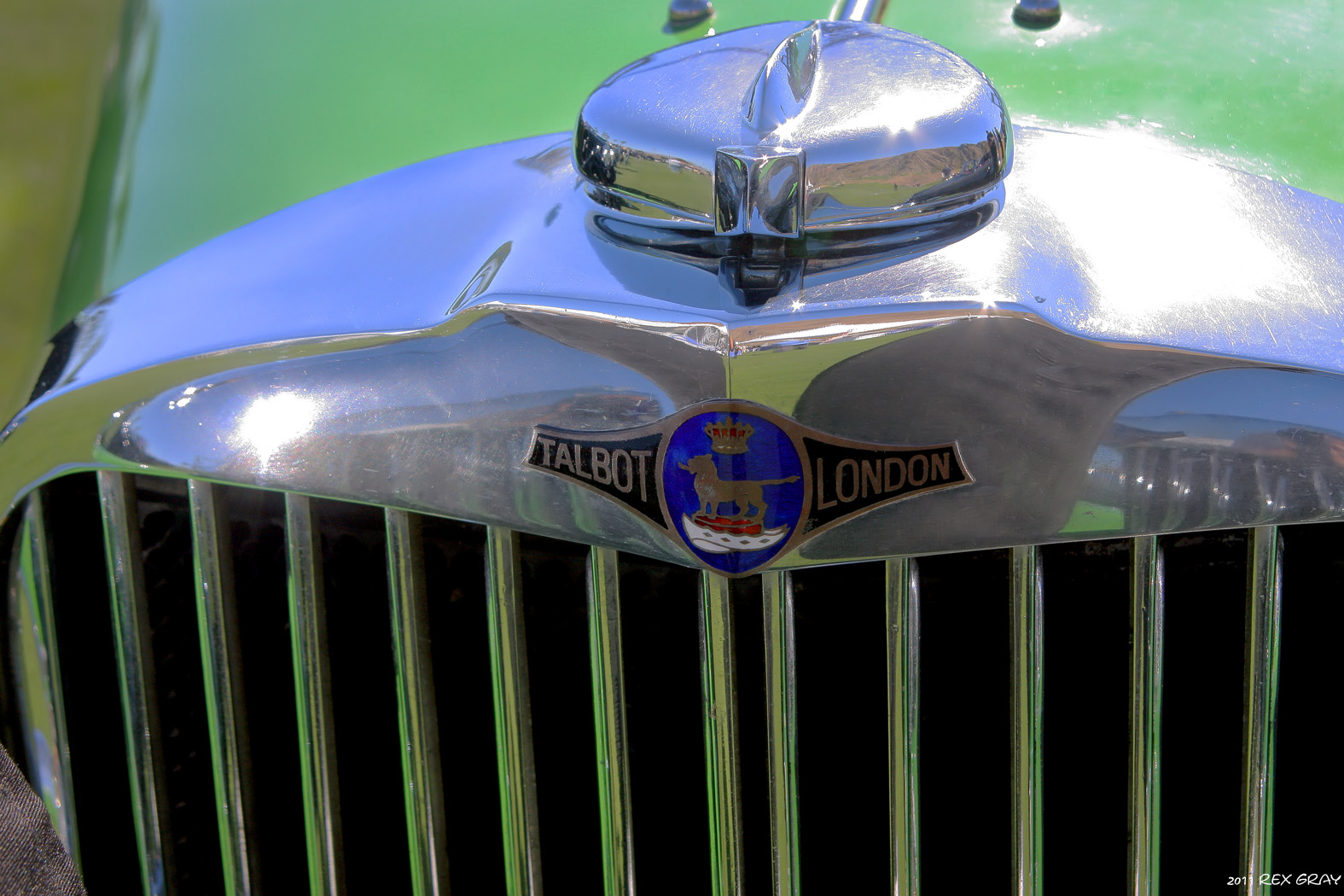
Емблема останніх автомобілів марки Talbot, що випускалися в Лондоні

У 1938 році завод фірми Sunbeam, який знаходився в Ковентрі, закривають, а виробництво машин переносять на завод фірми Talbot в Лондоні. До цього часу припинили випускати автомобілі, розроблені Решем, нові ж машини, будучи копіями Hillman і Humber, які одягли в кузов Talbot, починають продавати під новою торговою маркою — Sunbeam-Talbot.
Що стосується Реша, то він в 1938 році подає у відставку і переходить працювати на David Brown and Sons, яка мала тракторобудівний підрозділ, так що швейцарець пов'язав свою подальшу долю з тракторами. А фірма, в якій він тепер працював, 1959 року стане власником фірми Aston Martin.

## Олександр Даррак
Олександр Даррак народився в Бордо 10 листопада 1855 року в сім'ї басків. Коли він виріс, то спочатку працював креслярем в арсеналі міста Тарб, потім він йде працювати у фірму Hurtu et Hautin, яка займалася виробництвом швейних машинок. 1889 року Даррак завойовує золоту медаль зі своєю швейною машинкою на Паризькій виставці. Однак, не дивлячись на те, що Даррак був талановитим інженером, інтерес до комерції був у нього сильнішим. Він передчуває, що мода на велосипеди може принести непогані гроші, і він стає співвласником дрібної фірми, яка знаходилася на Площі Націй в Парижі.
У 1891 він разом з Полем Ококом відкриває власний велосипедний завод Gladiator Cycle Company в Пре-Сен-Жерве. 1896 року він продає успішний бізнес Адольфу Клеману, за яким стояли лорд Тальбот і Генрі Лоусон, засновник британської Daimler Motor Company, після зміни власника велосипеди цієї фірми стали носити назву Clement-Gladiator.

## Автомобілі Darracq

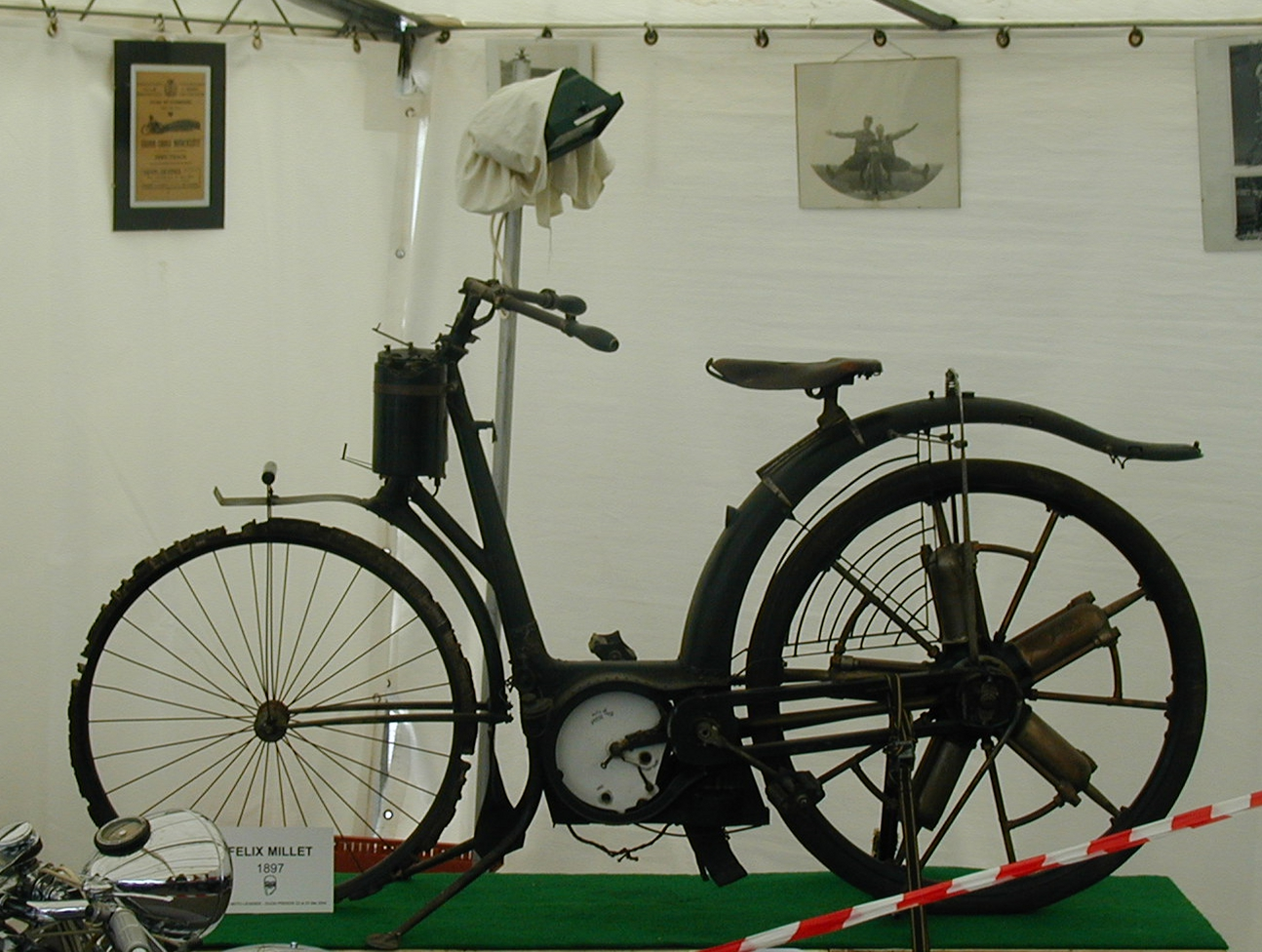
Мотоцикл Millet

За договором Даррак мав відійти від велосипедного бізнесу, однак, заснувавши фірму Automobiles Darracq SA в Сюрені, Олександр Даррак не тільки почав виробляти моторизовану техніку, але й комплектуючі для велосипедів, тим самим порушивши договір. Даррак починає виробляти електромобілі та мотоцикли за ліцензією Фелікса Мілле, причому особливістю мотоцикла було те, що 5-циліндровий ДВЗ був частиною заднього колеса.

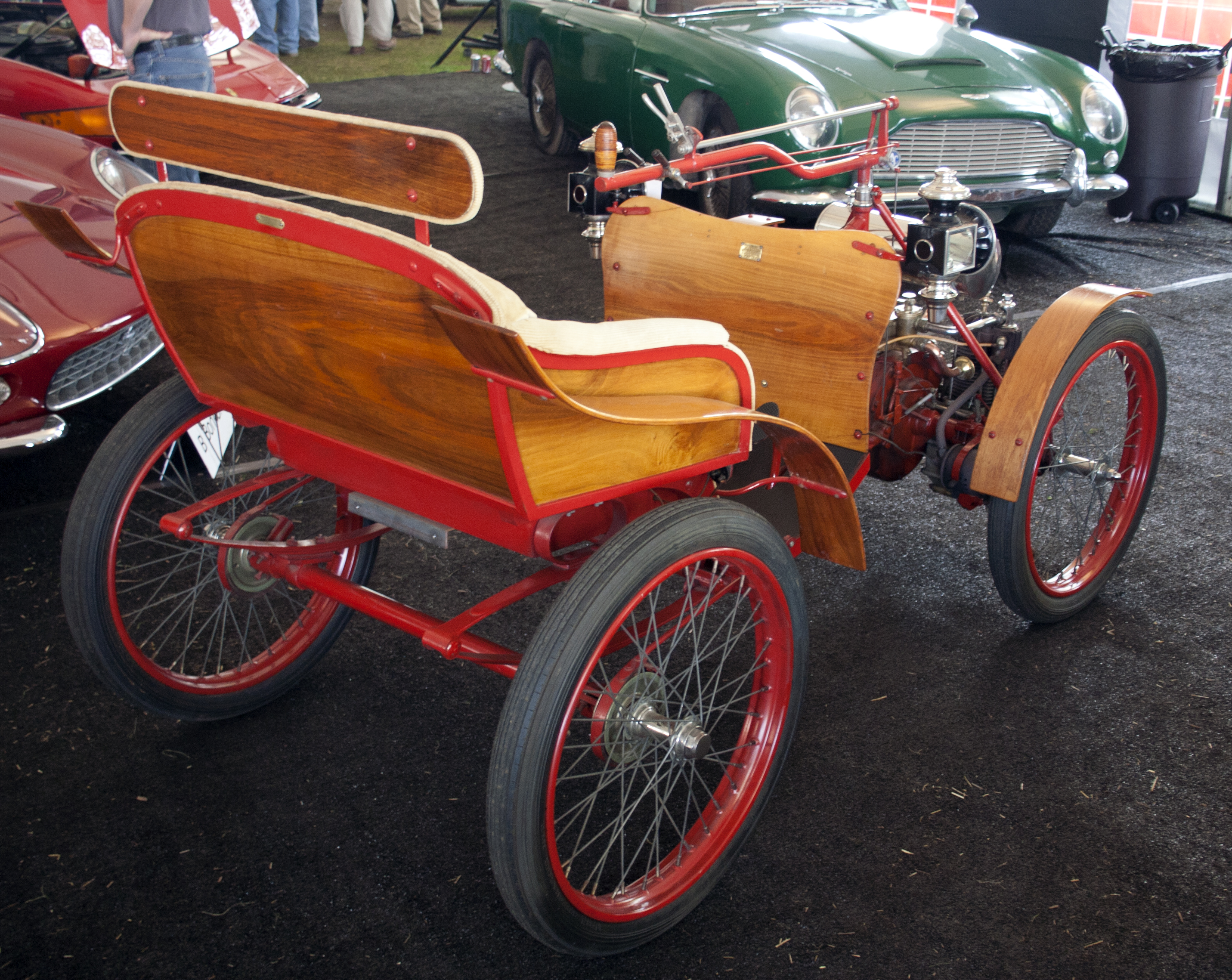
Darracq-Bollée Perfecta

Проте ні мотоцикли, ні електромобілі, які він почав випускати з 1897 року, не принесли фірмі успіху, тоді в 1898 році він купує ліцензію на квадроцикли у Леона Болле. Леон Болле зробив собі ім'я на якісних і надійних трициклах, ліцензію на які не купив тільки самий ледачий чи бідний виробник. Нова конструкція, за яку були заплачені шалені гроші, мала 4 колеса, колишній 640-кубовий 5-сильний двигун De Dion і 5-ступінчасту ремінну передачу. Однак Даррак змушений був розчаруватися в цьому творінні, оскільки навіть до кінця XIX століття конструкція виявилася застарілою і ненадійною.

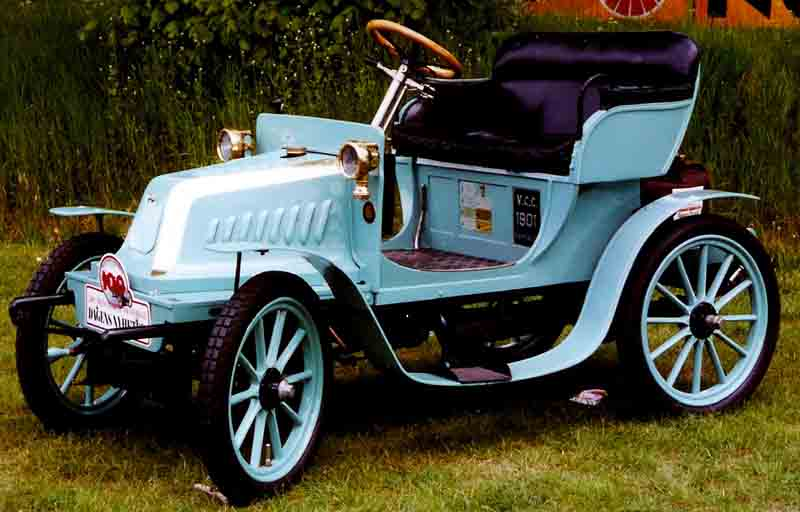
Darracq 6 1/2CV

Але Даррак не зневіряється і наймає Рібіролле для конструювання першого самостійного автомобіля фірми. Цей інженер був куди просунутішим в поглядах, яким повинен бути автомобіль, його автомобіль був з переднім розташуванням мотора, з круглим кермом, карданним валом, і все це в 1900 році. Рама автомобіля була трубчастою (велосипедна спадщина), модель 6 1/2CV оснащувалася одноциліндровим мотором, об'ємом в 800 кубів, триступенева коробка передач управлялася з рульової колонки.
Ця машина нарешті змогла залучити покупців у салони дилерів, проте клієнти вимагали потужнішу машину, і через рік з'явилася могутніша 9-сильна версія з 1.1 л. Даррак правильно вирішує, що спорт — двигун торгівлі, і він намагається відправити машину на будь-які змагання, які проходили в цьому році, в результаті 9CV бере участь у 52 заходах.
У тому ж 1901 році брати Опель купують ліцензію на цю машину і починають з 1902 року випускати їх під маркою Opel-Darracq. Сам Адам Опель, чиє ім'я носила фірма, помер ще в 1895 році, а його сини захопилися автомобілями в 1899 році, так що конкретно Адам Опель до автомобілів ніякого відношення не має. Завдяки автомобілям марки Darracq Опелі змогли розкрутитися, оскільки до цього їх експерименти з автомобілями були невдалими, випускалися Opel-Darracq до 1907 року, так що Opel — перша фірма, яка існує сьогодні, і яка багато в чому зобов'язана Дарраку. Крім того, відкривається філія в США, — American Darracq, який вироблятиме автомобілі з 1901 по 1905 рік, у Великій Британії ліцензію на його машини купує фірма Weird.

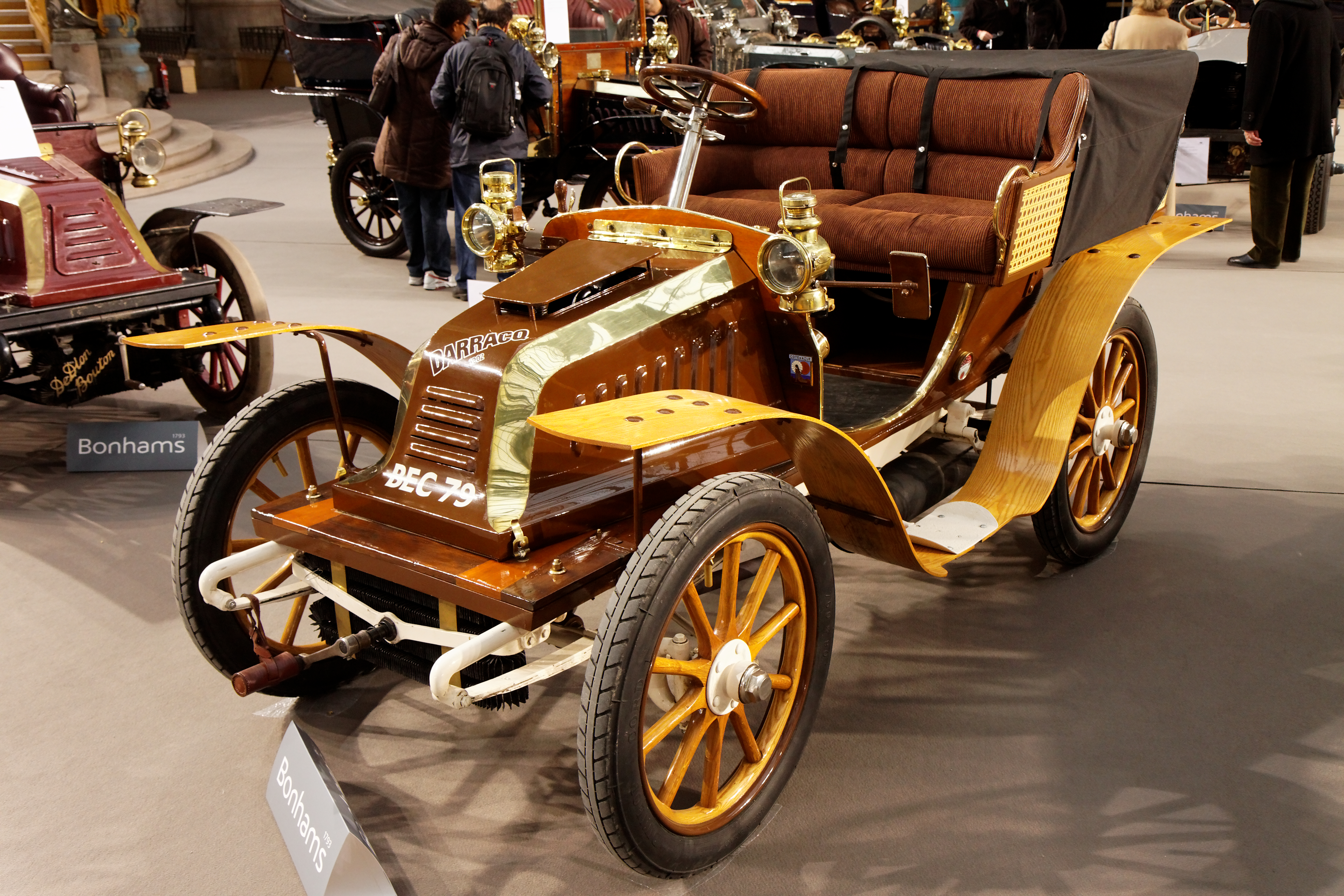
Darracq 9CV 1903

Але повернемося до Франції. Тим часом Даррак продає 2000 автомобілів за 1902 рік, але знову вибагливу французьку клієнтуру не влаштовують одноциліндрові машини, вони знову просять чогось більшого, тоді в 1903 році з'являються 2-циліндрові 1.3 л і 1.9 л машини, а також 4-циліндровий з 3.8 л під капотом — відповідно 9CV, 12CV і 20CV. Нові машини також беруть участь у спортивних заходах, типу марафону Париж-Відень, гонок в Арденнах і Норді.

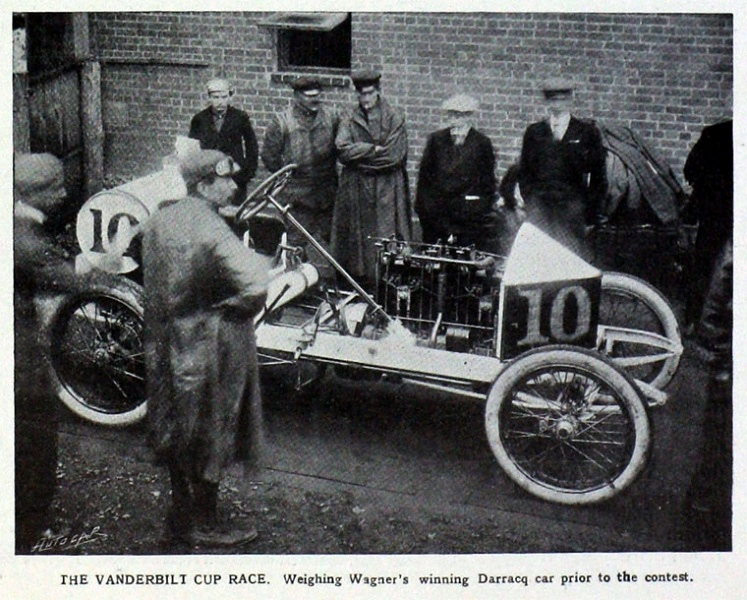
Darracq 200CV V8

Через рік Даррак починає використовувати металеву раму, пресовану з цілісного сталевого листа, замість дерев'яних, оббитих сталевими листами, вперше ця рама використовується на моделі Flying Fifteen з 3.0 л 4-циліндровим мотором, до кінця 1904 року автомобілі марки Darracq складали 10% всього автопарку Франції. У цьому ж році Олександр Даррак, який не пропустив жодного старту, вирішує підкорити Gordon Bennett Trophy. За його дорученням будується 4-циліндровий 11.3 л «монстр», потужністю 100 к.с., однак прем'єра на гонках обертається крахом, жодна з машин, які побудували у Франції, Англії та Німеччині, не завойовує призового місця, а найкращим результатом стало четверте місце Артура Дюре на Тарга Флоріо. Але Даррак знову не сумує, будується новий гоночний болід з мотором V8, двигун отримали шляхом з'єднання 2 моторів, які стояли на 100-сильній машині, тепер же машина розвивала 200 к.с.. 21 липня 1904 року Поль Бара на цій машині ставить рекорд швидкості, розвиненої за одну милю, в 163,636 км/год під час змагань в Остенде, а 13 листопада цей рекорд перекривається, розвинувши 168,224 км/год в рамках гонок на кубок Гордона Беннета.

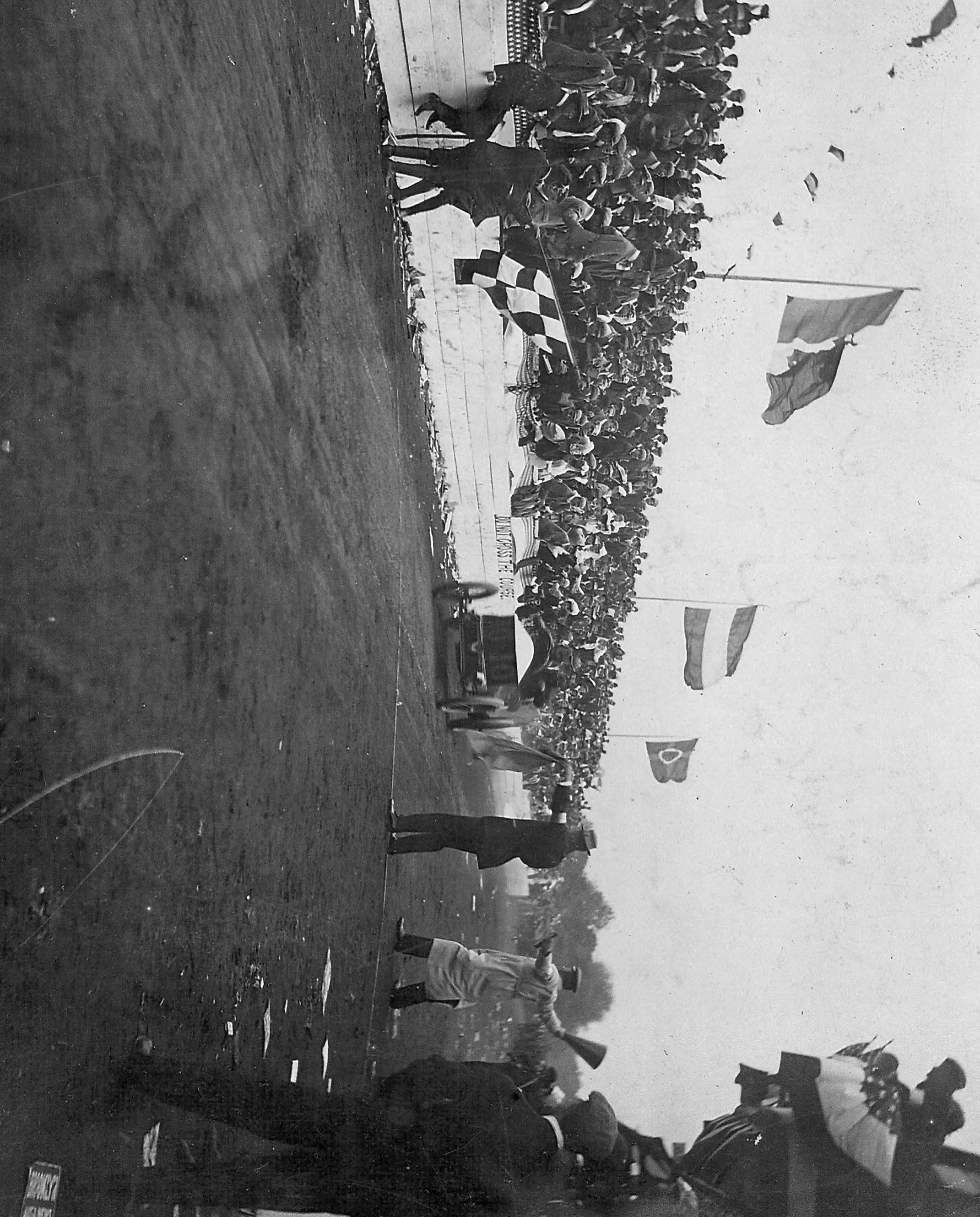
Луї Шевроле за кермом Darracq V8

Цей же автомобіль ставить рекорд швидкості 30 грудня 1905 року, Емері розвинув 174,757 км/год, і незабаром, в січні 1906 року, цей автомобіль розвиває 185 км/год, за кермом знову сидів Емері. Всього через тиждень Луї Шевроле, сидячи за кермом такої ж машини, розганяється до 197 км/год, мабуть клімат Флориди був сприятливішим для рекордів. І це все відбувалося на зорі століття, коли цей автомобіль був одним з найшвидших у світі. Крім заїздів по прямій для встановлення рекордів швидкості, не забули і про прості гонки, так Луї Вагнер перемагає в Кубку Вандербільда на гоночній 12.7 л машині.
У листопаді 1905 року в компанію Даррака вливається британський капітал, оскільки попит на автомобілі фірми був величезний, а Darracq не справлявся самостійно для розширення виробничих потужностей, фірму перейменовують на англійський манер — A. Darracq Company Limited, а головний офіс переїжджає в Лондон на Орфеус стріт, щоб уникнути божевільних французьких податків.
У 1906 році Даррак відкриває разом з Леоном Серполле фірму, завдяки якій вони хотіли заполонити Європу автобусами, проте далі 20 автобусів для Лондона справа не просунулася. У тому ж році невгамовний Даррак засновує фірму Societa Italiana Automobili Darracq в Мілані, проте в Італії його бізнес не був успішний, тоді в 1909 році він закриває фірму і засновує разом з Угго Стелла Anonima Lombarda Fabbrica Automobili (A.L.F.A.), автомобілі цієї фірми вже не повторювали конструкцію автомобілів Darracq, а були сконструйовані Джузеппе Меросі. 1915 року Даррак і Стелла продають фірму Нікола Ромео, і фірма відтоді має назву Alfa Romeo, це друга фірма, яка існує донині, і яка теж з'явилася завдяки Олександру Дарраку.
Крім цього Даррак в 1907 році відкриває завод на батьківщині предків, в країні басків, — Sociedad Anonima Espanola de Automoviles Darracq, також Даррак відвідує США, де купує у братів Райт ліцензію на виробництво авіаційних моторів і літаків, двигуни продавалися в тому числі і піонерам французької авіації — Луї Блеріо і Альберто Сантос-Дюмону.

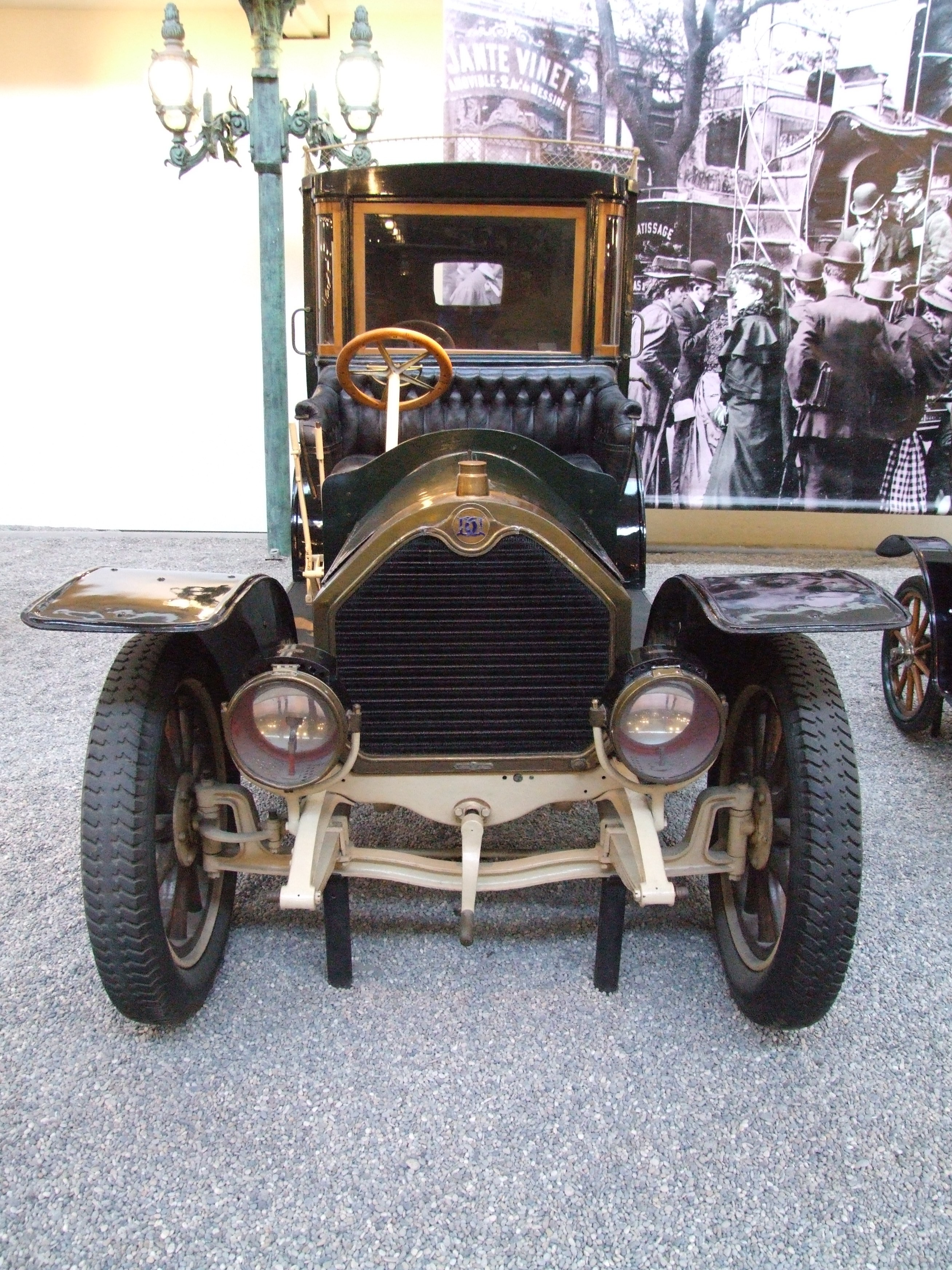
Darracq SS 20/28CV Coupé Chauffeur

До 1910 року Даррак стає третім за величиною виробником автомобілів після Peugeot і Renault. До 1911 року з виробничої програми зникають одно- і двоциліндрові моделі, залишаються тільки 4-циліндрові машини.

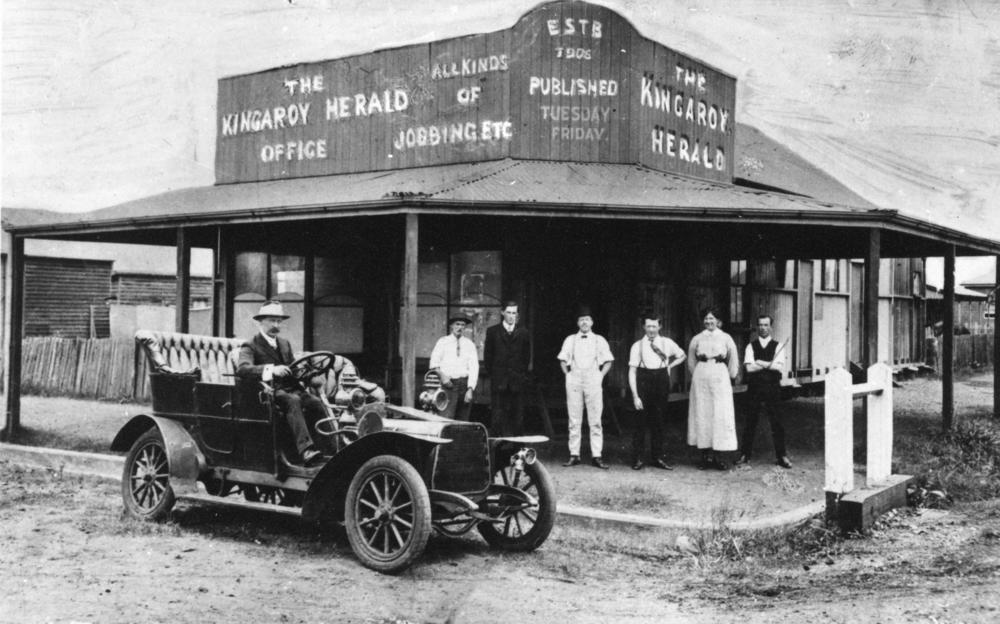
Darracq 14/16CV

Однак потрібно було запропонувати і доступний автомобіль, тому замість одноциліндрових/двоциліндрових моделей виводять на ринок новий дешевий автомобіль — 14/16CV, з об'ємом мотора в 2,4 літра, він розвивав 19 кінських сил.

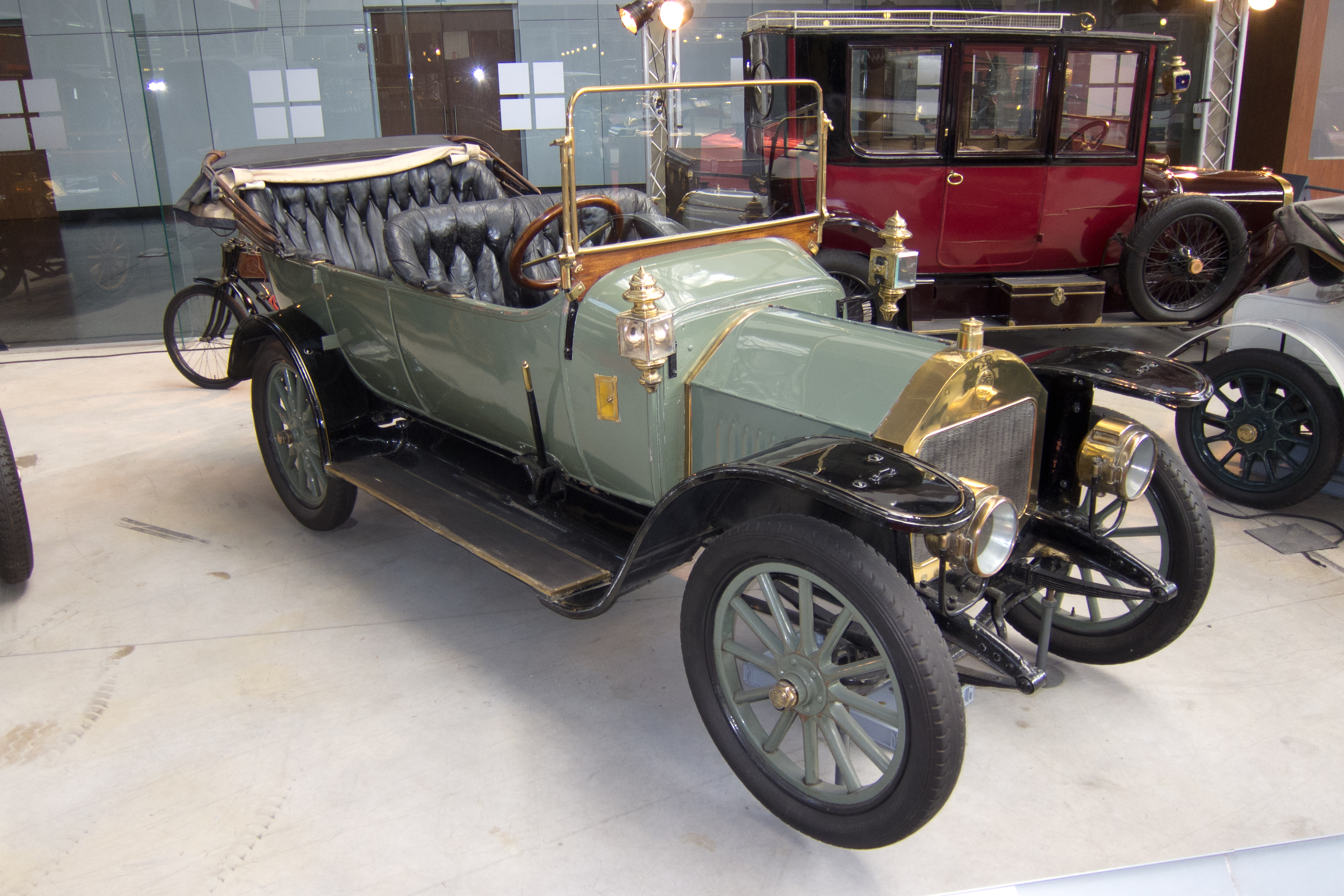
Darracq 15CV Phaeton

Однак через рік Дарраку щось стукнуло в голову, і він оголошує, що тепер майже весь модельний ряд буде складатися з двигунів системи Анріо, його мотор мав обертові клапани, а циліндр мав один отвір, що у залежності від положення обертального клапана або впускало паливо, або викидало гази. Модель 15CV мала об'єм 2.1 л, потужністю в 18 к.с., і 20CV — 3.6 л. Однак ці машини були ненадійними, і фірма зазнала невдачі, зазнавши такі збитки, що Олександр Даррак вирішує в 1913 році продати свої активи фірмі Оуена Клегга, колишньому інженеру фірми Rover.
Сам Олександр Даррак йде з автомобільного бізнесу, він купує гральний бізнес в Девілі, а також концентрується на вихованні прийомної дочки, яку підкинули до його паризького особняку в 1911 році. Після Першої світової війни він їде до Французької Рив'єри, де купує Hotel Negresco в Ніцці. Будучи автомобільним промисловцем, сам Даррак не любив керував автомобілем, хоч і навчився цього ще в 1895 році, а також не особливо любив їх, намагався в особистому житті їх уникати, гроші для нього були важливіші, помер він далеко не бідною людиною в 1931 році.

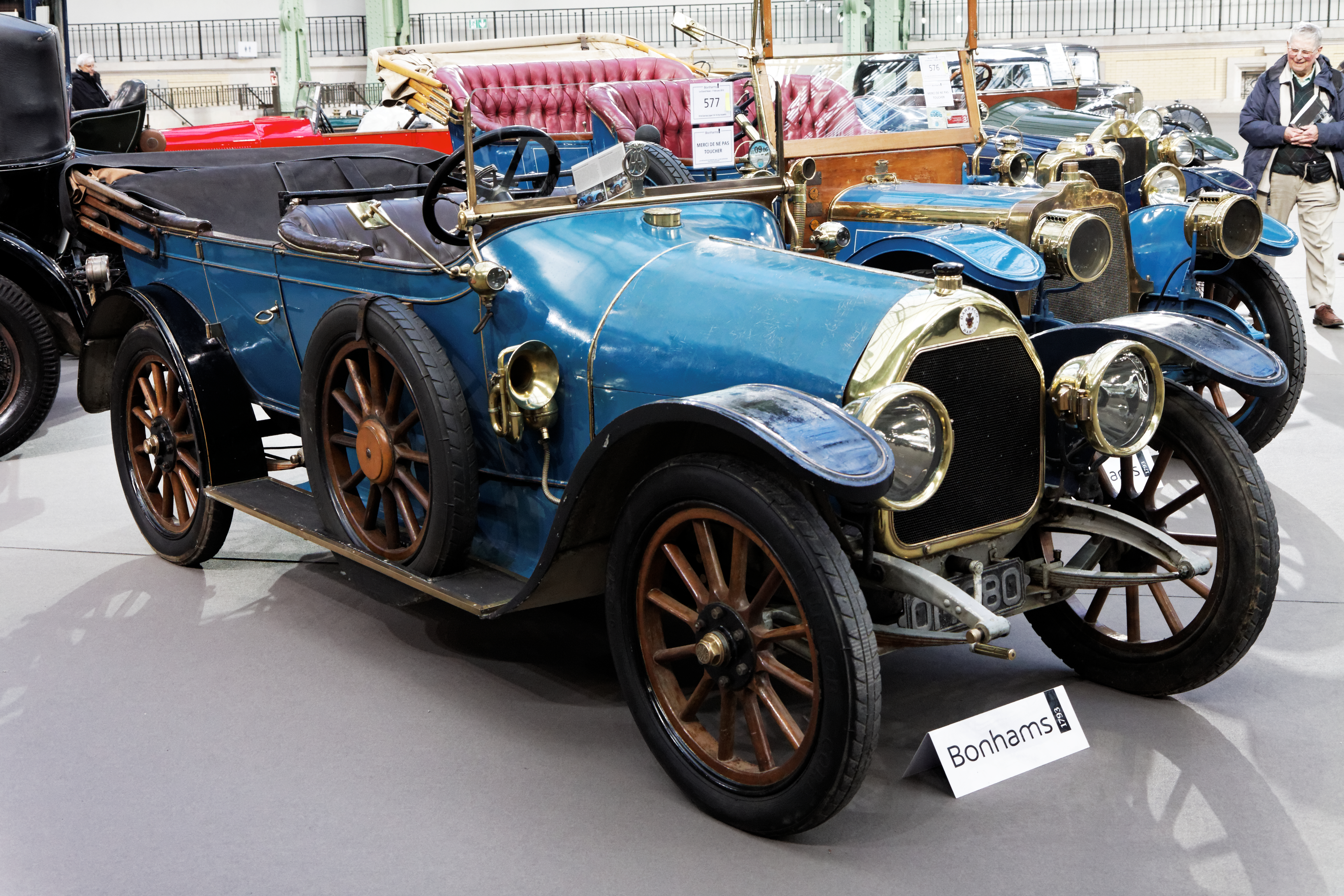
Darracq Type V14 16CV Tourer

Після того, як Оуен Клегг викупив фірму, він переносить головний офіс назад у Париж. Невдалі моделі замінюють клонами Rover Twelve, який був сконструйований ним же. 2.1 л машина 12CV, комплектуючись 4-ступінчастою коробкою передач і розвиваючи 80 км/год, відразу отримує схвалення з боку клієнтів, і продажі пішли вгору, незабаром модельний ряд фірми додався моделлю 16CV з 3.0 л мотором.

## Автомобілі Talbot (Франція)

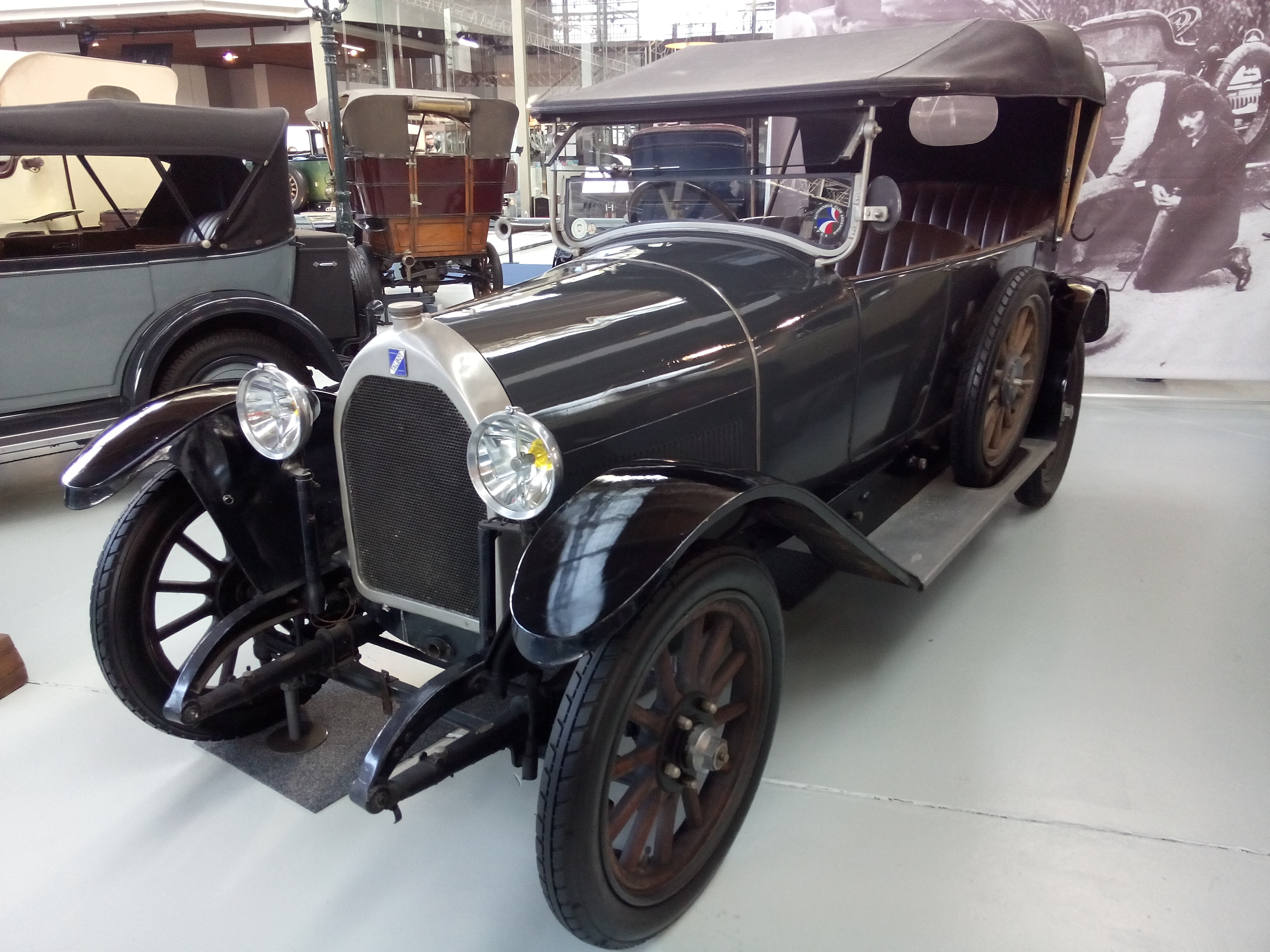
Talbot-Darracq 16CV

Під час війни фірма випускала авіаційні двигуни, що допомогло їй непогано заробити. В жовтні 1919 року Оуен Клегг купує фірму Clement-Talbot, з цього моменту автомобілі стали носити назву Talbot-Darracq. Об'єднана фірма починає випускати довоєнну модель Darracq Type V з 3-літровим мотором, крім того Клегг готує нову модель 24CV з 60-сильним мотором, об'ємом 4.5 л і формулою V8.

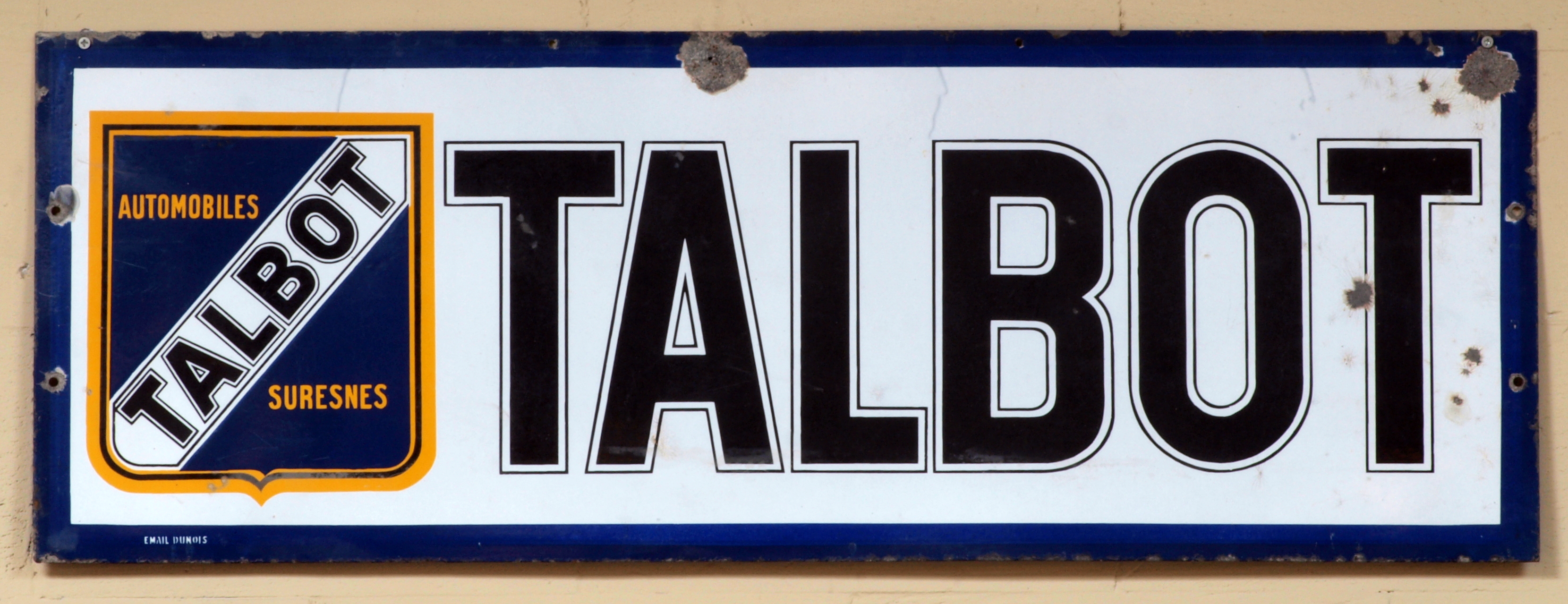
Емблема французького Talbot, що виготовлявся фірмою Darracq

Ще через рік фірма докуповує ще одного виробника автомобілів — Sunbeam, тепер фірма називається Sumbeam-Talbot-Darracq, або S.T.D. Motors Ltd. 1921 року Котелан, який став ключовою фігурою в цьому концерні, дає розпорядження продавати у Франції автомобілі під маркою Talbot, хоча в Англії та її колоніях бренд Darracq зберігся, щоб не було плутанини між продукцією заводу в Лондоні, хоча машини однієї марки, але різного походження, мали радіатори різної форми і різні емблеми.
Котелан відправляє в Париж інженера Реша, який працював у британському Talbot, де той проєктує 1 л 4-циліндрову модель, яка у Франції стала називатися Talbot 8/18CV.

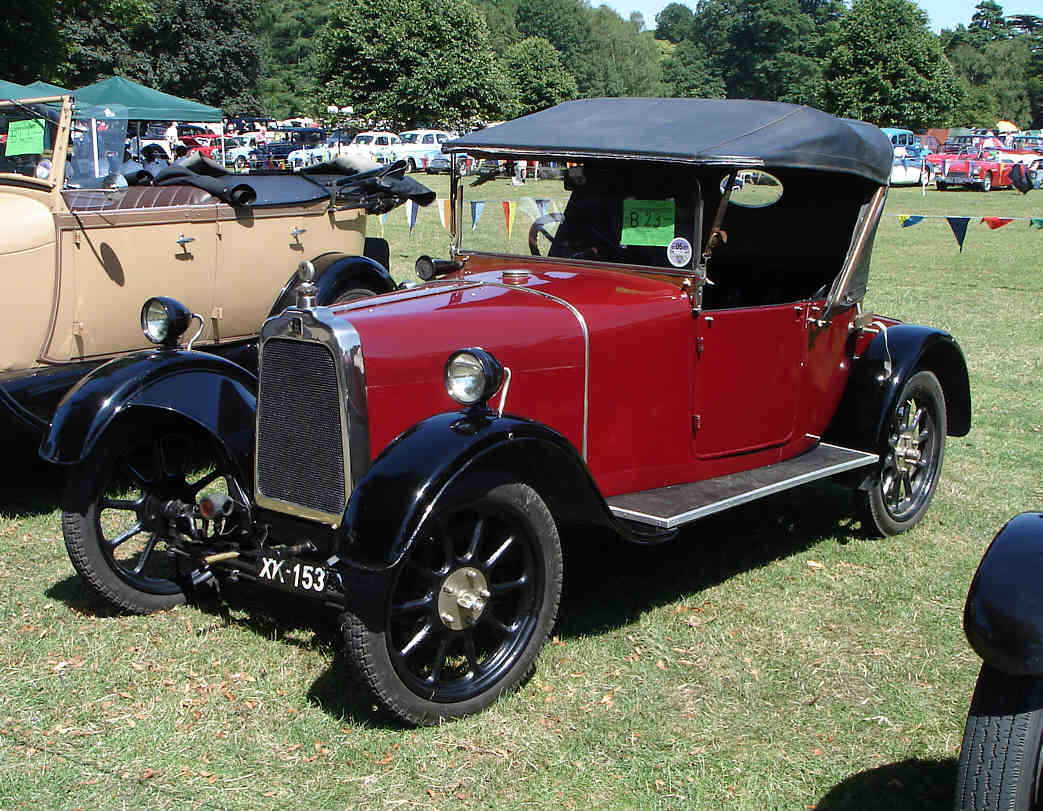
Talbot 8/18CV Roadster

Однак в 1921 році Котелан повертає Реша назад в Лондон, а замість нього наймає італійців, яких переманили з фірми FIAT.
Це були Вінченцо Бертаріоне і Вальтер Беккіа, перший з них був автором Fiat 804, на якому в 1922 році виграли Гран-прі Франції. Італійці будують для французької компанії практично копію цього автомобіля, який був оснащений 1.5 л 4-циліндровим двигуном з двома верхніми валами. Ці машини стали з ходу вигравати різні змагання, у тому числі в Брукландсі (200-мильних гонках), де машини брали участь під назвою Talbot-Darracq, також була здобута перемога в Coupe des Voiturettes, тріумф повторився і в 1923 році, коли ще в скарбничку перемог додався скорений Пенья Рін.

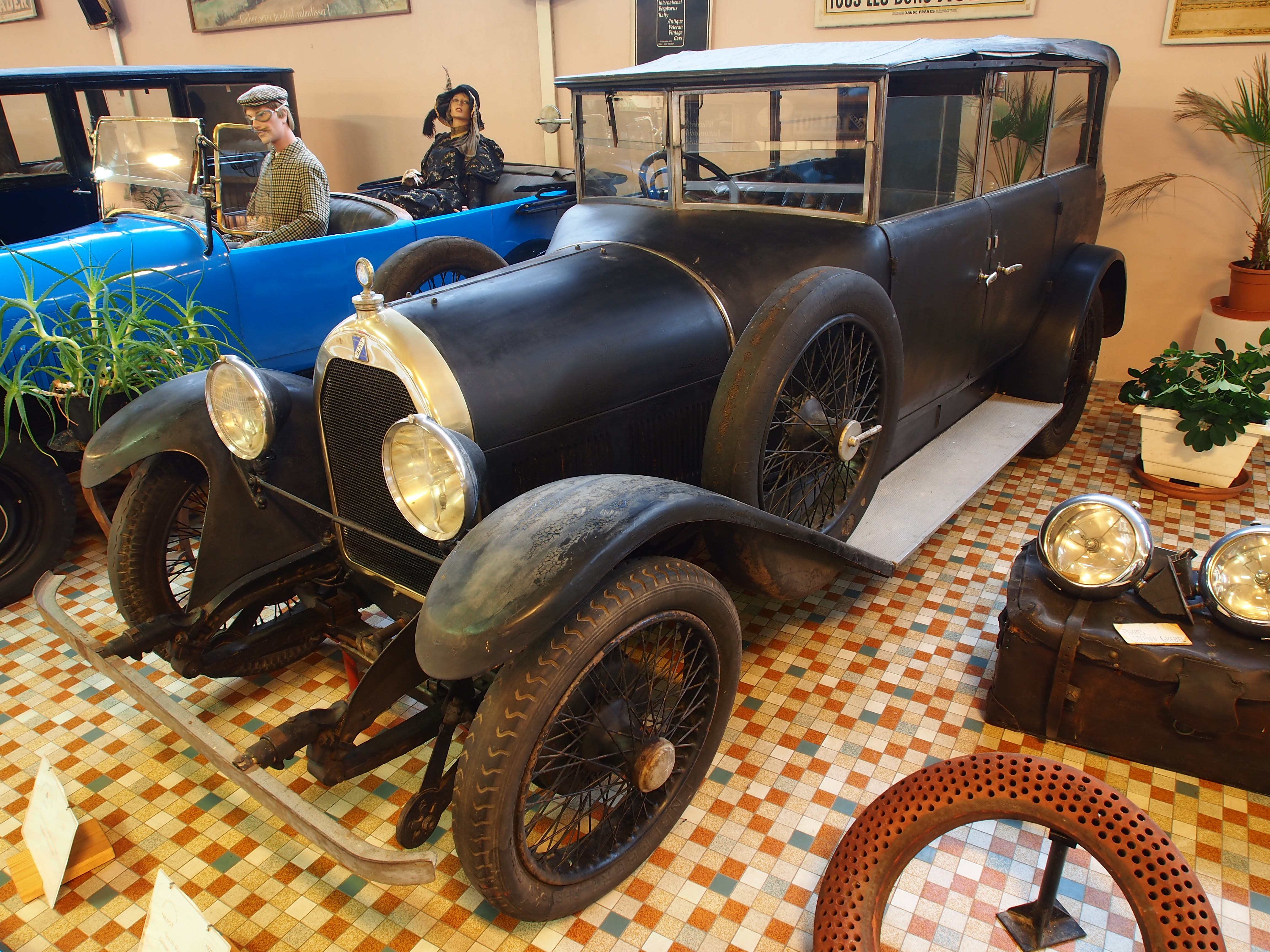
Talbot Type DS 12CV

У 1922 році були випущені останні автомобілі з V8, розроблені Клеггом, і модель 8/18CV роботи Реша, а поки одночасно з цими машинами випускався і продавався новий автомобіль — Type DC 10CV з 1.6 л 4-циліндровим двигуном, ця машина була вже розроблена італійцями.
Слідом за цією машиною, через рік, була представлена і модель Туре DS 12CV з 2.1 л двигуном, яку виготовлятимуть до 1925 року, в Британії та її колоніях ці машини продавалися як Darracq 12HP і 15HP, а попередні 8/18CV і 24CV продавалися там як Darracq 8HP і 28/70НР, в 1924 році з'являється ще одна модель — Type DD з 1.7 л 32-сильним мотором.

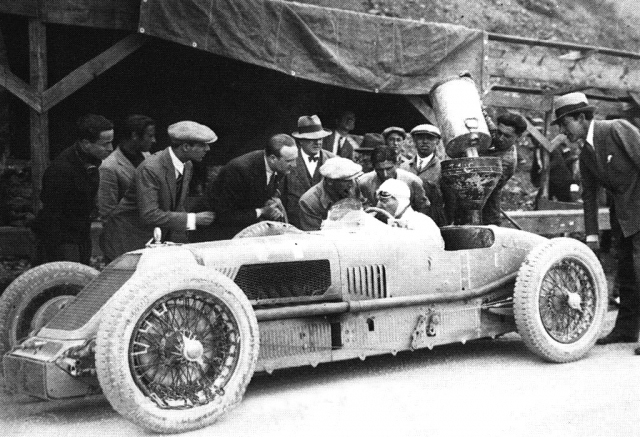
Talbot Special GP R8

Гоночний же автомобіль в 1924 році отримує компресор, що дозволило йому здобувати ще два роки перемоги на трасах Брукландс, до 1926 року готується 1.5 л 160-сильний гоночний болід, мотор якого мав 8 циліндрів, розташованих в ряд, який безуспішно брав участь у змаганнях 1926–1927 років, в 1927 році фірма покинула світ Гран-прі через нестачу фінансування.

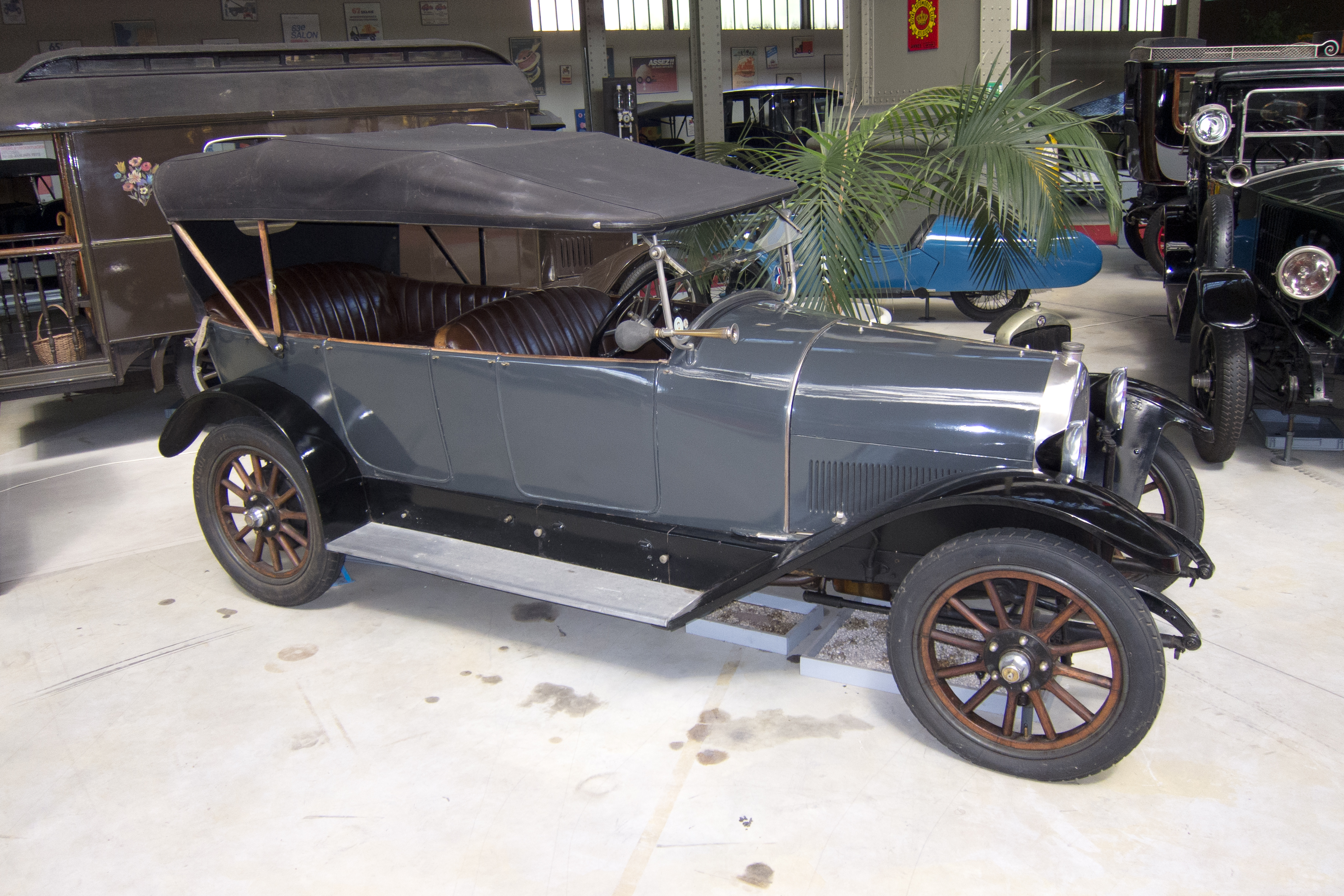
Talbot DUS

Тоді ж з'являються серійні 6-циліндрові моделі серії DUS з 2.6 л двигуном, потужністю в 75 к.с., і TL з 2.9 л мотором. Але через рік виходить у світ нова машина, яка замінює колишні моделі, — це був 6-циліндровий 2-літровий автомобіль M67 11CV. Це була розкішна машина, оснащена 4-ступінчастою коробкою передач, 45-сильний мотор мав шестерінчастий газорозподільний механізм, що робило двигун дещо гучнішим ланцюгового мотора, але він мав тонше налаштування з плавним відгуком на педаль газу, розганяючись до 105 км/год.
Шасі машини вийшло дуже легким, а короткохідна підвіска покращувала його керованість, не дивлячись на високу ціну, ця модель розійшлася пристойним тиражем — понад 3600 проданих автомобілів в перебігу 1928–1929 років, в 1929 році з'являється короткобазна модель — М67С, шасі якої було вкорочене на 10 см в порівнянні із звичайною версією, яка стала називатися M67L (база цієї машини дорівнювала 3.23 м). Ці машини крім іншого користувалися певним попитом і у публіки, яка любила поганяти на гоночних трасах, так ці машини були помічені на марафоні Париж-Ніцца, ралі Монте-Карло, жіночому марафоні Париж-Віші-Сен-Рафаель, крім гонок машини брали участь і на конкурсках елегантності. У Монте-Карло 1929 року брала участь американка з французькими коренями — Люсі Шелл, яка прийшла в загальному заліку восьмою, але оскільки вона була першою з жінок, то дамський кубок вручили саме їй. Їй вдалося обійти в цій гонці партнера з перегонів — мсьє Пом'є, але через рік Пом'є обійшов Люсі Шелл в цих же змаганнях, їхні імена в загальному списку займали 12 і 26 рядок.

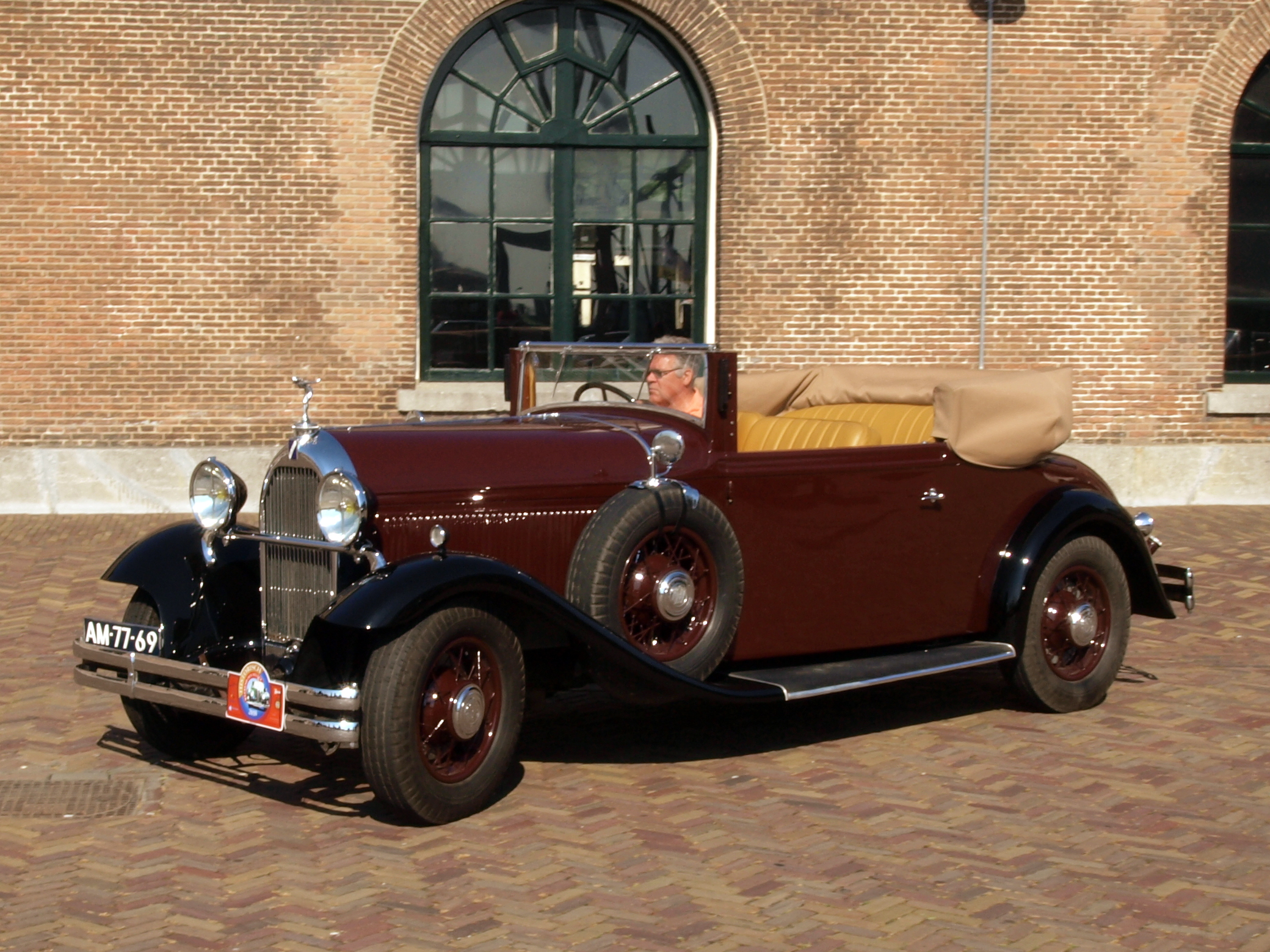
Talbot M75

У 1929 році з'являється більша модель з 2.4 л двигуном — К74, а Оуен Клегг нарешті теж вносить свою лепту в модельний ряд фірми, він знову будує 8-циліндрову машину, яка отримує назву Н78 Pacific, машина мала 3.8 л двигун і передню незалежну підвіску, яку розробив Котелан, проте машина, чий передок нагадував автомобілі марки Packard, не мала попиту, оскільки в цей час вибухнула економічна криза.

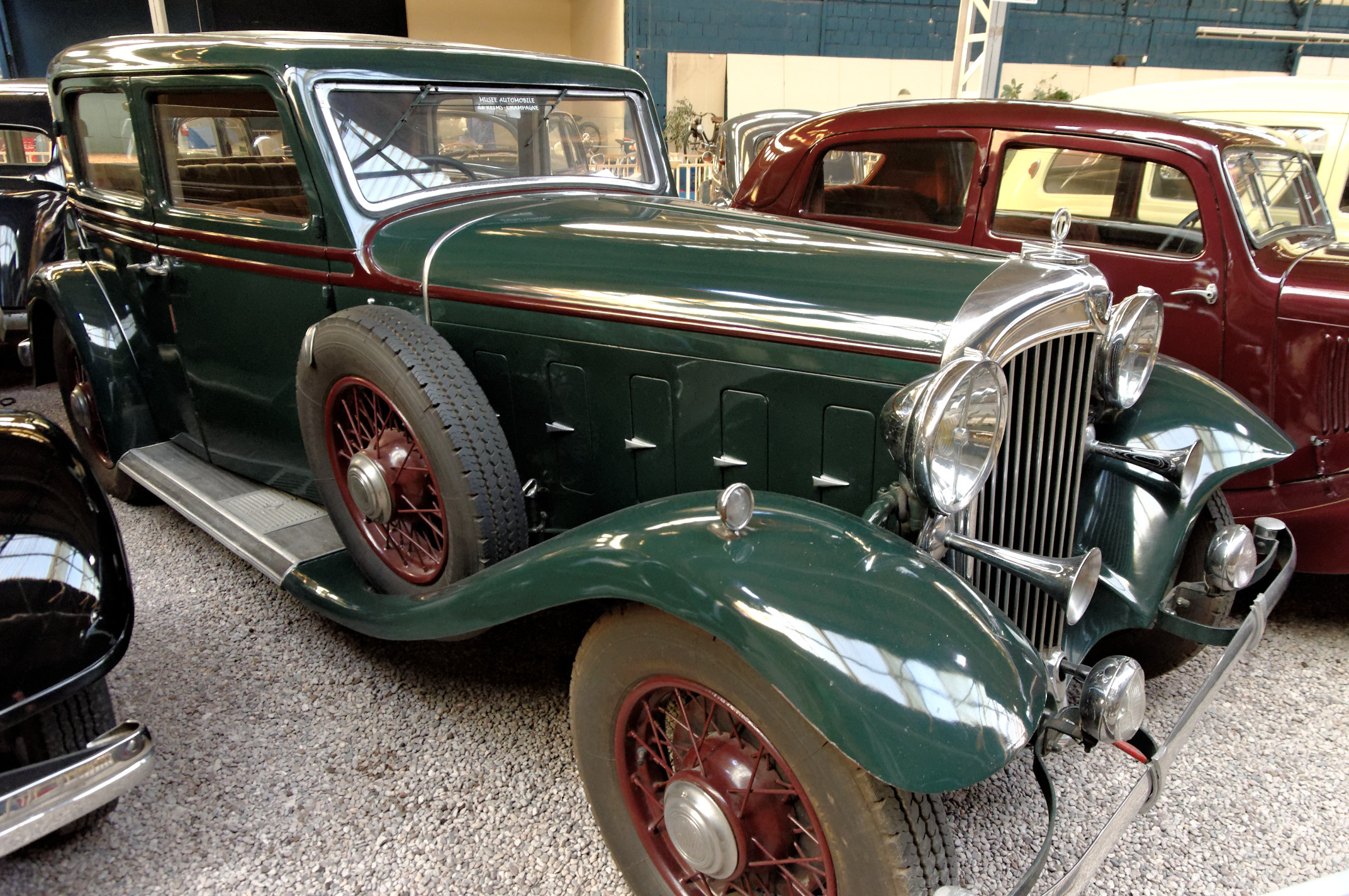
Talbot-Lago H75

Через рік з'являється модель М75 з 2.3 л двигуном, в 1931 році управляти заводом приходить народжений у Венеції Антоніо Лаго. Коли він був маленьким, то його сім'я переїхала в Бергамі, коли він підріс, вступив до Міланського політехнікуму, під час війни він служив в італійських ВПС, де дослужився до звання майора. 1919 року представники нової влади прийшли його арештовувати, Лаго кинув у трьох представників фашистської влади гранату, яку завжди носив із собою, після чого йому довелося тікати з Італії до Франції. Після того він перебрався до Англії і, змінивши ім'я на Ентоні Лаго, почав продавати автомобілі марки Isotta-Fraschini. На початку 1929 року він став директором фірми Wilson Self Changing Gear Co Ltd, яка випускала трансмісії. Він звільняє Бертаріоне, який переходить працювати у фірму Hotchkiss. У тому ж році з'являється модель К78 з 3-літровою шісткою, а в 1932 році модель М67 отримує передню незалежну підвіску, розроблену Беккія, і перейменовується в ME67, крім неї новинкою була H75 Fulgur з 3.4 л 8-циліндровим мотором.

## Французький Talbot у власності Тоні Лаго. Автомобілі Talbot-Lago
Тим часом фінансова ситуація в концерні гіршає, і Оуен Клегг з Луї Котеланом подумують про закриття французького відділення концерну, але в ситуацію втручається Тоні Лаго, який в 1934 році викуповує фірму Darracq.
Після покупки фірми Darracq Ентоні Лаго продовжував випускати колишні машини, поки не закінчилися на складі запаси деталей до цих автомобілів, а сам в цей час активно працював разом з Беккія над новою лінійкою автомобілів.

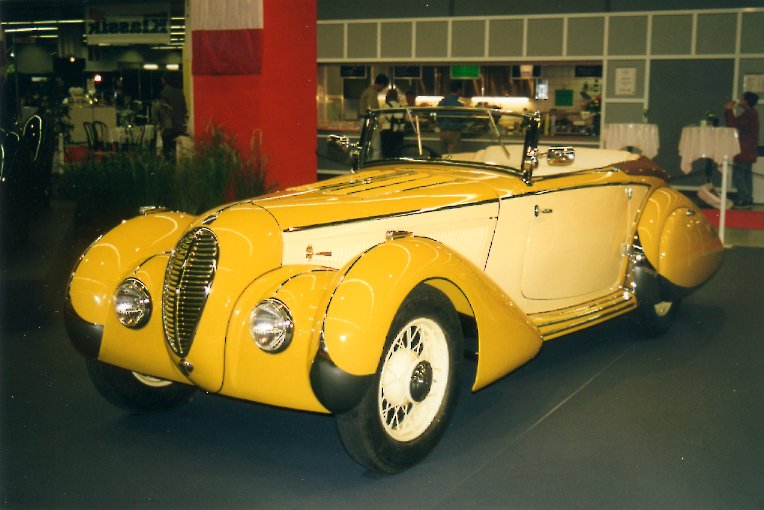
Talbot-Lago T120 Roadster

Всього через півтора року він представляє на Паризькому автошоу нові моделі, які пропонувалися під новим брендом, — Talbot-Lago, хоча в Британії машини по колишньому несли назву Darracq (така ж назва була на табличках автомобіля).

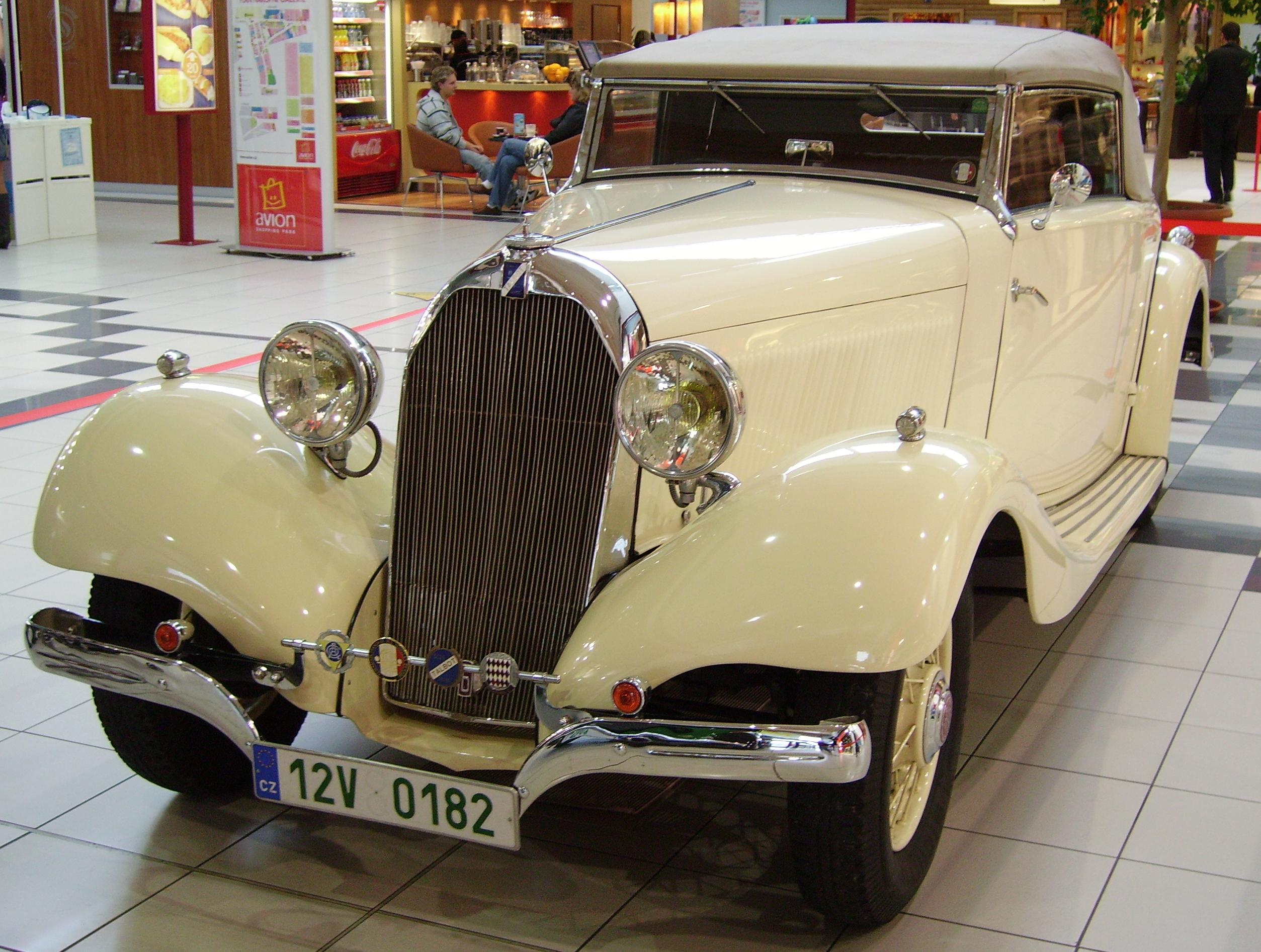
Talbot-Lago T120 17CV

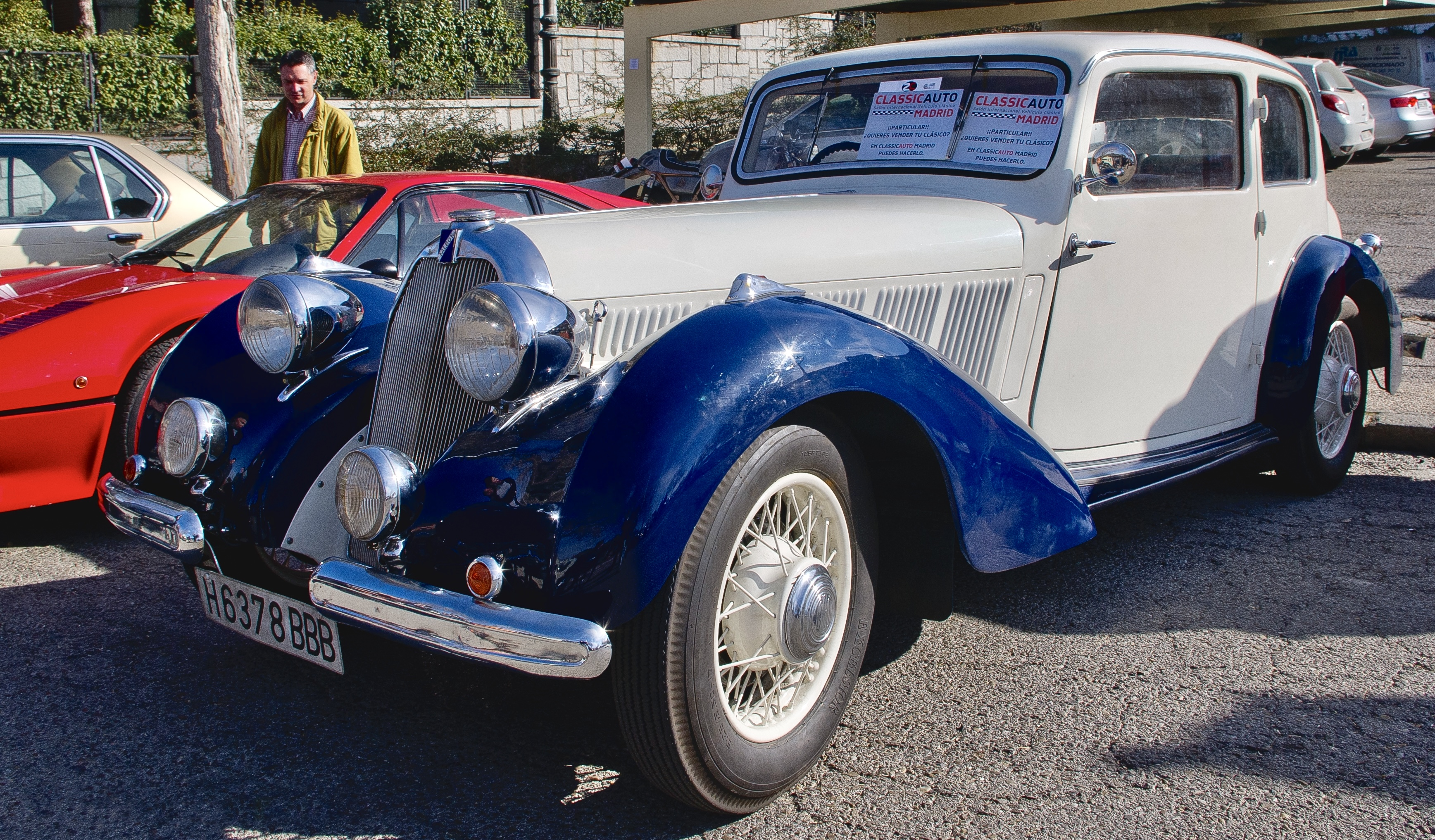
Talbot-Lago T120 17CV Baby Cabriolet

Нові машини пропонувалися з наступними моторами — 2.0 л Т105 10C Baby, 2.7 л 75 к.с. — Т110 14CV, 3.0 л 90 к.с. — T120 17CV, і потужніша 110 к.с. версія 3-літрової машини — T150 17CV. Перші два мотори комплектувалися 4-ступінчастою повністю синхронізованою коробкою передач, а топові мотори оснащувалися тільки преселективною коробкою передач Уїлсона, яку на замовлення можна було встановити і на молодші серії.

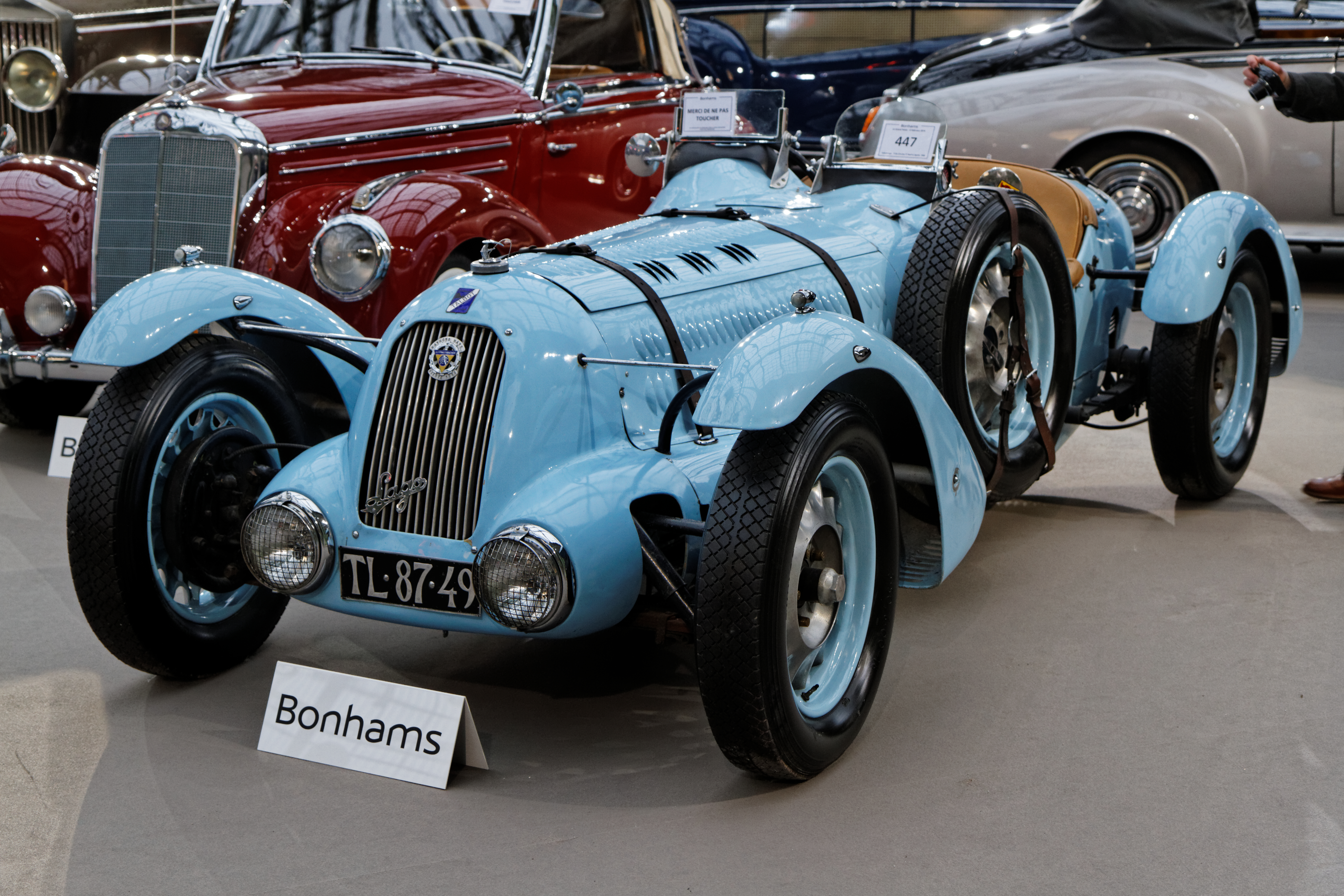
Talbot-Lago T150C Roadster

У той же час Антоні Лаго, який був шанувальником спортивних автомобільних заходів, до 1936 року готує нову топову модель — Т150С 23CV, мотор розточили до 4 літрів, головною родзинкою стала напівсферична камера згоряння, двигун розвивав вже 200 к.с.. Машина отримала і нові шасі з двома U-подібними підсилювачами і базою в 2.65 м. Шасі мали незалежну підвіску передніх коліс, також автомобіль оснастили 35.5 см гальмівними барабанами і їх гідравлічним приводом системи Bendix. Автомобіль дебютував у змаганнях, що проходили в Мірамасі в травні 1936 року, проте обидва автомобілі, які були на них виставлені, сходять з траси. Потім пішли Гран-прі Франції, що проходили в Монтлері, де через постійний вихід з ладу свічок запалювання машини не змогли зайняти позиції на фініші кращої за 8, 9 і 10 місця, то вже в липні того ж року Рене Дрейфус третім побачить помах картатого прапора на змаганнях, що проходили в Реймсі, а через деякий час його багатий однофамілець на ім'я П'єр-Луї приходить другим до фінішу на Гран-прі Коммінже, відразу після Бенуа, що виступав на Bugatti. Рене Дрейфус був директором спортивної програми фірми, а ось П'єр-Луї Дрейфус, яка не був Рене родичем, став спонсором гоночної команди, попутно сам беручи участь у змаганнях.

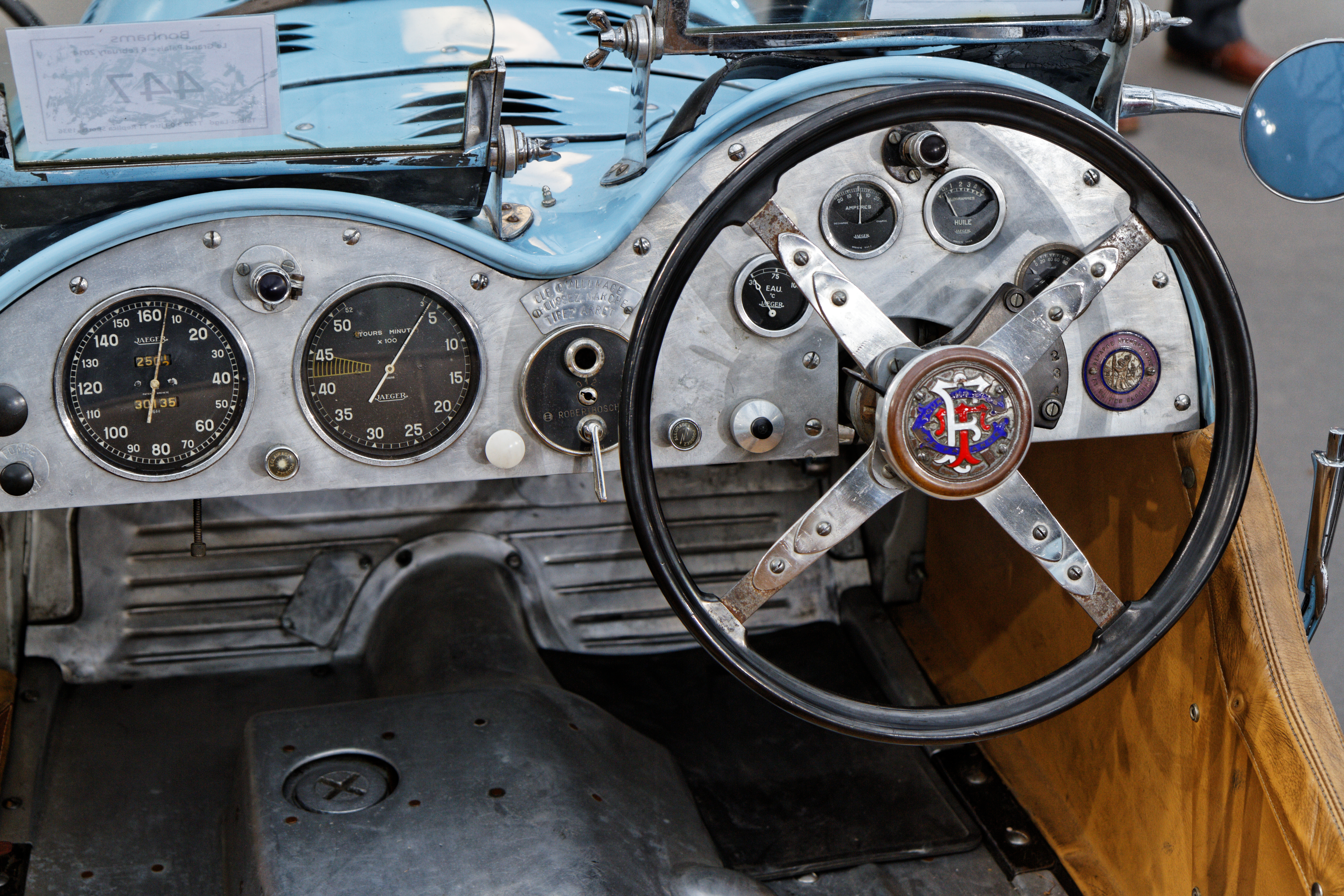
Салон Talbot-Lago T150C Roadster

У цьому ж році відбувається зміна найменувань моделей, Т105 перейменовується в Т10 10CV Baby, T110 — в T11 11CV Cadette, Т120 — в T17 17CV, яку можна було купити в двох версіях бази: Baby — 2.95 м, і Major — 3.45 м. У лютому 1937 року на Гран-прі Тунісу Раймон Соммер приходить другим до фінішу, після Вінійє, що виступав на Bugatti, четвертим приходить Диво, що також виступав на Т150С, але вже в липні нарешті фірмі вдається обійти свого головного суперника — фірму Bugatti, на Гра-прі Франції Хірон, Коммоті і Диво приходять першими до фінішу, Соммер приходить п'ятим, у вересні фірма знову доводить свою перевагу на Турист Трофі в Донінгтоні.

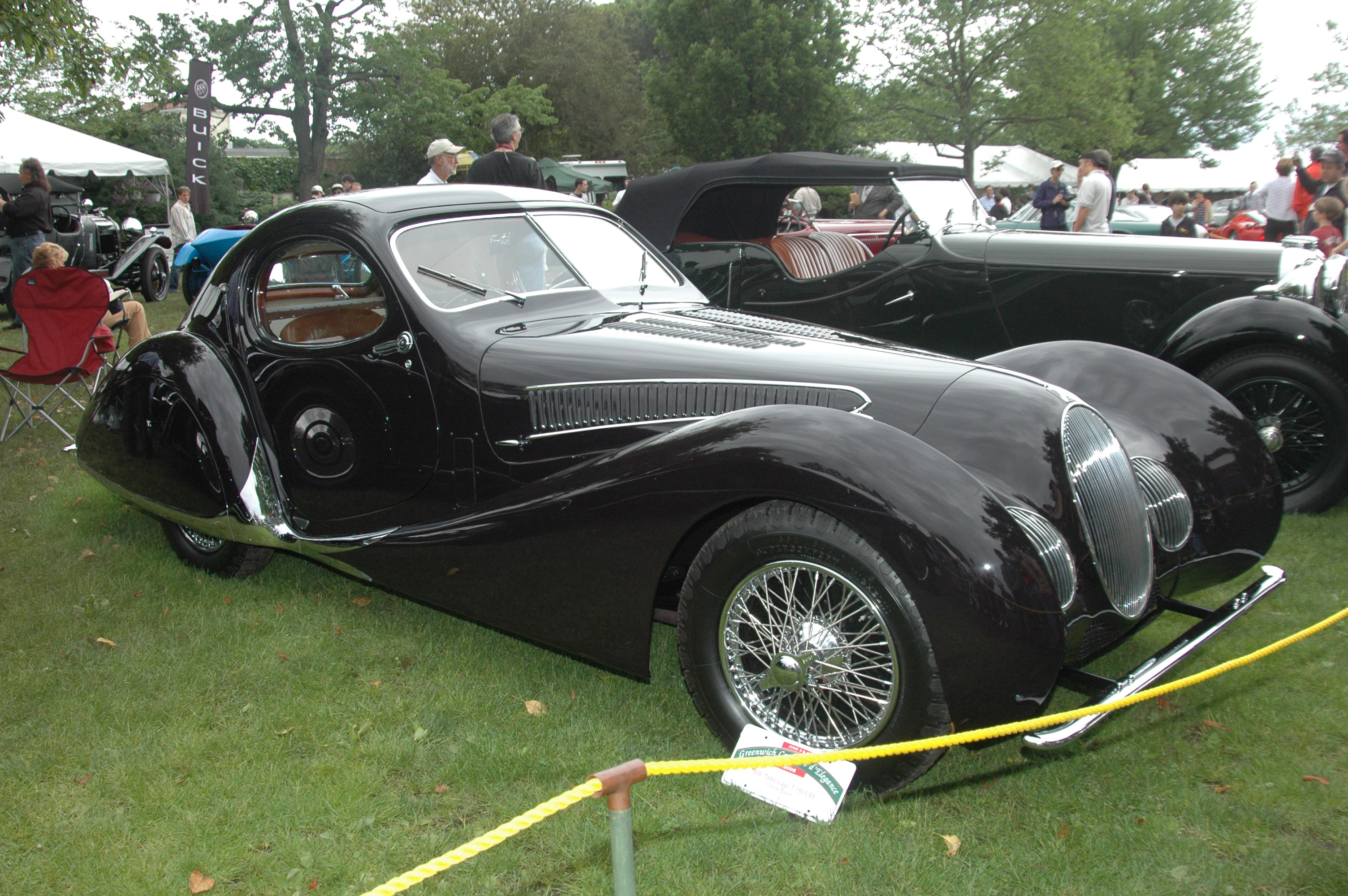
Talbot-Lago T150 Super Sport Goutte D'eau Figoni & Falaschi

Але Ентоні Лаго шукає не тільки спортивної слави своєї марки, але і хоче зробити її престижною, Беккія робить цивільну версію автомобіля, потужність мотора якої була знижена до 165 к.с.. Машина отримує 2.95 м базу і назву T150 Special Grand Sport, а через кілька місяців з'являється і короткобазна модель (2.65 м) — T150 Super Sport з 175-сильним мотором, які одягалися у вишукані кузови фірми Figoni & Falaschi, так кузов під назвою «Goutte d'eau», або «Краплинка», бере участь у конкурсі елегантності, однак ця машина завоювала лише третє місце, поступившись Bugatti T57 Atlantic і Delage D8-120 Aérosport de Letourneur. Найпершим покупцем такої машини виявився Вульф Барнато, який був ключовою фігурою фірми Bentley в середині 20-х-початку 30-х років.

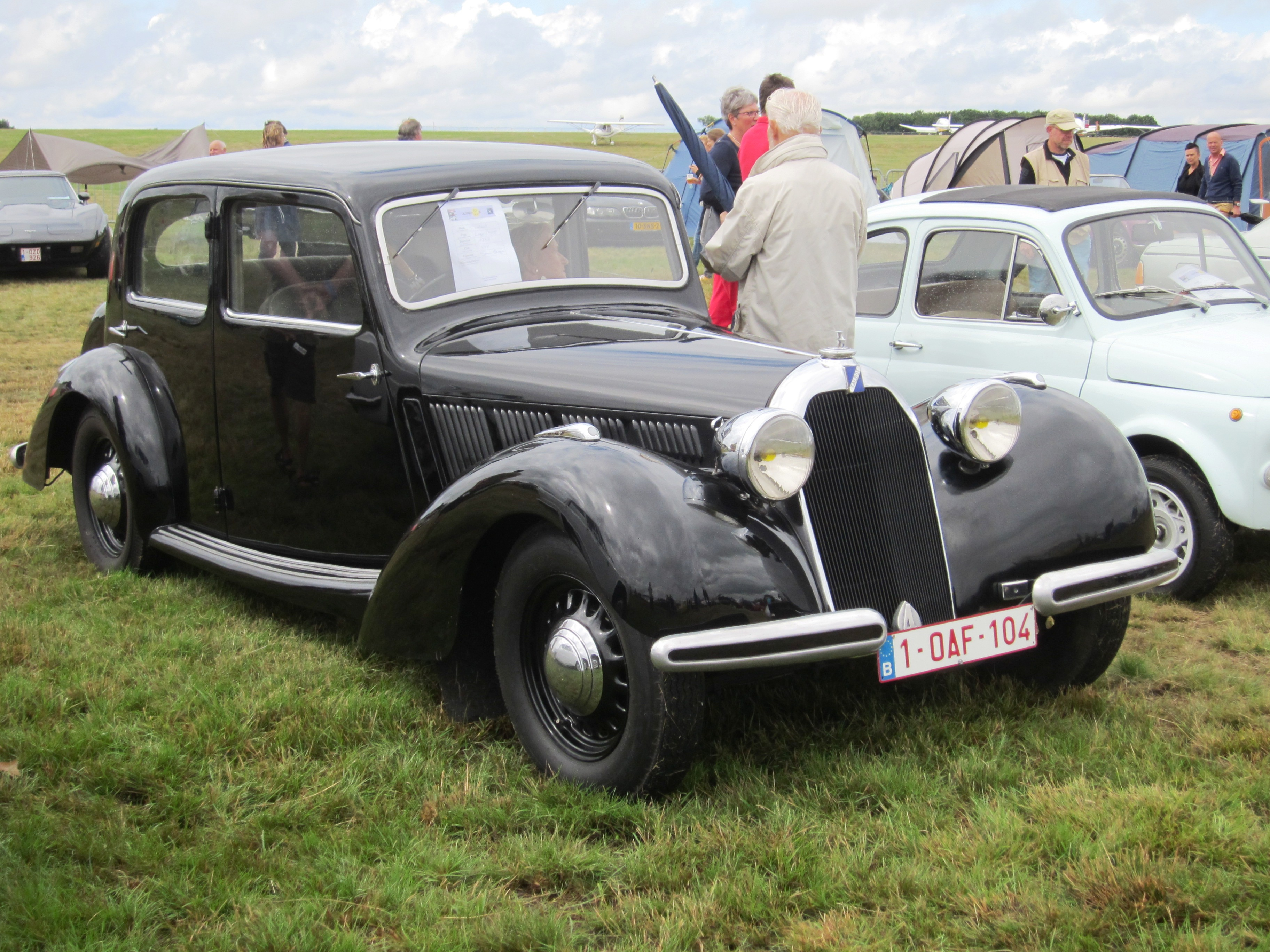
Talbot-Lago T4 13CV Minor Berline

Але Лаго розумів, що з надмірно дорогими і шикарними автомобілями залишатися на плаву не вдасться, треба випускати і доступніші автомобілі, тому в тому ж 1937 році дебютує 4-циліндрова 2.3 л 62-сильна модель Т4 Minor 13CV, яка була побудована на шасі моделі Т150 SS, які, на відміну від інших моделей фірми, поставлялися замовникам тільки у вигляді шасі.

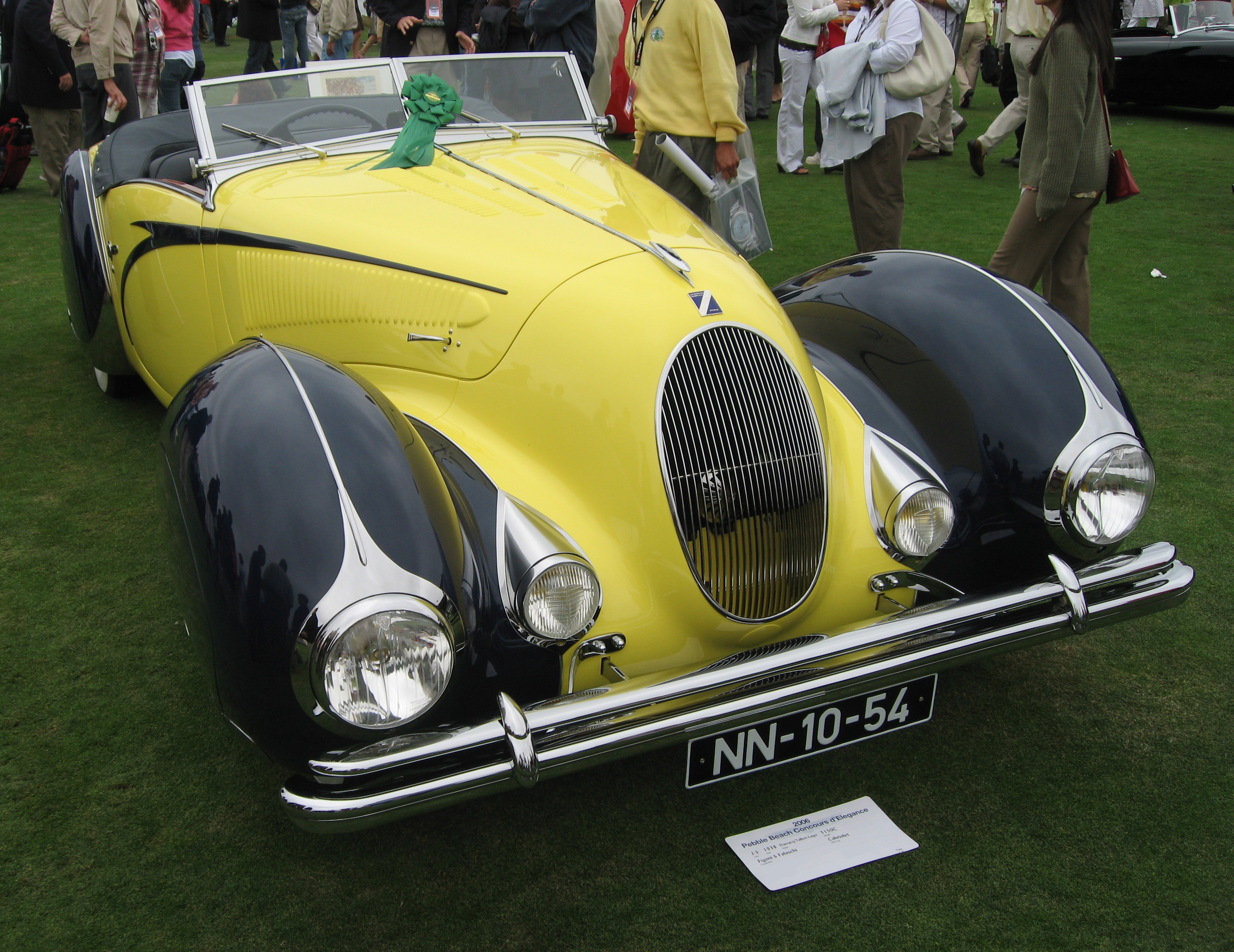
Talbot-Lago T150 Super Sport Goutte D'eau Сabrio Figoni & Falaschi 1938

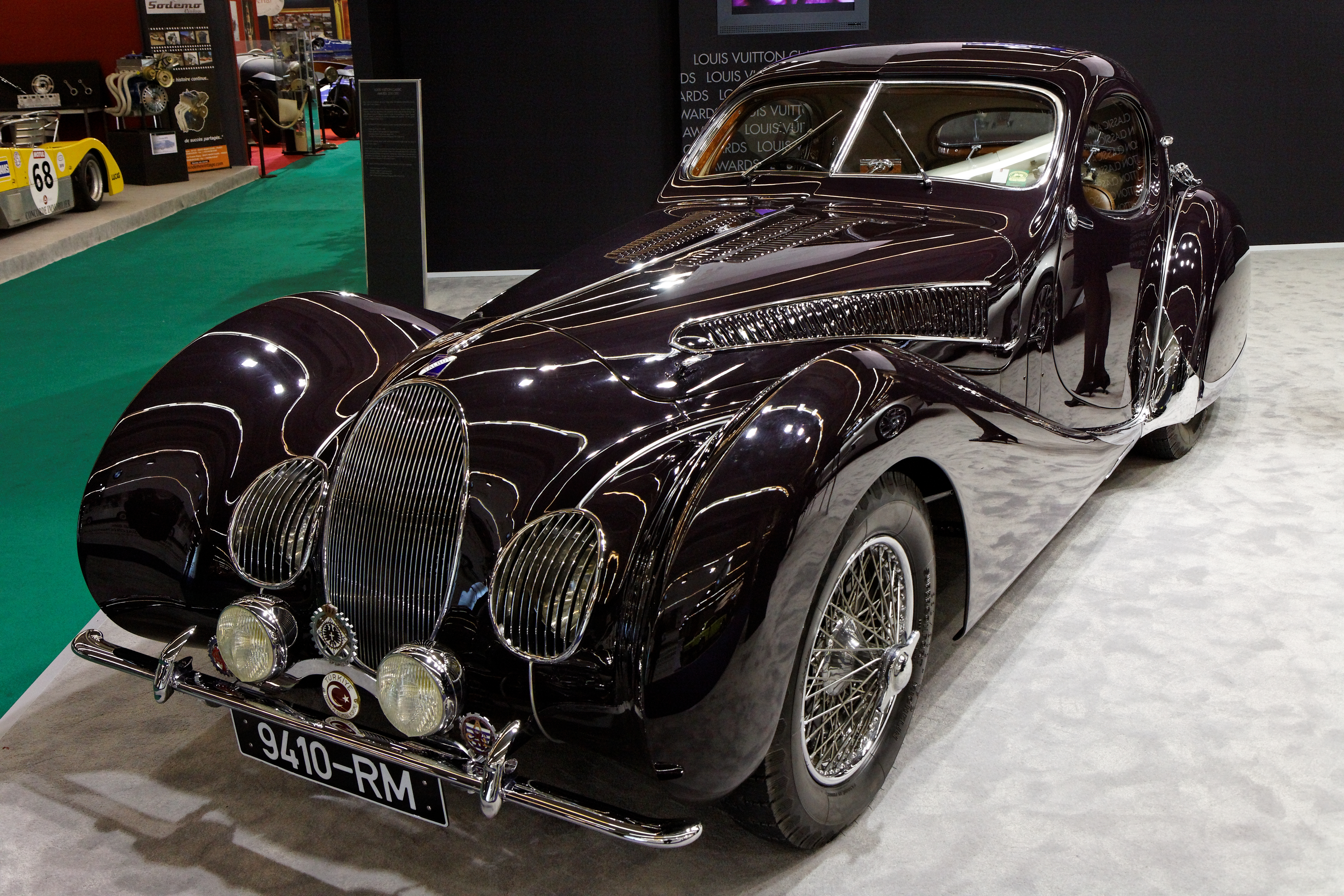
Talbot-Lago T150 Super Sport Goutte D'eau Coupe Figoni & Falaschi 1939

У 1938 році Морель і Пренан займають третє місце в Ле-Мані на Т150 SS з краплеподібним кузовом від Figoni & Falaschi, а на 12-годинному марафоні, який проходив у Парижі, ця машина стала переможцем, через рік П'єр-Луї Дрейфус стає лідером 24-годинних змагань Ле-Мана, також виступаючи на Т150 SS. «Фігоні і Фалаші» побудували 14 обтічних кузовів, в тому числі і кабріолет.

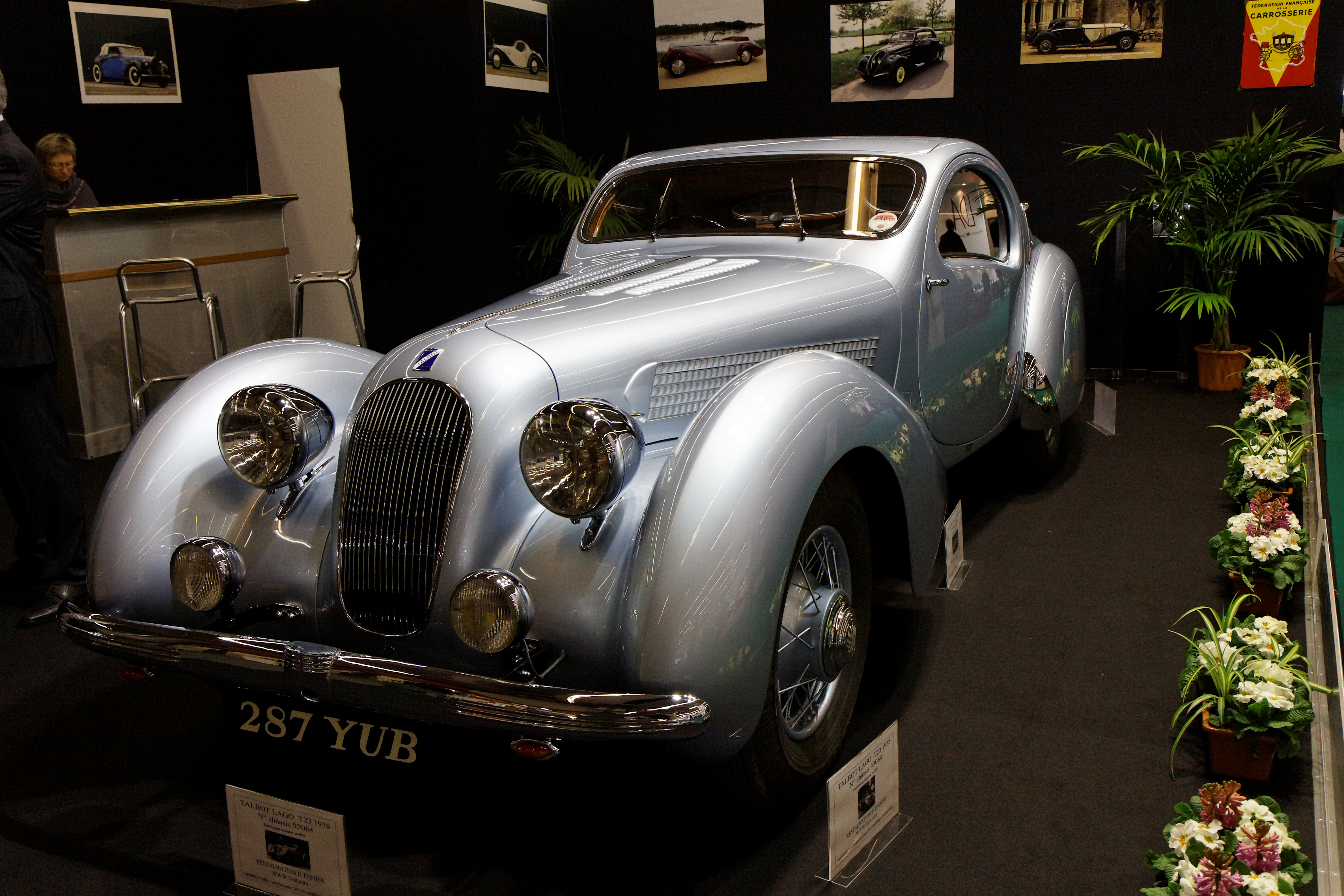
Talbot-Lago T23 Fisconi & Falaschi Coupe

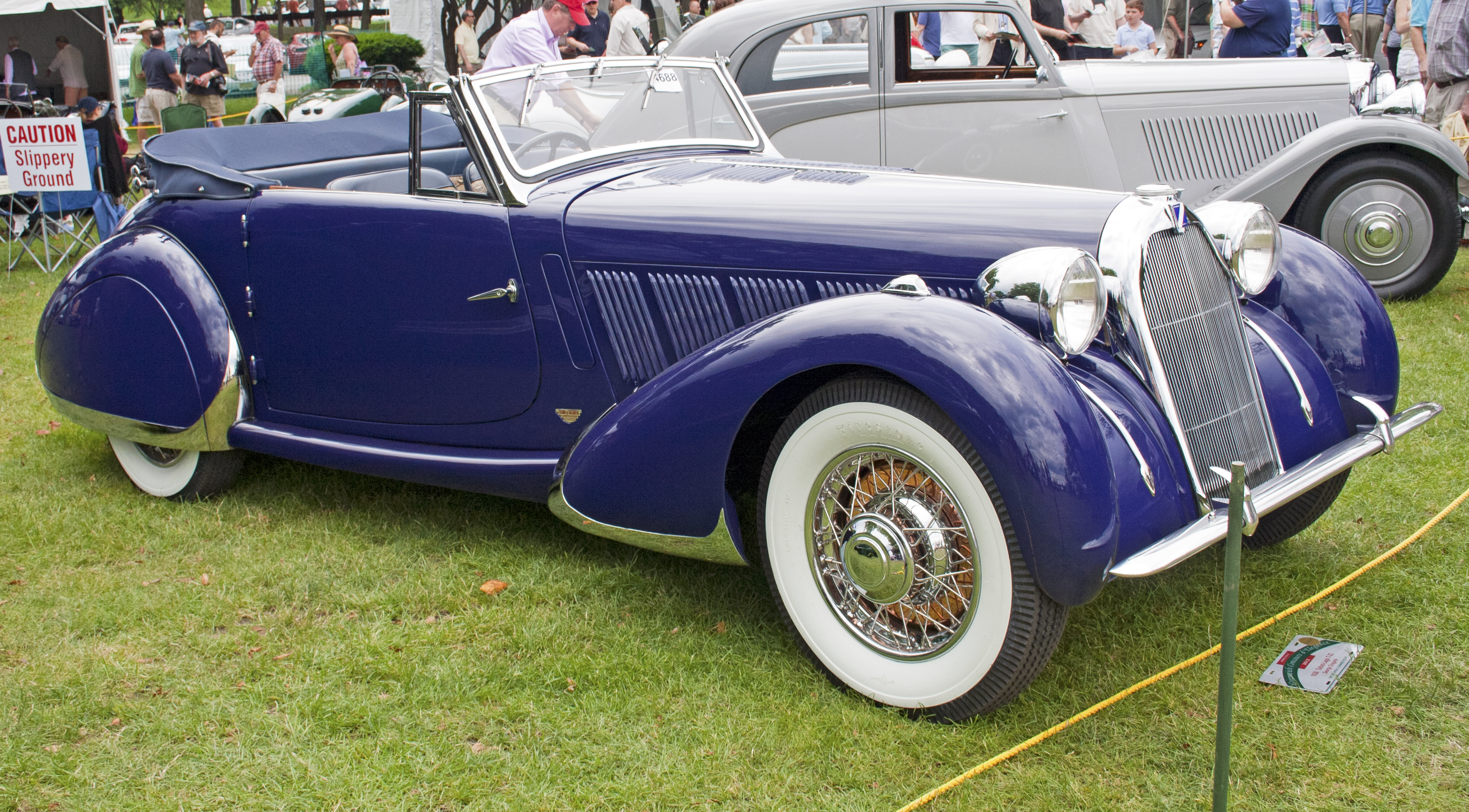
Talbot-Lago T23 Cabriolet Figoni & Falaschi

У 1938 році 3-літровий T150 17CV перейменовується в Т23 17CV, щоб не було плутанини з 4-літровою однойменною моделлю, потужність мотора знизили до 105 к.с.. Також з'являється слабша версія 2.7 л моделі — Т15 15CV. 1939 року проєктується 3-літровий болід з циліндричною формулою V16, який повинен був скласти конкуренцію німецьким «срібним стрілам», проте війна, що почалася, ставить хрест на проєкті, виробництво і цивільних автомобілів призупиняється, хоча з іншого боку Лаго отримує право надалі перейменувати свою фірму в Talbot, і продавати під маркою Talbot автомобілі на всіх ринках, оскільки британський Clement-Talbot перестав існувати, злившись з фірмою Sunbeam.

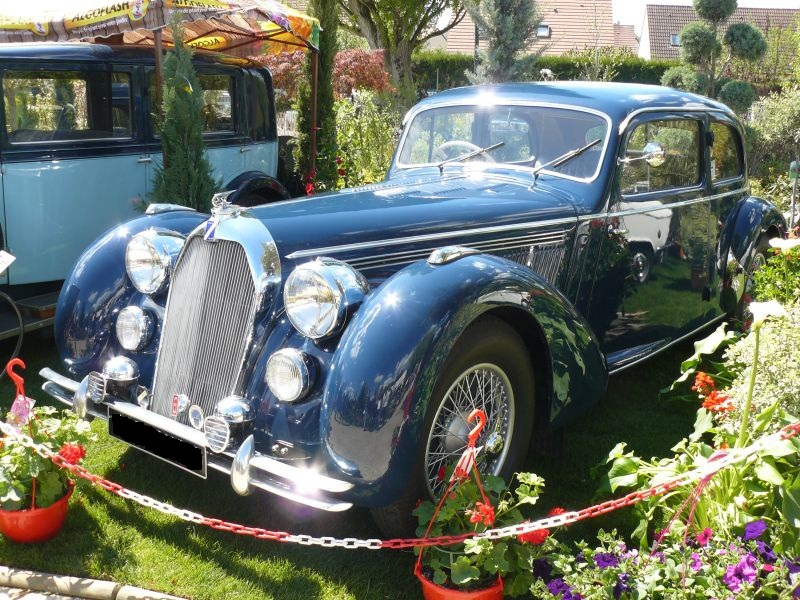
Talbot-Lago T26 Record Coach

Під час війни, в 1942 році, Лаго разом зі своїм інженером Карло Маркетті розробляють новий мотор на базі 4-літрової шістки, мотор розточили до 4.5 л, в голівці встановили два розподілвала, що дозволило зняти з мотора 170 к.с.. 1946 року країні, що ще не оправилася від війни, представляють модель Т26 26CV Record, рекламуючи її як найпотужнішу і найшвидшу на ринку.

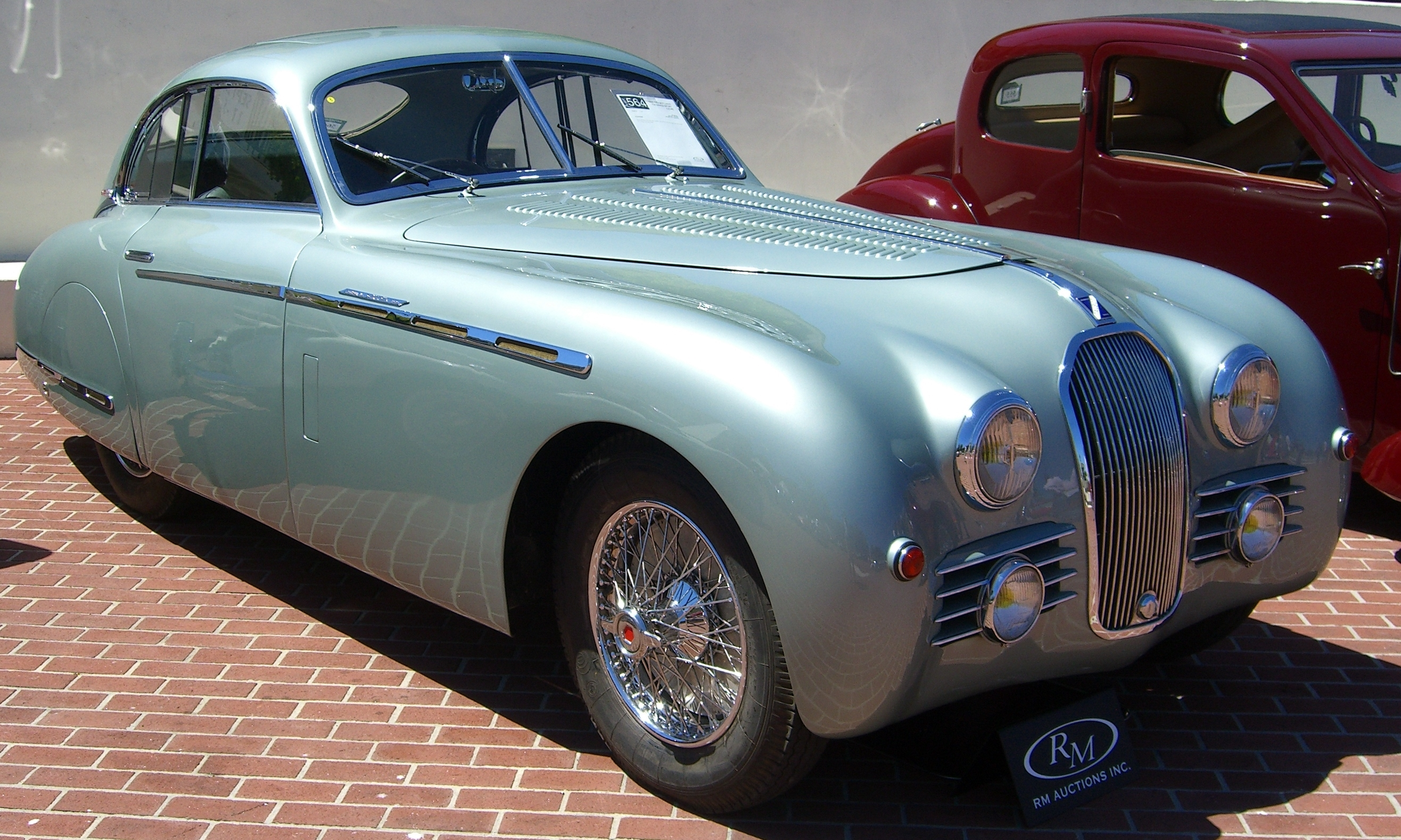
Talbot-Lago T26 Grand Sport Dubos Coupe

Через рік з'являється потужніша версія цієї машини з форсованим до 187 к.с. мотором Т26 GC з двомісним кузовом купе, що розвивала 209 км/год, що для кінця 40-х було рекордом для серійних машин, ці машини виграли Альпійські ралі (Луї Розьє), Гран-прі Франції (Хірон) і Гран-прі Комменже, де відразу три машини приходять першими до фінішу.

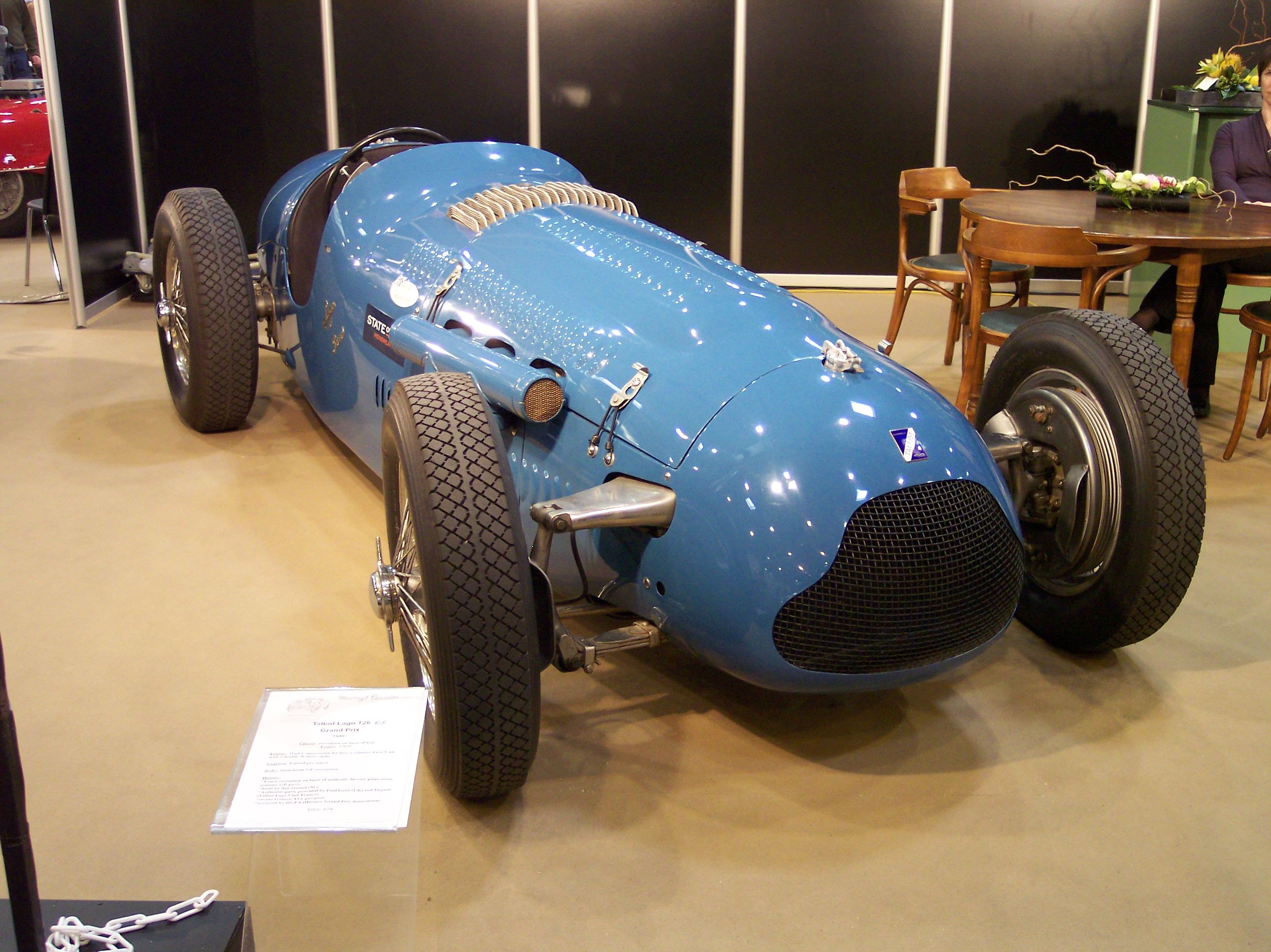
Тalbot-Lago T26 SS

Оскільки проєкт 3-літрового боліда вирішили не воскрешати, то Лаго готує в 1948 році гоночний болід, який якраз вкладається в класі до 4.5 л, в якому брали участь і 1.5 л автомобілі з нагнітачами. Машина з кузовом монокок і мотором, потужністю 240 к.с., дебютувала на Гран-прі Монако, де Луї Розьє посів п'яте місце в загальному заліку, на Гран-прі Санремо він займає той же рядок у списку. 1949 року Лаго планував побудувати шість 2-місних автомобілів з форсованим до 280 к.с. двигуном на базі цієї версії для участі в Ле-Мані, проте вдалося побудувати всього одну машину, яка і взяла участь у марафоні 1950 року, за кермом машини був Луї Розьє в парі зі своїм сином — Жаном-Луї. П'єр Мера з Гі Мерессом брали участь на одномісній машині (але теж з новим 280-сильним мотором), попарно змінюючи один одного, обидва екіпажі приходять першими до фінішу в загальному заліку і в своєму класі. 1951 року П'єр Мера і Гі Мерессом знову приходять другими, але цього разу пропустивши вперед двох Пітерів — Уолкера і Вайтхеда, які вели Jaguar XK-120C, третіми у класі до 5 л були П'єр Левег і Рене Маршан, також виступаючі на Talbot-Lago. Крім перемоги в Ле-Мані надійний і досить економічний для гоночної машини болід приходить другим в Гран-прі Пескари, третім в Гран-прі Бельгії і Швейцарії, а також першим на ГП Голландії. Саме перемоги Talbot спонукали Енцо Феррарі відійти від компресорних 1.5 л двигунів і зайнятися проєктуванням багатолітрових атмосферних машин.

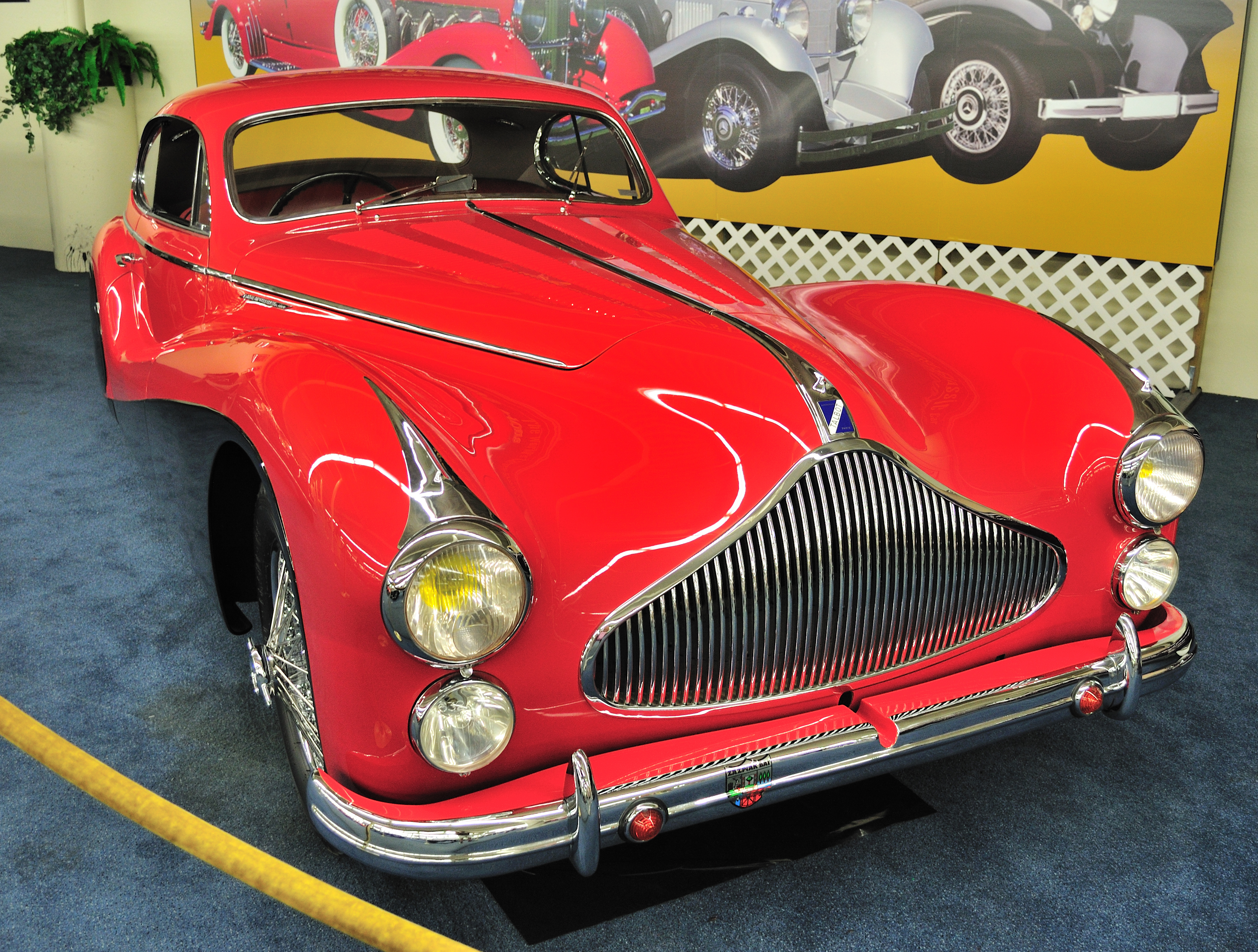
Talbot-Lago T26 Record Saoutchik

Однак, як і раніше, Лаго хотів бачити свої машини не тільки як найшвидші, але і як найкрасивіші, тому знову з'являються шедеври на колесах, виготовлені Figoni & Falaschi і Saoutchik. Разом з тим Лаго розумів, що треба відновити виробництво «малолітражок», і з'являється модель Т15 Baby з 4-циліндровим мотором, об'ємом 2.7 л і потужністю 118 к.с.. Машини пропонувалися в двох варіантах — з кузовом седан і кабріолет, але було побудовано ще три лімузини на базі цієї моделі, один — для Шарля де Голля, другий — для президента Тунісу, а третій — для одного з шейхів Саудівської Аравії.
У 1951 році податкова політика країни змінюється, власники та покупці багатолітрових машин сильно обдиралися, попит на 4.5 л моделі падає. Фірма потрапляє в борговий полон перед державою, яка вимагала величезну виплату за продані машини, проте вдається знайти компроміс, що борги фірми можуть бути виплачені протягом наступних восьми років, що дає можливість зайнятися розробкою нових моделей і оновленням вже наявних. Серії Т15 Baby і Т26 Record отримують нові шасі із збільшеною на 20 см базою, на які встановлювали понтонні кузови по моді того часу. Модель Baby отримує тепер в асортимент 6-циліндровий двигун з об'ємом циліндрів, як у 4-циліндрової моделі, але при цьому 6-циліндрова модель була слабшою і розвивала всього 110 к.с., але важкі машини тепер значно поступалися в динаміці попередникам, так седан T26 Record розвивав всього 140 км/год при тому, що раніше стрілка спідометра спокійно наближалася до позначки в 170 км/год. Машини двох серій мали практично ідентичні кузови, тому їх просто відрізнити за дисками, молодша мала штамповані колеса, в той час як Record одягали в спицьовані. Ці нові машини були представлені на автосалоні в Парижі в 1951 року, в 1952 році автомобілі цієї марки починають втрачати свої позиції і в автоспорті, одна поразка слідувала за іншою, новий час породив нових героїв трас, і ними були не Talbot.

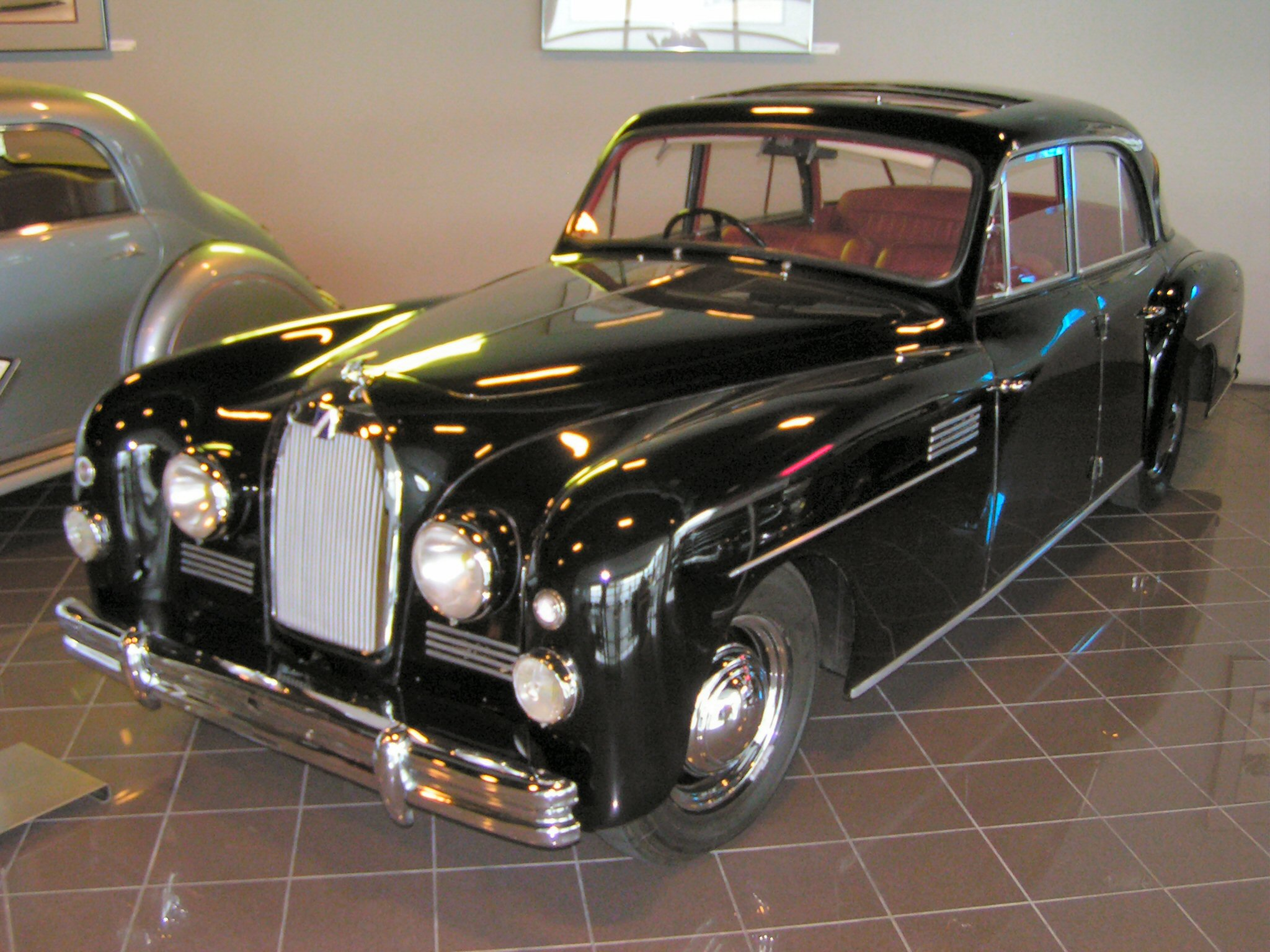
Talbot-Lago T15 Baby Berline

У 1952 році кузов типу седан був перероблений, задні двері стали довшими, змінилися і ручки дверей, також на крилах з'явився хромований декор, а восени того ж року машини отримали панорамне лобове скло замість того, що складалося з двох половинок, а 6-циліндрові машини можна було відрізнити за додатковими решітками під фарами.

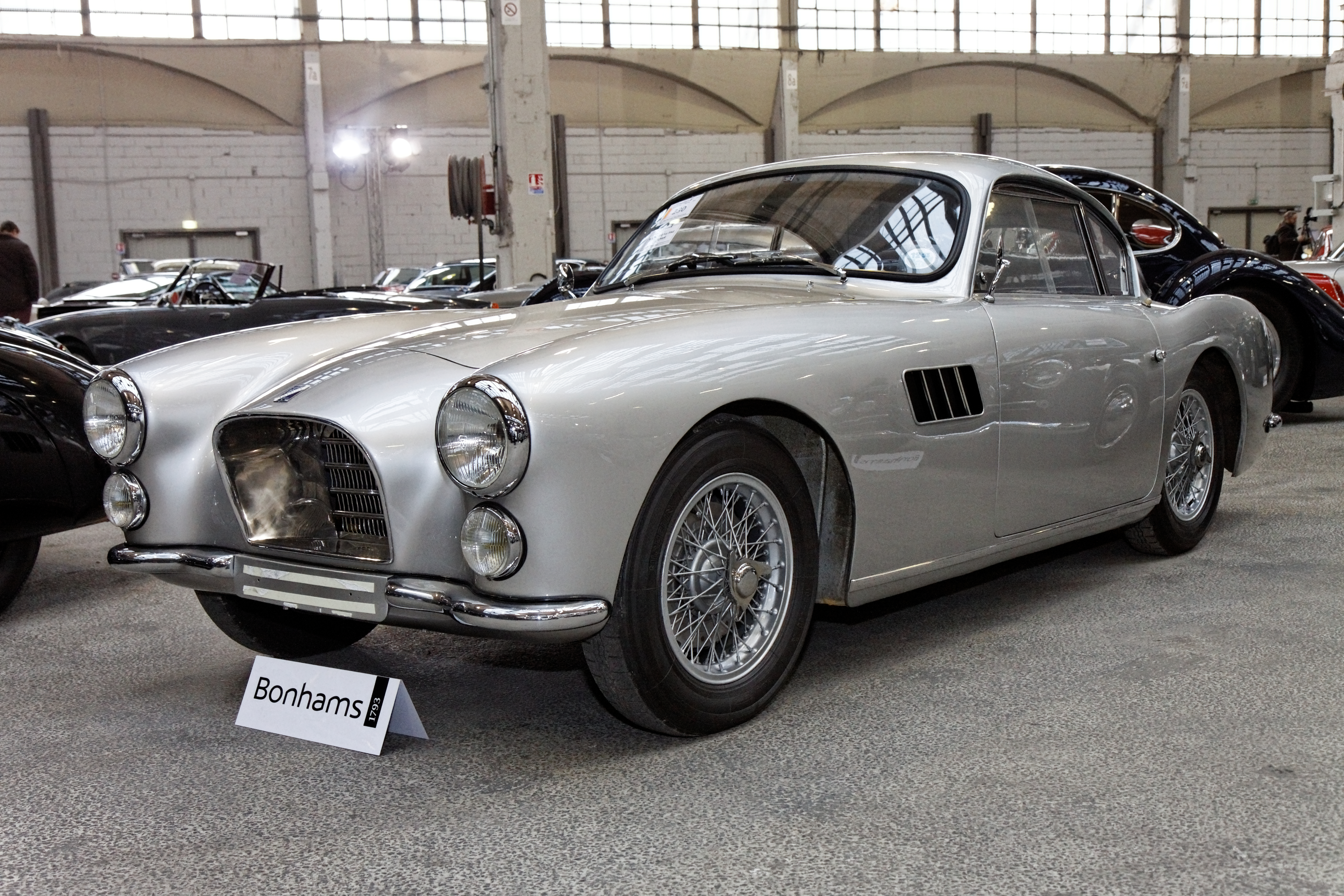
Talbot-Lago T14LS

Однак інвестиції, вкладені в розробку нових кузовів, не виправдалися, за 1953 рік було реалізовано всього 13 седанів Record і Baby, в той час як ще в 1950 році фірма реалізувала близько 400 автомобілів цього класу, Лаго вирішує згорнути виробництво седанів і сконцентруватися лише на виробництві автомобілів класу Гран Туризмо. У травні 1954 року анонсується нова машина з 2.5 л двигуном і кузовом купе. Новий 4-циліндровий мотор був отриманий шляхом видалення двох циліндрів у 6-циліндрового 4.5 л мотора, так що новий двигун також мав два верхніх розподілвала, як і його донор, при цьому з мотора знімається 120 к.с., коробка передач машини була проста механічна з повністю синхронізованими ступенями (практично всі машини цієї марки оснащувалися преселективною коробкою передач Уїлсона), але з ряду причин запустити модель T14LS вдалося тільки через рік. Але ця витончена машина, чий легкий кузов купе був спроєктований Карло Делессом, розвивала всього 193 км/год, в той час як попередник спокійно брав позначку в 210 км/год.
Однак при всіх перевагах машини у неї було два жирних мінуса — по-перше, машина була дуже дорогою, за ціну цієї машини можна було купити два Jaguar XK140, які були 6-циліндровими і потужнішими, але максимальна швидкість була такою ж, як у французької машини, хоча Лайонс заявляв про максимальну швидкість в 201 км/год, але на ділі фальсифікація була частим діянням британської фірми. Другим недоліком була наявність правого розташування керма, що обмежувало ринок збуту тільки Францією, де за традицією автомобілі топ-класу мали праве розташування керма і Британією з її колоніями, але робило машину непривабливою для американського ринку.

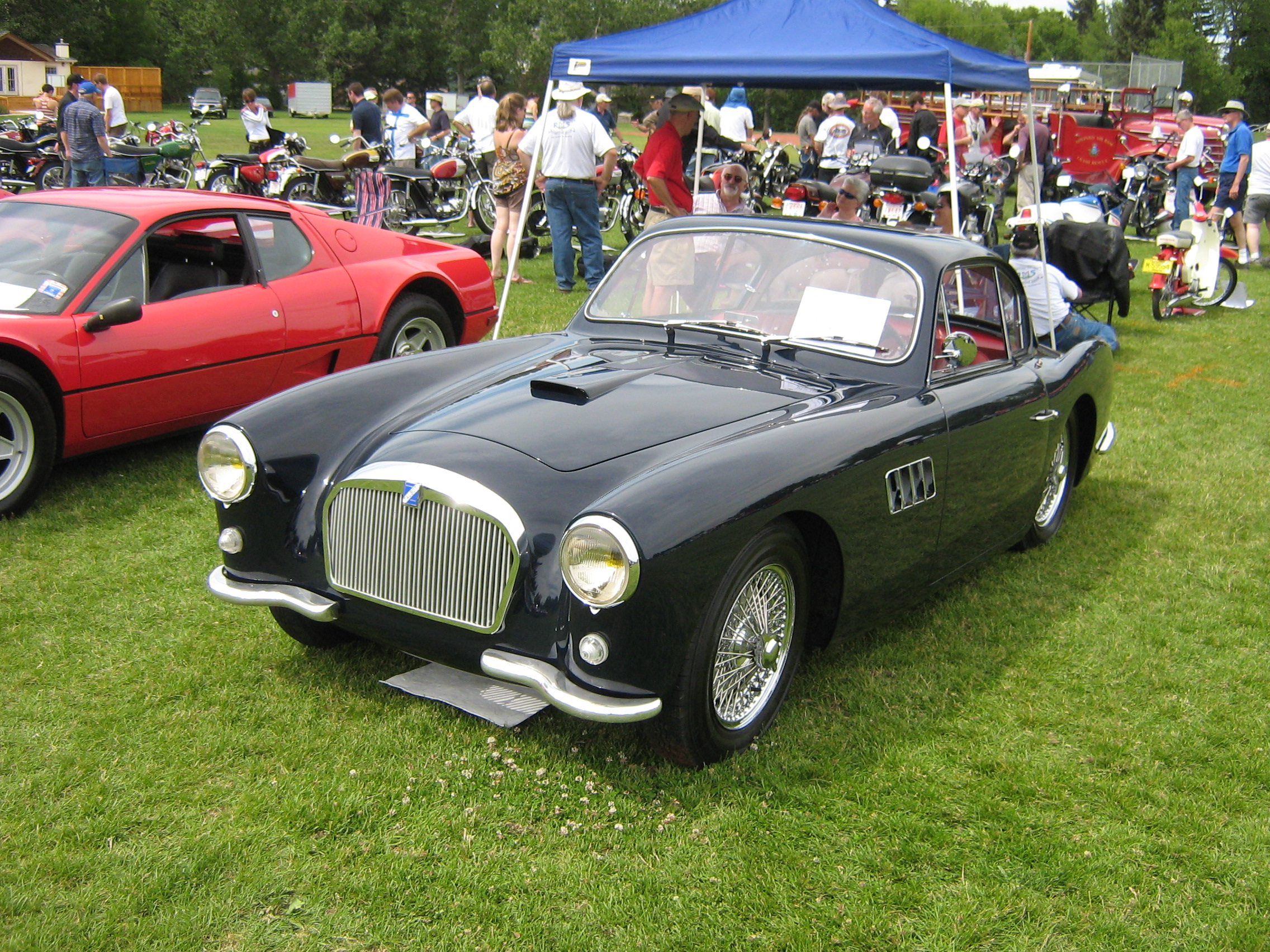
Talbot-Lago T14 America

Тому не дивно, що до кінця 1956 року реалізували всього 54 автомобілі, кількома роками раніше продавали до 400 автомобілів на рік (обох серій), щоб бути на плаву, Лаго відмовляється від виробництва власних двигунів, економічно вигідніше було купувати двигуни у сторонніх виробників, його вибір падає на 2.5 л мотор V8 від BMW, який розвивав 138 к.с., що дозволило машині впритул наблизитися до позначки в 200 км/год. Другий крок стосувався перенесення керма на ліву сторону, щоб мати можливість реалізації машини за океаном, і оновленій машині навіть дають нову назву — T14 America.
Крім цього донорським серцем оснастили і гоночні автомобілі, що брали участь у Ле-Мані 1956 і 1957 років, цього разу під капотом билося італійське серце від Maserati 250 — рядна шістка, об'ємом 2.5 л і потужністю 220 к.с., кузов типу «Баркетта» побудували кузовщики Pichon et Parat, проте обидві підготовлені машини навіть не доходять до фінішу.

## Talbot у власності компанії Simca
У 1958 році Ентоні Лаго змушений був викинути білий прапор, він не в змозі врятувати фірму, надії з американським ринком не виправдалися, за цей час було продано всього 12 машин з двигунами від BMW. На допомогу падаючій компанії приходить мсьє Пігоцці, співвітчизник Лаго, а також власник фірми SIMCA. Він продовжує випускати автомобілі з решти комплектів кузовів, проте під капотом у цих машин були не баварські двигуни, а слабкі 2.4 л V8 від Ford Vedette, які дісталися у спадок після покупки фірмою SIMCA французького відділення фірми Ford. Але 82-сильна машина могла розганятися всього до 167 км/год, що було мало для дорогого автомобіля, який асоціювався зі спортом, тому знайшлося всього п'ять покупців на таку машину, що, тим не менш, робить з неї найрідкіснішу версію.
У 1959 році Ентоні Лаго помирає у віці 66 років, він не побачив нового прототипу, який фірма SIMCA виставила на автомобільному шоу в 1959 році, це був проєкт Вірджіла Екснера-молодшого з 1.3 л двигуном SIMCA Aronda.

## Talbot у власності компанії Chrysler
Однак у фірми були настільки великі борги, що Пігоцці порахував недоцільність вкладати гроші в її розвиток, тим більше, що ринок ще не остаточно встав на ноги. 1967 року Chrysler купує Rootes Group, а заодно і право на використання марки Talbot в Британії, через три роки Chrysler підімне під себе і французького гіганта SIMCA, який володів брендом Talbot у Франції, таким чином американці возз'єднують марку, але у виробництво машини цього бренду поки не йшли.
У 1937–1949 роках існувала ще одна компанія, яка продавала свою продукцію під брендом Talbot, це був німецький виробник вантажівок, які ходили на електротязі, — Richard Talbot, Spezialfabrik für Elektro-Fahrzeuge, який ні до британців, ні до французів ніякого відношення не мав.
З 1992 року в США існує фірма TLC Carrossiers, яка продає свою продукцію під маркою Talbo. Це склопластикові репліки моделі T150 SS з кузовами в стилі Goutte D'eau на базі автомобілів марки Ford.

## Talbot у власності компанії Peugeot. Автомобілі Talbot-Simca
10 серпня 1978 року Peugeot викуповує європейське відділення Chrysler. У січні 1979 року концерн PSA повідомляє про воскресіння марки Talbot і припинення використання бренду SIMCA, це робилося для того, щоб дистанціюватися від американського впливу на марку. Взагалі концерн Peugeot спочатку хотів воскресити марку Bugatti, продаючи під нею продукцію французьких і британських заводів, але бренд опинився викупленим іншими підприємцями, тому було вирішено дати легендарну назву Talbot, яке однаково використовувалося колись на обох основних ринках, для якого виробляв продукцію колишній Chrysler Europe.
10 липня 1979 року всі машини отримують назву Talbot, або Talbot-Simca (у Франції). Simca/Chrysler Horizon стає Talbot Horizon, при цьому машина в цьому році отримує титул автомобіля року, крім цього збірка машини починається і в Фінляндії, в місті Уусікаупункі, на підприємстві Valmet Automotive, фінські Horizon відрізнялися від французьких салоном, оскільки в них використовувалися компоненти фірми SAAB, також фінські машини відрізнялися тим, що могли працювати на паливі для суднових двигунів, тобто з октановим числом 60-70 одиниць, але такі мотори збирали не довго, оскільки вже на початку 80-х податкова політика Фінляндії була переглянута, і з гасу також стали стягувати мито. Наприкінці 1979 року з'являється 1.4 л 82-сильна версія SX, ця машина була оснащена коробкою автомат, бортовим комп'ютером і велюровим салоном.
Simca 1100 стала Talbot 1100; випущені в Іспанії Chrysler-Simca 1610 і 2-Litre стали називатися Talbot 1610 і Talbot 2-Litre; в модельному ряду 1307-1308 з'являється ще одна версія — 1309, з 1.6 л 88-сильним мотором, на замовлення вона могла оснащуватися і автоматичною коробкою передач, також в цей час випускалася модель 1308 Jubilee, яка відрізнялася двокольоровим забарвленням. Але це покоління випускалося недовгий час, оскільки до 1980 року була підготовлена оновлена версія, яка отримала назву Talbot-Simca 1510.

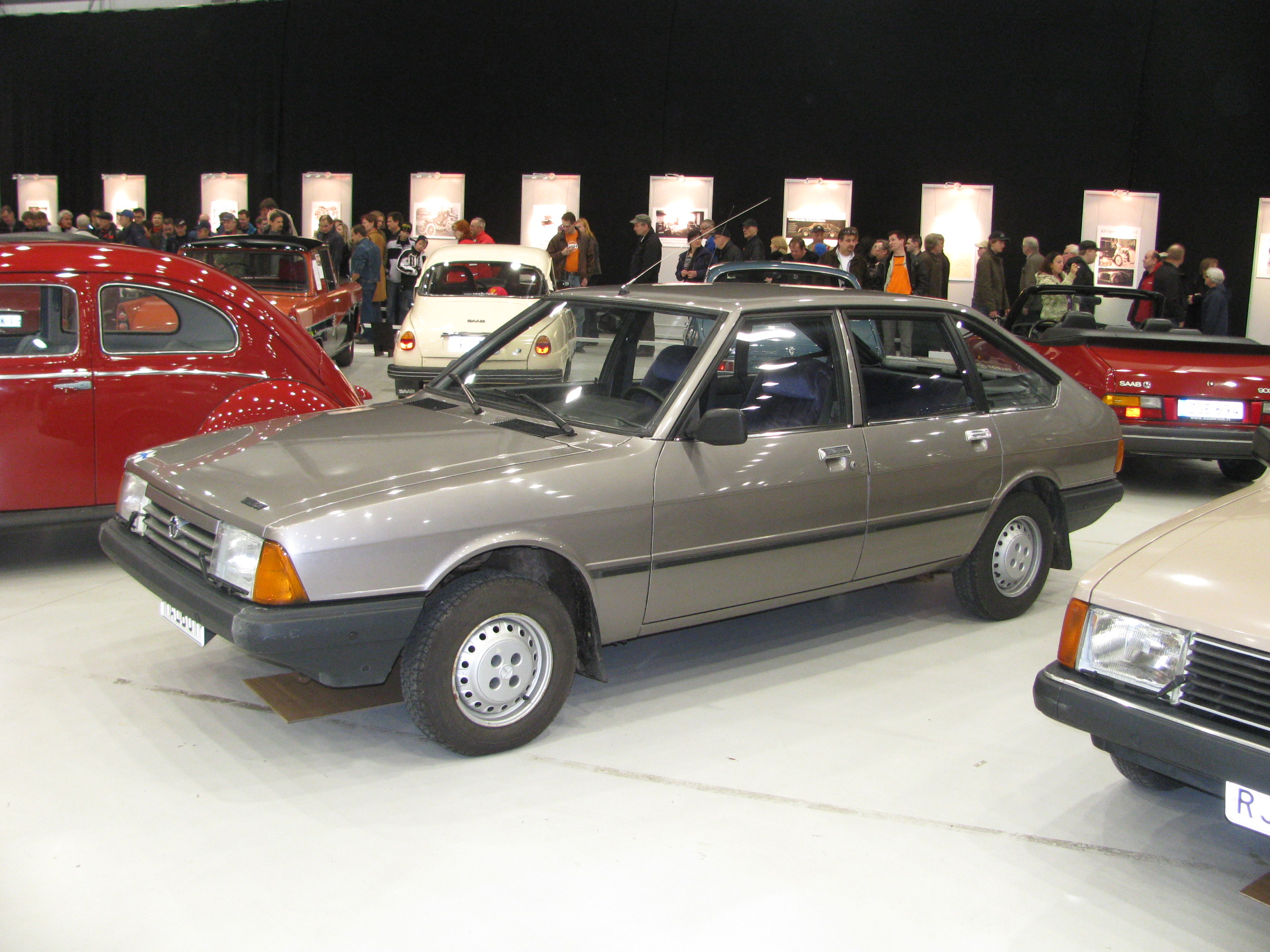
Talbot-Simca 1510

Talbot 1510 мала й інші назви, в Англії модель несла назву Alpine, а в Іспанії — 150. Від 1307-1309 машину відрізняла нова передня частина, яка отримала інший нахил решітки радіатора.

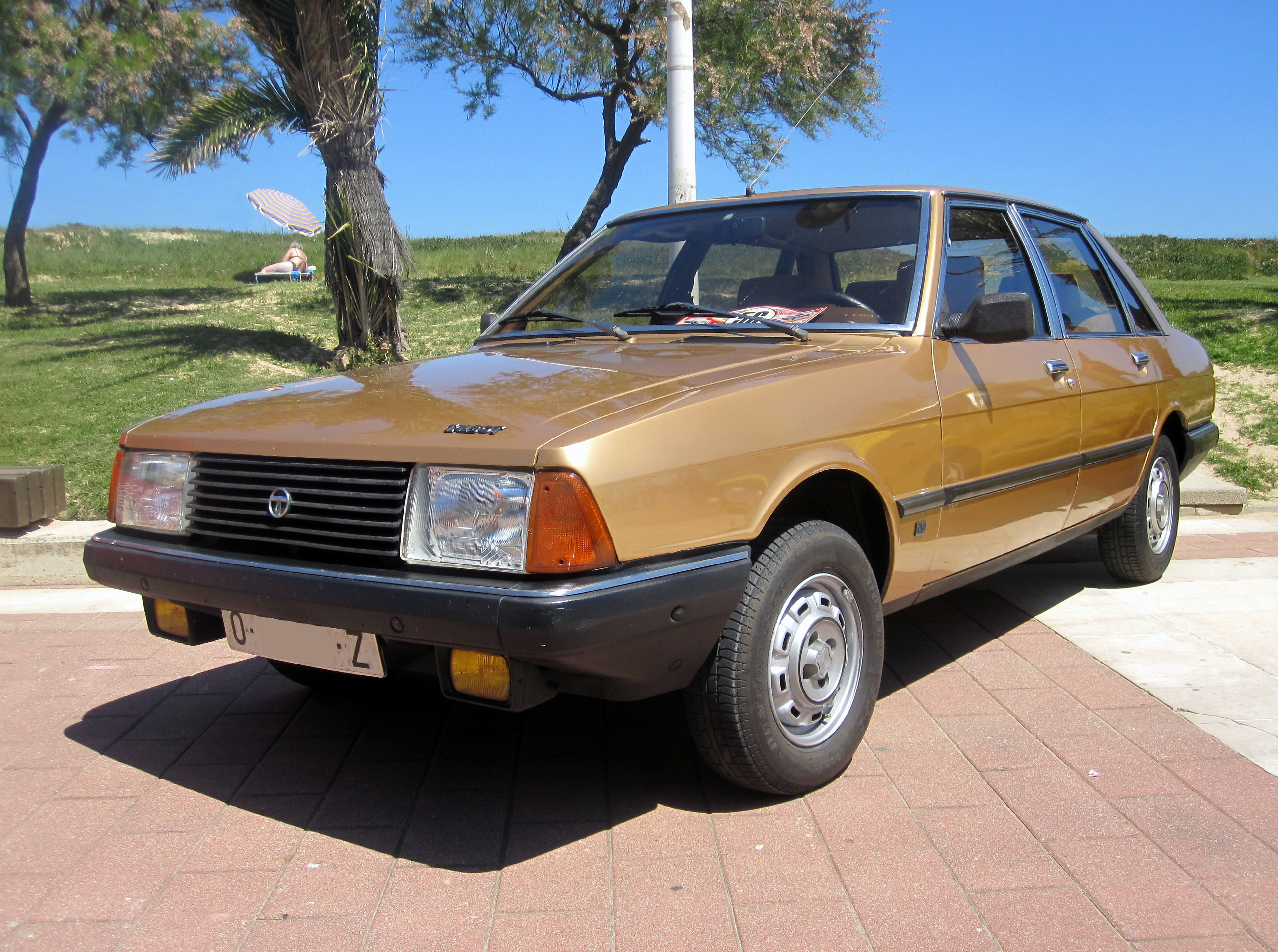
Talbot-Simca Solara

Машина мала кілька варіантів, наприклад, LS була з 1.3 л 68-сильним мотором, GL була з 1.4 л 85-сильним агрегатом, базово оснащувалася 4-ступінчастою коробкою передач, але за замовленням могла бути і 5-ступінчаста, GLS — дорожча версія GL (мала склопідіймачі передніх стекол), а на вершині була модель SX з 1.6 л 88-сильним мотором. SX мала вже в базовій комплектації оксамитовий салон, бортовий комп'ютер, центральний замок, електропідйомники передніх стекол, протитуманки, ГПК, коробка передач була 5-ступінчастою, але за замовленням можна було отримати і автоматичну коробку, при цьому машину ще оснащували і автопілотом. Крім цього з'явилася і версія з кузовом седан — Solara, яка мала ті ж комплектації і мотори, що і 1510/Alpine.
Від британської філії теж дісталася спадщина, задньопривідний Hillman Avenger, який до того часу продавався тільки як Chrysler Avenger, перейменовують в Talbot Avenger, але, на відміну від французьких моделей, на решітці радіатора залишалася п'ятикутна зірка «Крайслера». 1981 року машину припинили випускати, оскільки завод в Лінвуді закрили, а завод в Райтоні переключився на виробництво автомобілів марки «Пежо». Однак в Аргентині машину випускали аж до 1988 року під назвою Volkswagen 1500.

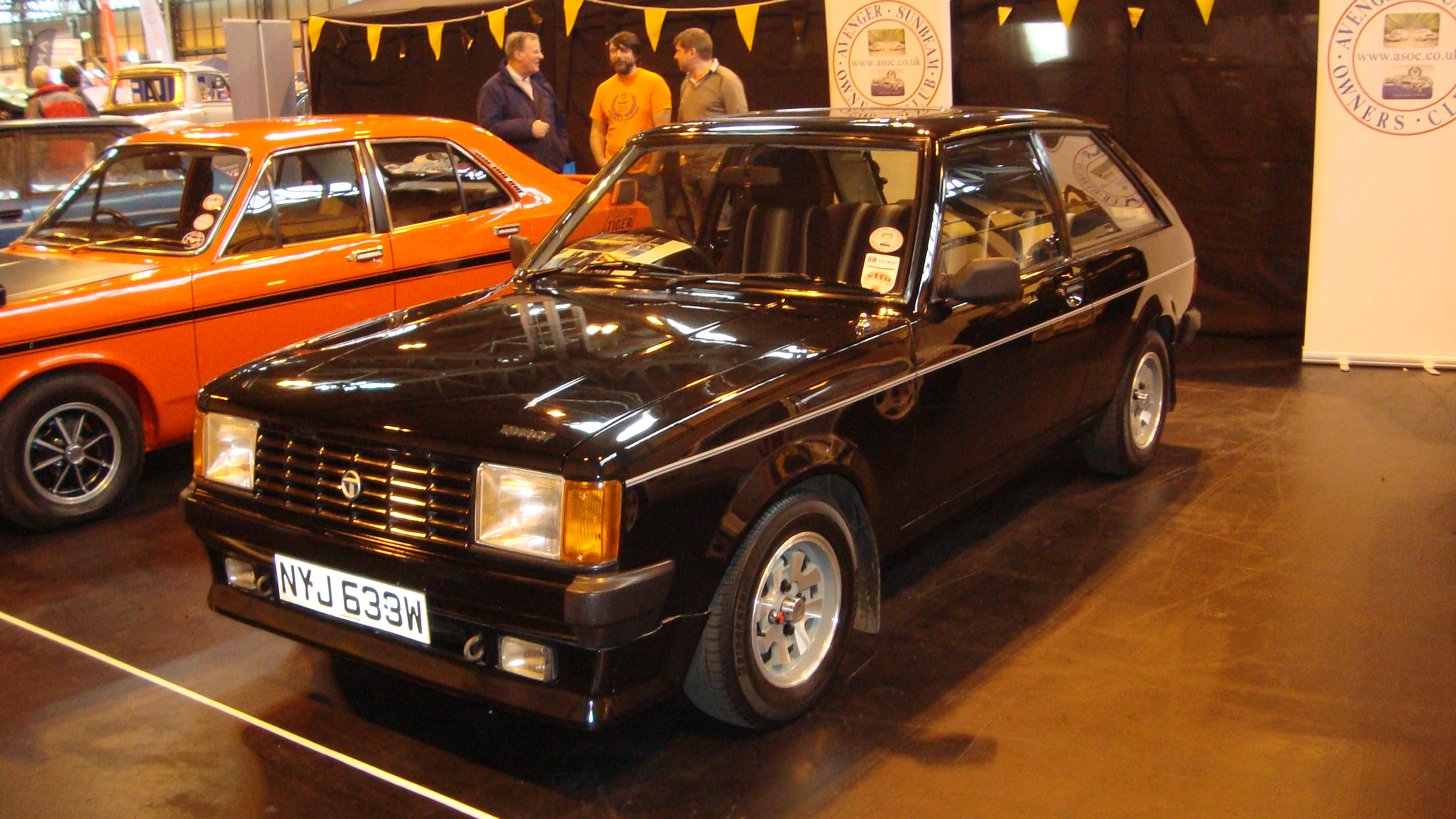
Talbot Sunbeam Ti

Ще одна модель від Chrysler UK називалася Sunbeam на честь легендарної британської марки. Це був хетчбек, побудований на базі моделі Avenger, спроєктований Роєм Ейксом. Він був схожий на Horizon, що з'явився трохи пізніше, машину часто плутали, але при цьому машини мали різну кількість дверей — Sunbeam мав 3 дверей, а Horizon — 5. Також машини мали і різну конструкцію, якщо Horizon був передньопривідним, то Sunbeam мав класичний привід. Базовим мотором для машини став 928-кубовий 45-сильний мотор, який був отриманий шляхом розточування двигуна від Hillman Imp, салон був побудований із застосуванням деталей від Simca 1307. Незабаром машина отримала і 1.3 л двигун, потужністю 60 к.с., а також 1.6 л, потужністю 71 к.с., а через рік після своєї появи, тобто в 1978 році, з'являється Chrysler Sunbeam Ti з 1.6 л 101 к.с. мотором від Avenger Tiger, таким чином машинка стає хот-хетчем, складаючи конкуренцію VW Golf GTi, який був на 9 к.с. потужнішим, машина розганялась до 100 км/год за 9.9 секунди, а максимальна швидкість становила 179 км/год, не дивлячись на те, що Ti програвав моделі GTi в прискоренні, максимальна швидкість у британця була більшою. Ця модель мала спортивний обвіс і двобарвне забарвлення кузова.

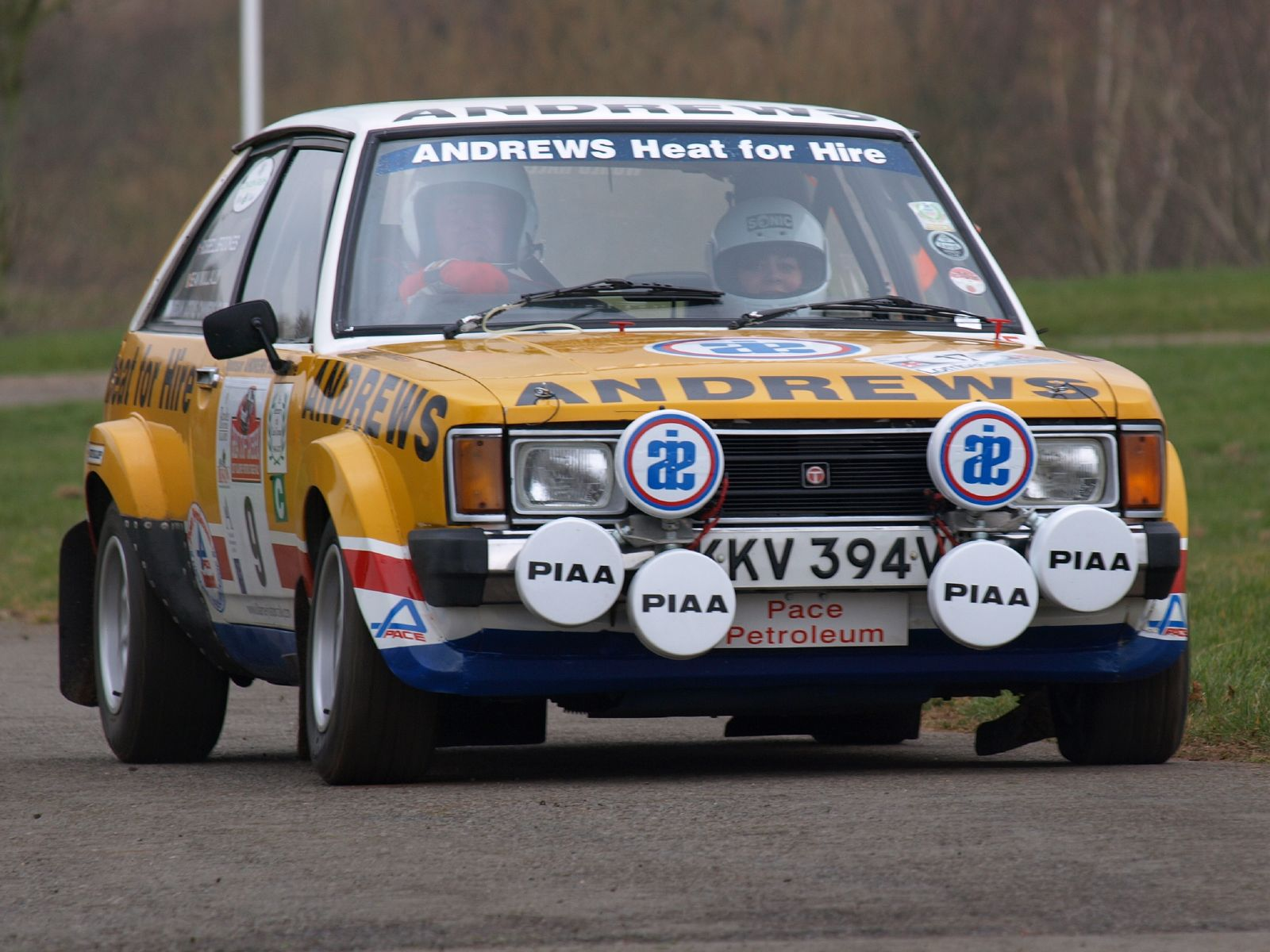
Talbot Sunbeam Lotus

Бачачи спортивний потенціал машини, Chrysler UK наймає фірму Lotus для підготовки гоночної версії. У Норфолк з Лінвуду надходили готові машини в комплектації 1.6 GLS, де на них встановлювали розточений з 2 до 2.2 літрів 16-клапанний мотор, цей мотор розвивав у гоночній версії 250 к.с., і 150 к.с. в цивільній омологованій версії, яку випустили кількістю понад 2200 автомобілів, крім мотора переробляли і підвіску автомобіля, також замість рідної коробки передач встановлювали 5-ступінчасту від ZF. Машина була анонсована в квітні 1979 року, коли вже Peugeot володів європейським відділенням Chrysler, так що всі праці американської фірми рекламувалися під маркою Talbot, а модель отримала назву Sunbeam Lotus. Ця машина, маючи всього 150 к.с. під капотом, розганялась до 100 км/год всього за 6.8 секунди.
У 1980 році Херні Тойвонен зайняв на гоночній машині перше місце в ралі, що проходило в Ломбардії.

## Автомобілі Matra-Talbot

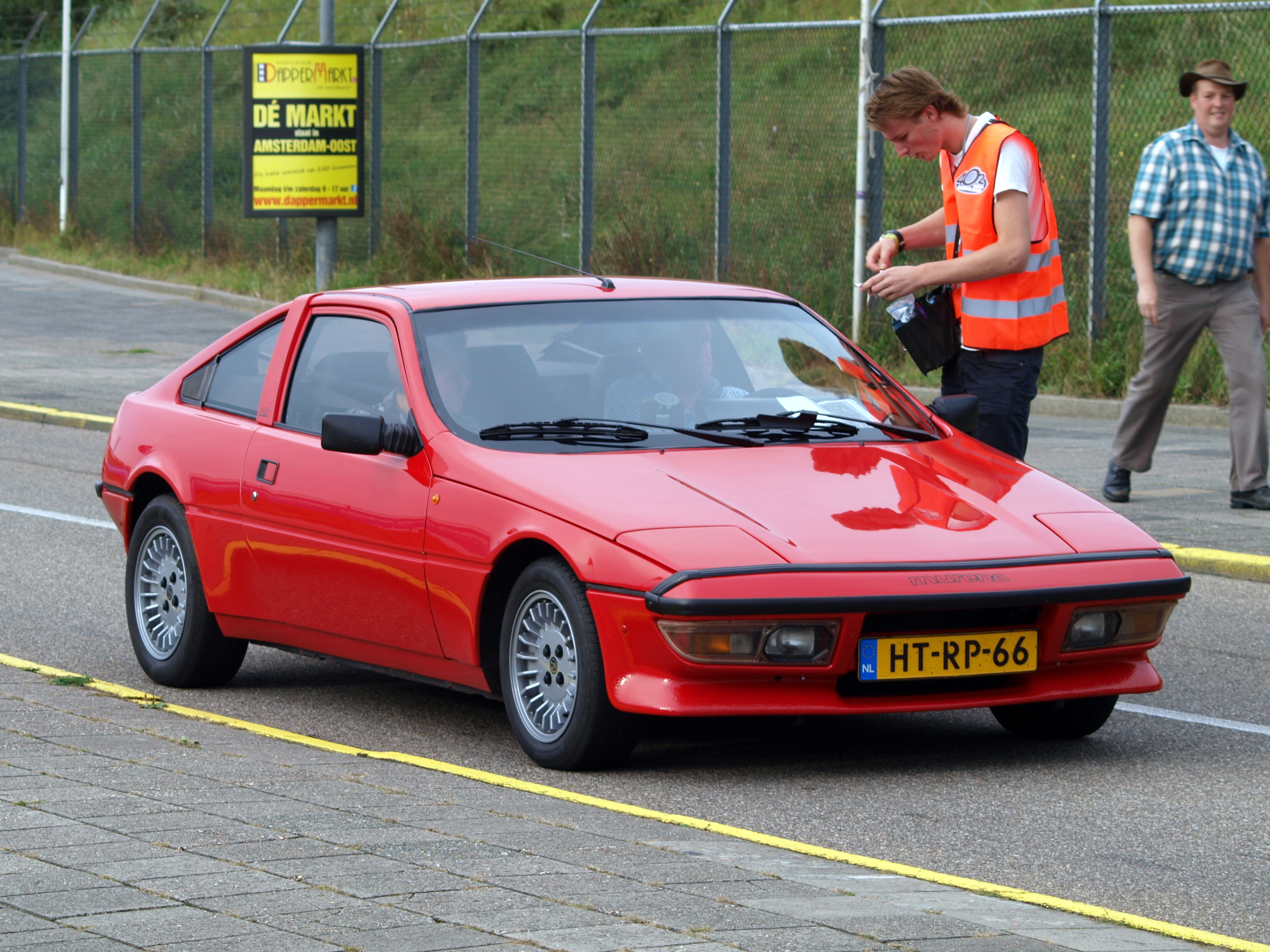
Matra-Talbot Murena

Крім цих машин в спадок дісталися і моделі, що виготовлялися на заводах Matra в Роморантіні, а продукція стала носити назву Matra-Talbot. З самою Matra Automobiles в серпні 1979 року було підписано нову угоду, за якою Peugeot володів контрольним пакетом акцій, але в той же час фірма мала свободу дій. Модель Bagheera випускалася короткий проміжок під новим логотипом, оскільки вже в 1980 році її змінила нова 3-місна (всі три місця були розташовані в один ряд) модель Murena. На цій машині використовувалися вузли від моделі Talbot 1510, наприклад, задня підвіска і мотор, потужність якого була доведена до 92 к.с.. Кузов за традицією був з композитних матеріалів і кріпився до гальванізованої рами, в той час як у попередника була звичайна рама, схильна до раннього утворення корозії. Виробництво Matra-Talbot Rancho продовжилося далі, причому машина отримала вантажну версію AS, яка відрізнялася відсутністю задніх сидінь, хоча бічні вікна були.

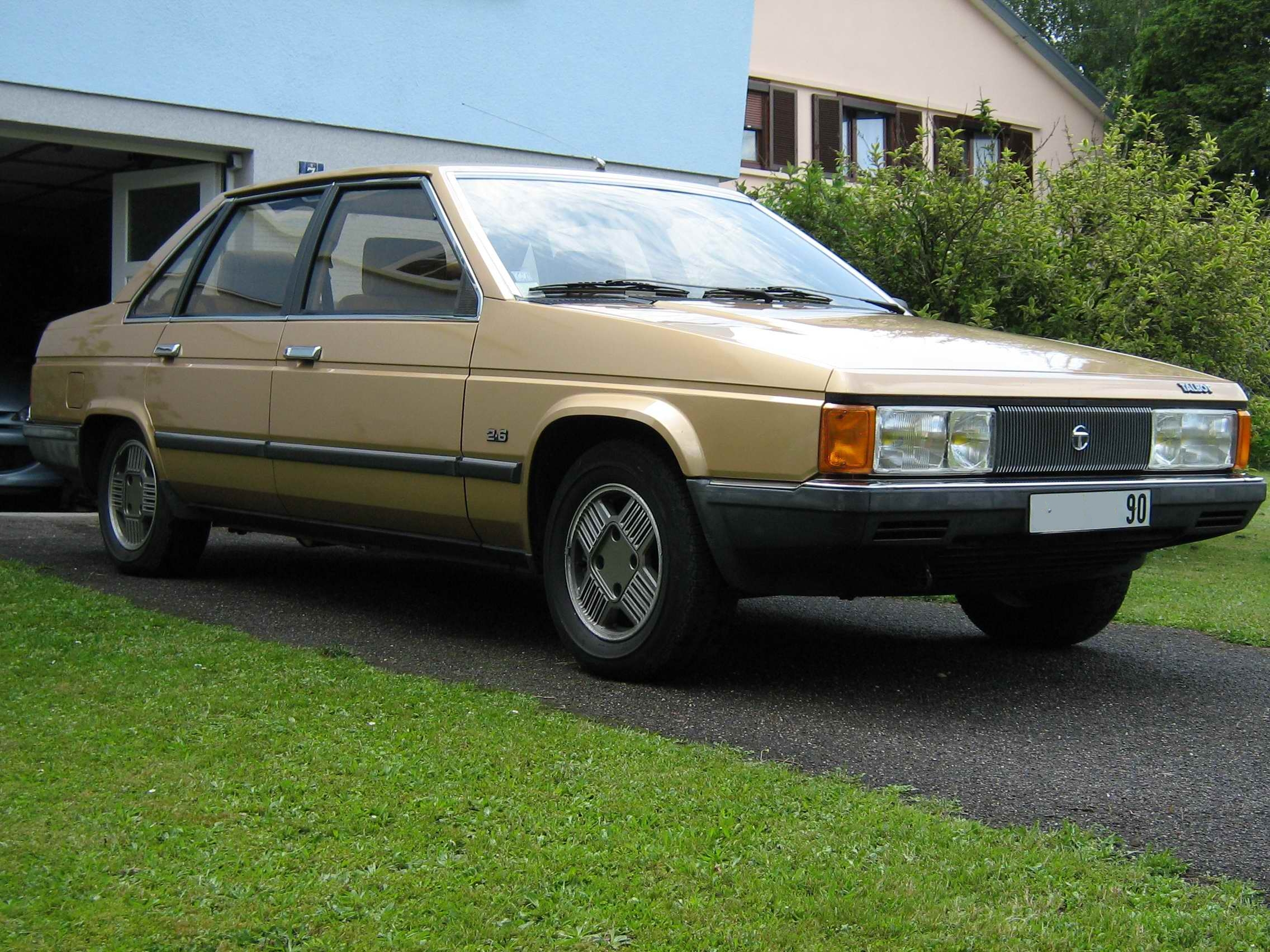
Talbot Tagora

У середині 1980 року Peugeot скасовує назву SIMCA остаточно, відтепер всі машини продавалися тільки як Talbot, за винятком продукції Matra-Talbot. Незабаром після цього фірма запускає в серію велику задньопривідну модель Tagora. Цю машину ще 1976 року почав проєктувати Chrysler UK як заміну невдалому 160/180. Технічну начинку розробляли у Франції, а дизайн проєктував в Англії Рой Ейкс, машина повинна була отримати назву SIMCA 2000. Машина мала отримати шість фар спереду і розміщений між ними реєстраційний номер, за подобою Citroen SM, але американські боси з Chrysler не захотіли ризикувати, і машині зробили приземленіший дизайн, в якому панували майже прямі кути, але Chrysler Europe встиг побудувати тільки прототип із склопластиковим кузовом, коли Peugeot викупив фірму. Люди з Peugeot приносять свої елементи в проєкт, підвіска змінюється на Макферсон від Peugeot 604, а задня — на підвіску від Peugeot 505. Але PSA довго вирішували, що робити з моторами, спочатку Chrysler планував ставити поряд з рядною 4-кою, об'ємом 2 л, і рядні 6-ки від Mitsubishi, але рядних 6-циліндрових моторів не було у Peugeot, так що топовим мотором став двигун Peugeot-Renault-Volvo V6, об'ємом 2.7 л. Мотор Tagora мав потрійний карбюратор Вебер, тим самим на перші роки 80-х це був найпотужніший французький автомобіль, що розвивав 165 к.с., оскільки Citroen-Peugeot і Renault мали електронне впорскування і були слабші.
Машина мала три мотори: 2.2 л рядну четвірку (115 к.с.), дизельний 2.3 л (80 к.с.) від Peugeot і 2.7 л V6, з яким машина розганялась до 100 км/год за 8.3 секунуди. Модель з 2.2 л мотором мала два оснащення: GL і GLS, другий був з 5-ступінчастою коробкою передач, ГПК, центральним замком, тонованими стеклами і велюровим салоном, дизель йшов в комплектації DT, яка була аналогічна бензиновій GLS, а V6 мав варіант SX, який оснащувався литими дисками, дисковими гальмами по колу, склопідйомниками всіх стекол, омивачем фар, бортовим комп'ютером, а за замовленням — шкіряним салоном і коробкою автомат.
Фургон VF3, який оновили в 1978 році, в 1980 році отримує нову назву — Citylaster, яка переважно використовувалася на німецькому ринку.

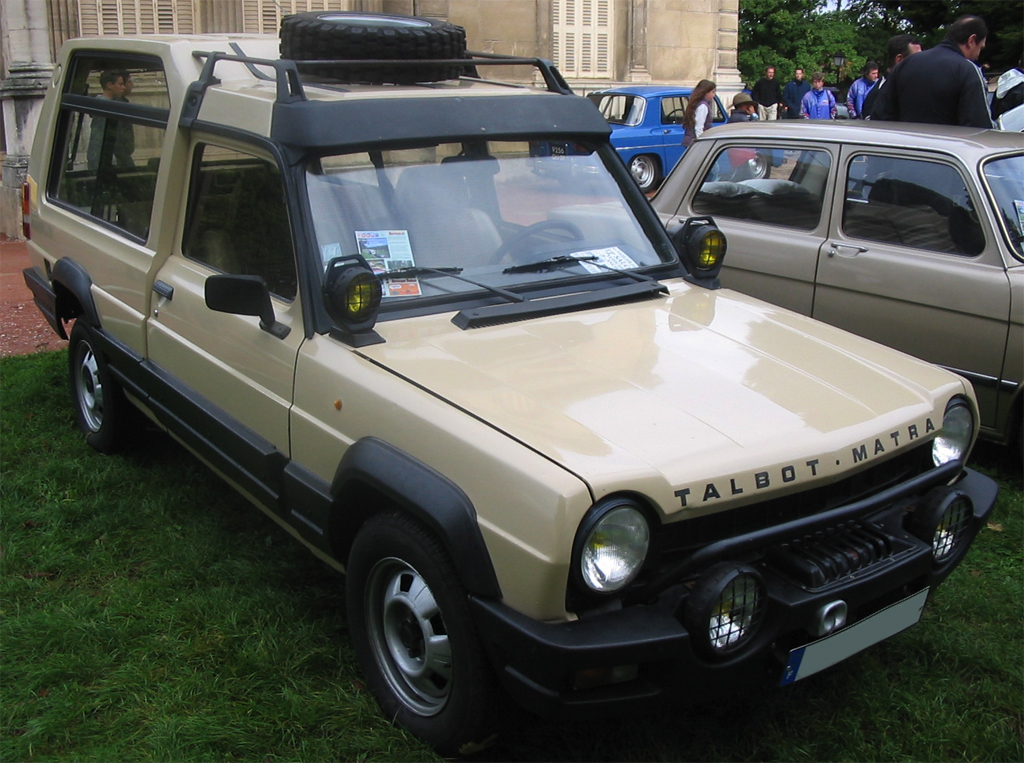
Matra-Talbot Rancho Midnight

У 1981 році Murena отримує новий мотор, який роком раніше з'явився на Tagora, тільки з тією лише різницею, що 2.2 л двигун розігнали до 118 к.с., що дозволило розганятися купе до швидкості в 197 км/год. Модель Rancho обзаводиться спеціальною версією Midnight, яка фарбувалася в чорний колір, а салон оброблявся світло-сірим оксамитом з червоним кантом, всього було випущено близько 100 екземплярів цієї моделі, крім неї була ще версія Davos, яка навпаки фарбувалася тільки в білий колір, машину продавали з комплектом лиж, ланцюгів та іменною табличкою з іменем замовника.

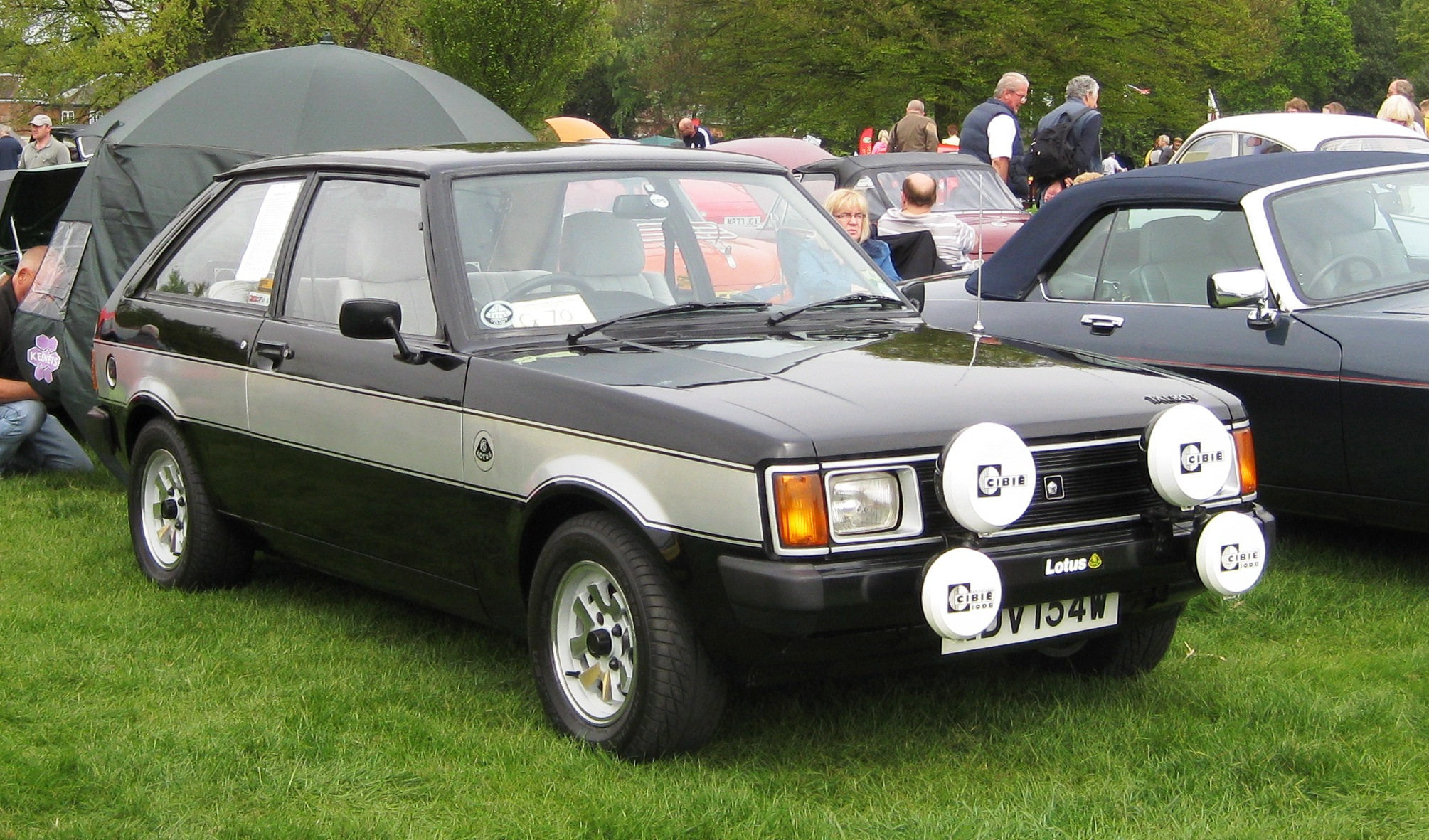
Talbot Sunbeam Lotus '80

У цьому ж році, в липні, на спочинок відправляють 1100, на той момент випущений тиражем в 2,167,129 примірників, але у виробництві залишається комерційний варіант, оскільки Peugeot не мав аналога в своїй виробничій програмі. Також в 1981 році модернізують британську модель Sunbeam, яка отримує оптику від Horizon, крім цього Talbot стає чемпіоном світу з ралі завдяки цій моделі, але це не рятує машину від конвеєрної смерті в тому ж році, оскільки в спорті машині приспіла заміна у вигляді Peugeot 205 T16, а в цивільній програмі прийшли інші зміни.

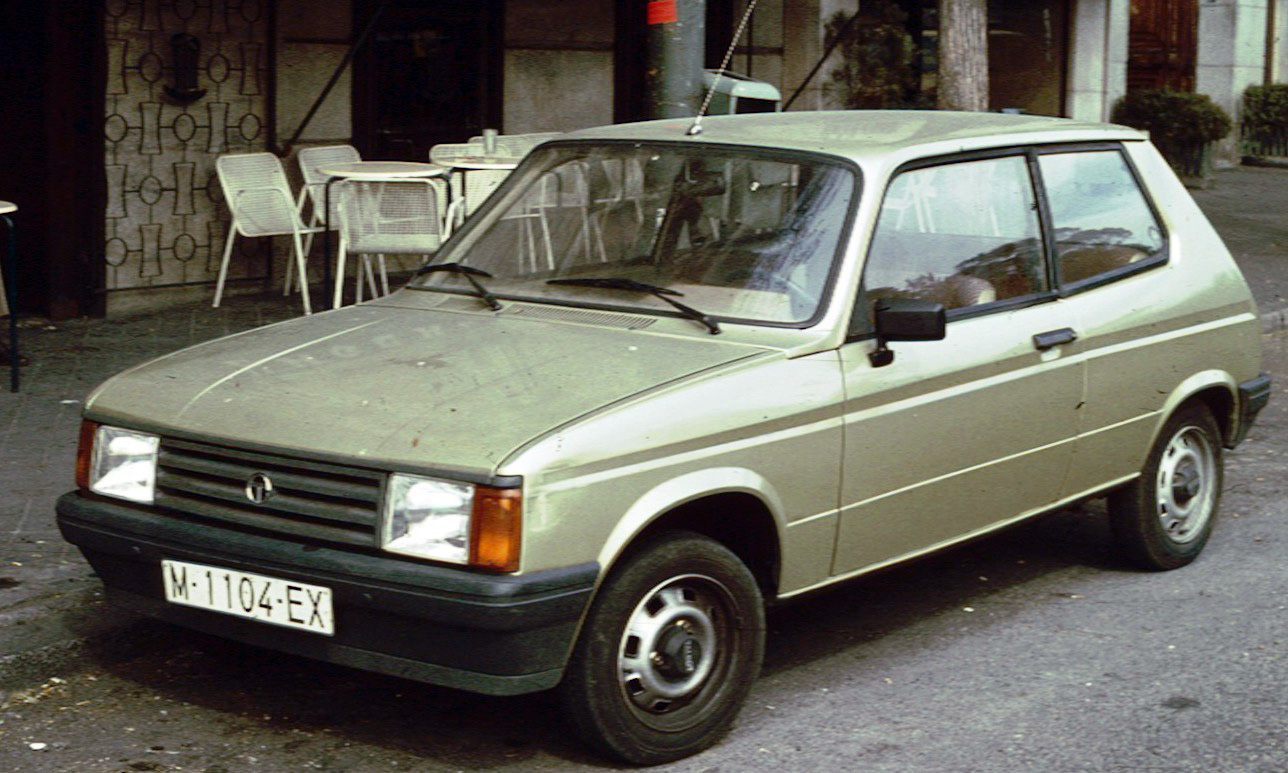
Talbot Samba

На заміну моделі 1100 і Sunbeam прийшов спадкоємець — Samba. Спочатку керівництво Peugeot планувало побудувати передньопривідну малолітражку на базі Horizon, але у концерну PSA були вже готові малолітражки Peugeot 104/Citroen LN, яких повинен був замінити незабаром новий Peugeot 205. Базу машини зменшили, як базовий двигун пропонувався 1 л 45-сильний мотор (комплектація LS), слідом йшов варіант GLS з 1.1 л двигуном (49 к.с.). У лютому 1982 року з'являється 1.4 л варіант GLS з 72-сильним мотором і 5-ступінчастою коробкою передач.

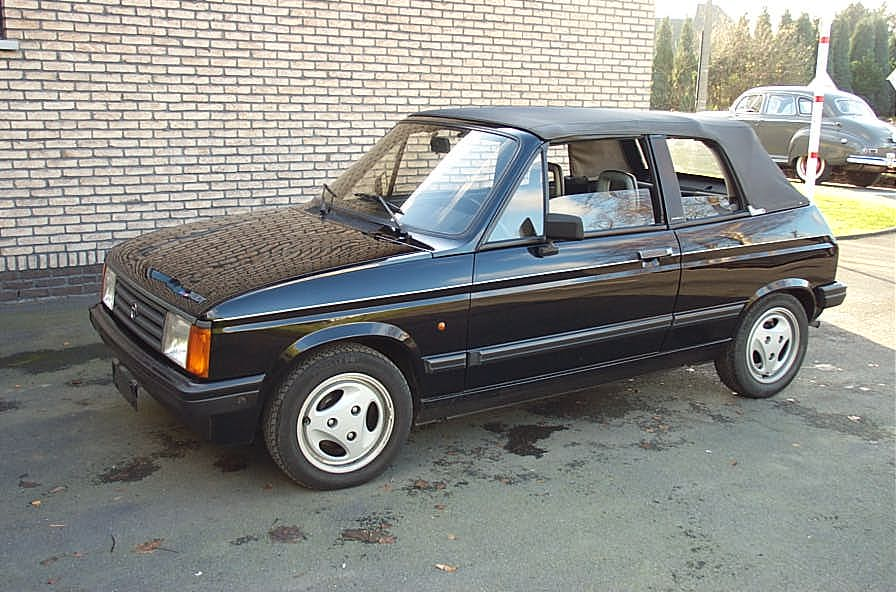
Talbot Samba Cabrio by Pininfarina

Навесні того ж року Pininfarina показало відкриту версію автомобіля, який став найменшим автомобілем у світі з таким типом кузова, який вироблявся серійно, на той момент. Кузови хетчбеків відправляли в Турин, звідки поїздом вони поверталися вже переробленими в кабріолет назад у Францію, де і відбувалася кінцева збірка. Таким чином було побудовано до моменту закінчення їх виробництва близько 13 000 автомобілів.
У 1982 році з'являється і продовжувач спортивних традицій марки і її попередника — Samba Rallye, машину, яку проєктували як тренувальну для початківців-гонщиків, оснастили 1.2 л мотором, який розвивав 90 к.с., а в гоночній версії Groupe B мотор видавав всі 130 к.с.. Мотор отримали шляхом схрещування блоку з легкого сплаву і поршнів від двигуна в 1360 см3 (від моделі Citroen Visa) з валом і шатунами двигуна, об'ємом 1124 см3, який встановлювався на Peugeot 104. Для полегшення ваги машини двері, капот і багажник були виготовлені зі склопластику, також машина отримала коротші передачі в трансмісії і блокування диференціала, для омологації треба було продати хоча б 200 автомобілів, проте напрочуд попит перевершив очікування, оскільки в січні 1983 року почалися продажі і для приватних осіб. Гоночна ж машина дебютує на Ралі Монте-Карло в лютому 1983 року, де цілком вдало проявила себе.

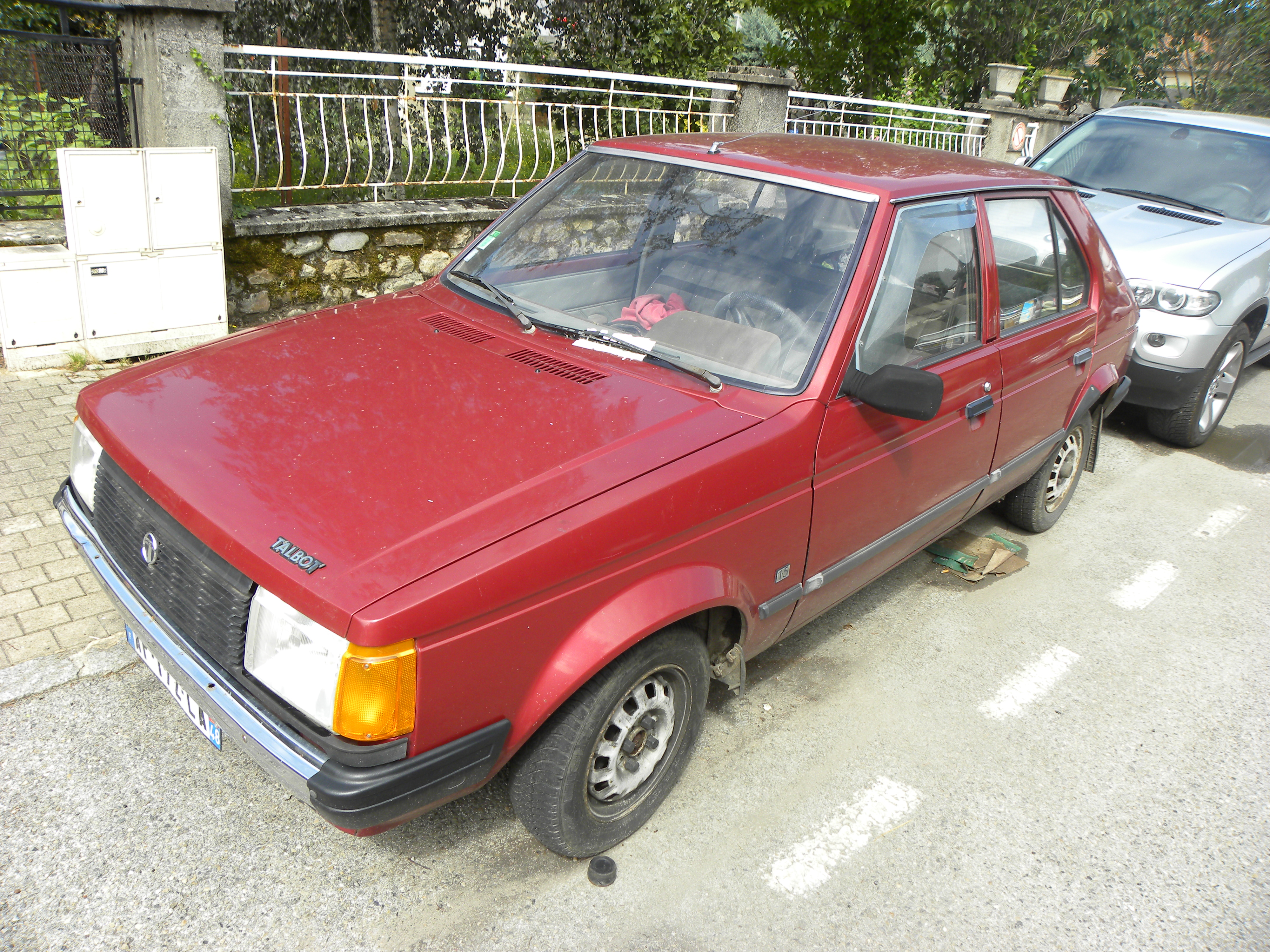
Talbot Horizon Premium

У 1982 році в Пуассі припиняється виробництво моделі 1510, яке переноситься до Іспанії, де фірма Barreiros припинила випускати модель 1610/2-Litre, у Фінляндії, де 1510 збирали з 1980 року, їх виробництво тривало далі. Так само, як і у випадку з Horizon, фінський варіант відрізнявся салоном, який ставився від SAAB, збірка яких також здійснювалася в Уусікаупункі, збірка автомобіля продовжувалася і на британському заводі в Райтоні, але ті моделі будувалися тільки для місцевого ринку, і мали свої версії. Варіант Horison SX цього року змінюється новим Horizon Premium, він мав ті ж опції, що і SX, але в добавок до цього список стандартного оснащення поповнюється твідовою обробкою, литими дисками фірми Amal, електросклопідйомниками спереду, ГПК. 1.4 л мотор змінюється 1.6 л двигуном, а коробка автомат — 5-ступінчастою трансмісією від Peugeot, з якими машина розганялася до пристойних 177 км/год.
В Англії також починається збірка цієї моделі, крім іншого в липні машину оновлюють, вона отримує повністю пластикові бампери, вікно задніх дверей зменшили в розмірі, також переробили задні сидіння, збільшивши простір для ніг задніх пасажирів, всі варіанти, крім 1.1 л машини, з липня комплектувалися 5-ступінчастими коробками передач від Peugeot (такі ж отримує і Solara), а головне — з'являється дизельна версія LD з 1.9 л мотором, яка збиралася в Іспанії.

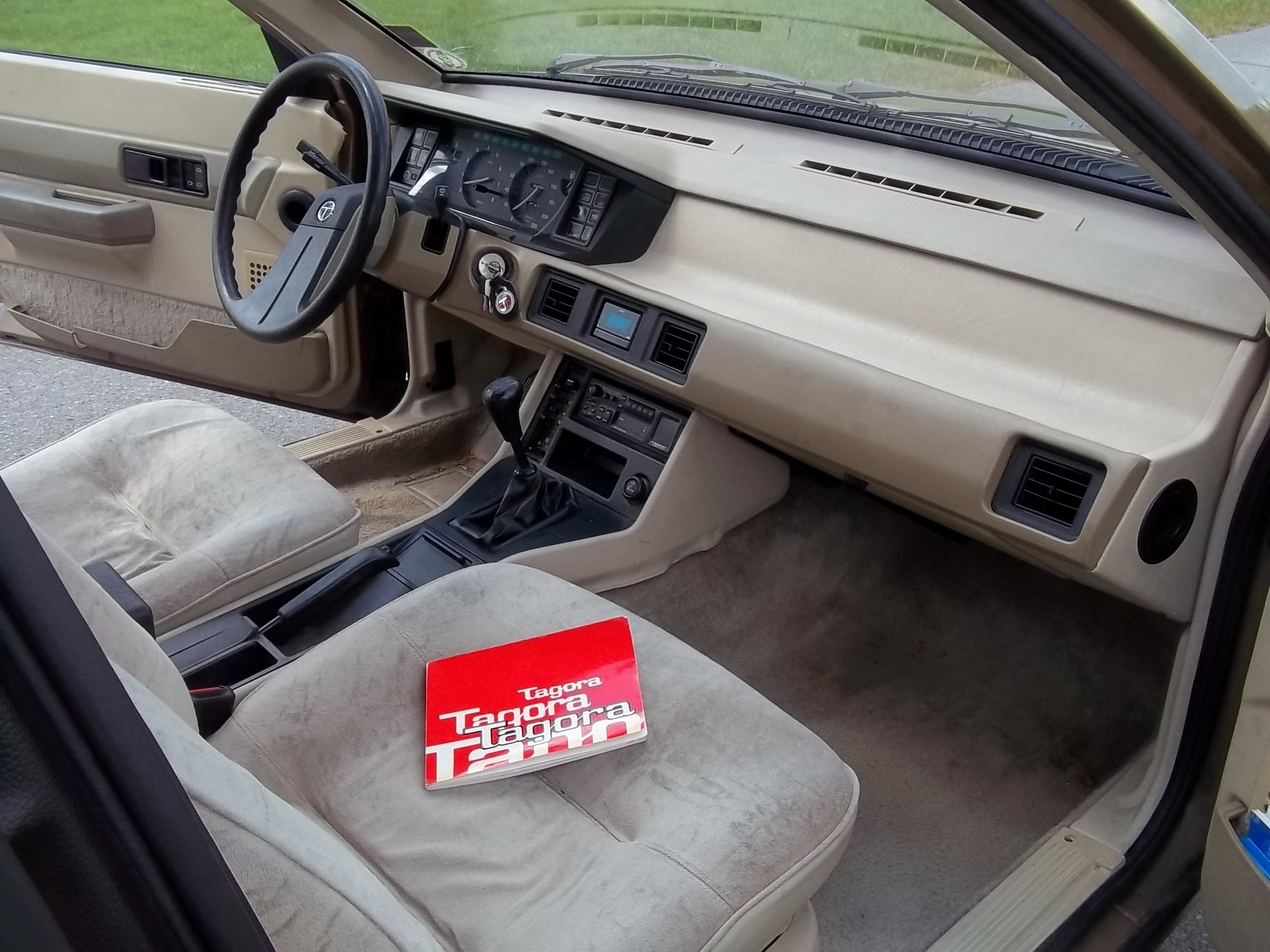
Салон Talbot Tagora GLS

Модель Tagora, яку планувалося тільки в перший рік продати тиражем в 60 000 екземплярів, виявилася таким же провалом, як раніше Chrysler 160/180/2-Litre, машину, яка розташовувалася в ціновому діапазоні між топовими варіантами Peugeot 505 і бюджетними Citroen CX, не прийняли, в Британії машину не купували через простий для дорогої машини салон, британці звикли до «дерев'яної» обробки навіть на доступних моделях, а тут домінував голий пластик, а французи не могли второпати, що вони купують — Talbot чи Simca, оскільки Peugeot не проводив виразної рекламної політики. У підсумку в 1982 році припиняється виробництво 2.2 л бензинової версії, зате, бажаючи привернути увагу солідної публіки, показується версія Tagora Présidence, яка повинна була воскресити в пам'яті модель Simca Vedette Présidence, яку першою в Європі оснастили радіотелефоном. Цього разу Présidence передбачили як варіант не для державних мужів, а як автомобіль для ділових людей, виставкову машину оснастили радіотелефоном, диктофоном, відео-системою з кольоровим телевізором, аудіо-система, потужністю в 100 Вт, мала 3-смугову фронтальну акустику. У базовому оснащенні мався ГПК і кондиціонер, а також різні регулювання сидіння для водія. Можливо, машина користувалася б попитом, але в останній момент керівництво PSA вирішує не запускати авто в серію. А в червні 1983 року машину і зовсім знімають з виробництва, понад 1100 нерозпроданих автомобілів відправляють до Іспанії, де знову всі вони швидко знаходять своїх покупців.

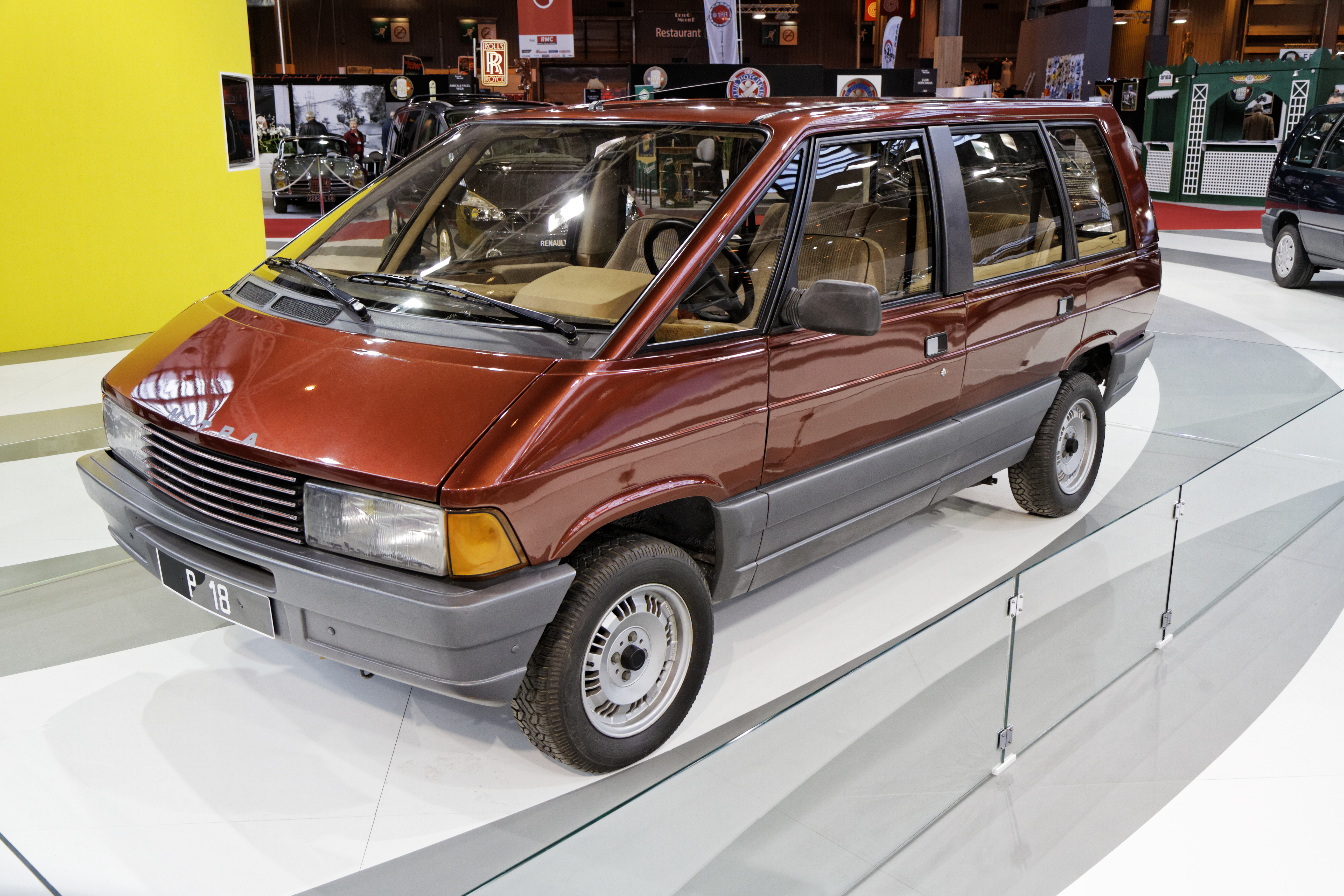
Matra-Talbot Project P18

У 1983 році починається продаж моделі Samba Rallye, також модель Samba отримує спеціальну версію типу Sympa, яку оснащували 1.1 л мотором, машинка фарбувалася в сірий колір, але диски були пофарбовані в жовтий колір, також на кузові були молдинги такого ж кольору, в салоні також були вставки жовтого кольору. Matra-Talbot Murena обзаводиться версією S, яка розвивала 142 к.с. при колишньому об'ємі, проте вже наприкінці року машину припиняють випускати. Тоді ж Matra Automobiles переходить під крило фірми Renault. Антоніс Воланіс підготував заміну моделі Rancho — 7-місний універсал підвищеної місткості, побудований на вузлах Talbot, і навіть мав решітку радіатора від Simca 1307, однак керівництво PSA відкинуло ідею машини, не бажаючи інвестувати гроші в її виробництво, хоча нічого складного в конструкції не було, модель Murena збиралася за таким же принципом — сталевий каркас/пластикові панелі. Тоді керівництво Matra Automobiles звертається до іншого французького виробника — Renault, за яким стояла французька держава, оскільки після війни фірму націоналізували. Люди з Renault вхопилися за ідею і викупили у PSA Peugeot Citroёn контрольний пакет акцій фірми Matra Automobiles.

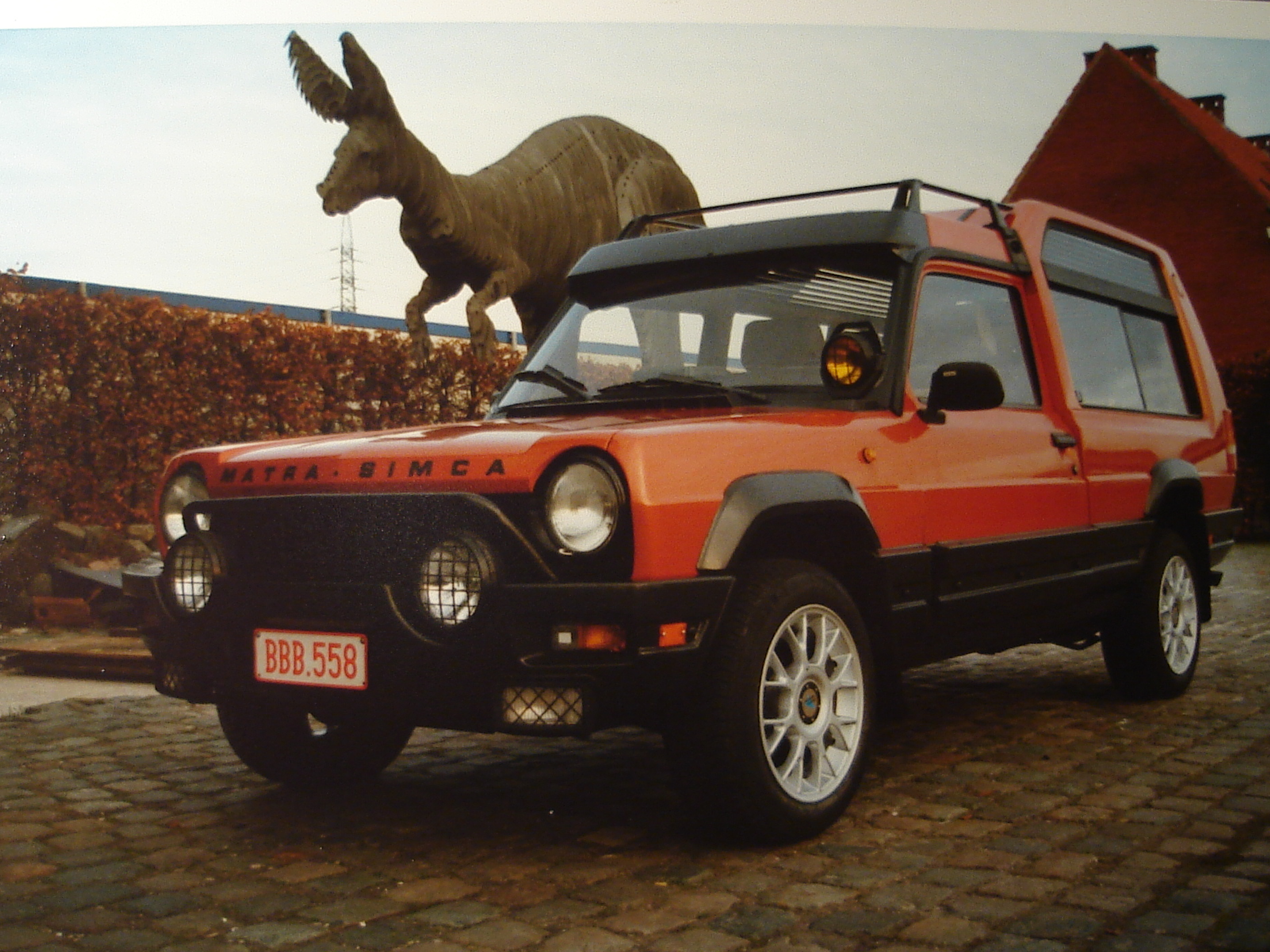
Matra-Talbot Rancho

У 1984 році з'являється Renault Espace, який відразу ж стає бестселером, PSA тільки залишається кусати лікті від досади, а сам концерн зможе запропонувати своїм клієнтам подібний автомобіль тільки через 11 років. Тим часом, не дивлячись на те, що Matra знаходилася тепер під опікою Renault, тривало виробництво моделі Rancho, яка отримує спеціальну версію Jeanneau Wind. Jeanneau — один з найбільших виробників моторних човнів і вітрильників у Франції, тому машини забезпечили серфінговою дошкою, на кузові, який фарбували в білий колір, були наклейки із зображенням цього виду спорту, салон машини оброблявся синім замінником шкіри. Однак цей рік став останнім для цієї моделі, хоча ще в 1985 році тривали продажі випущених в 1984 році автомобілів.

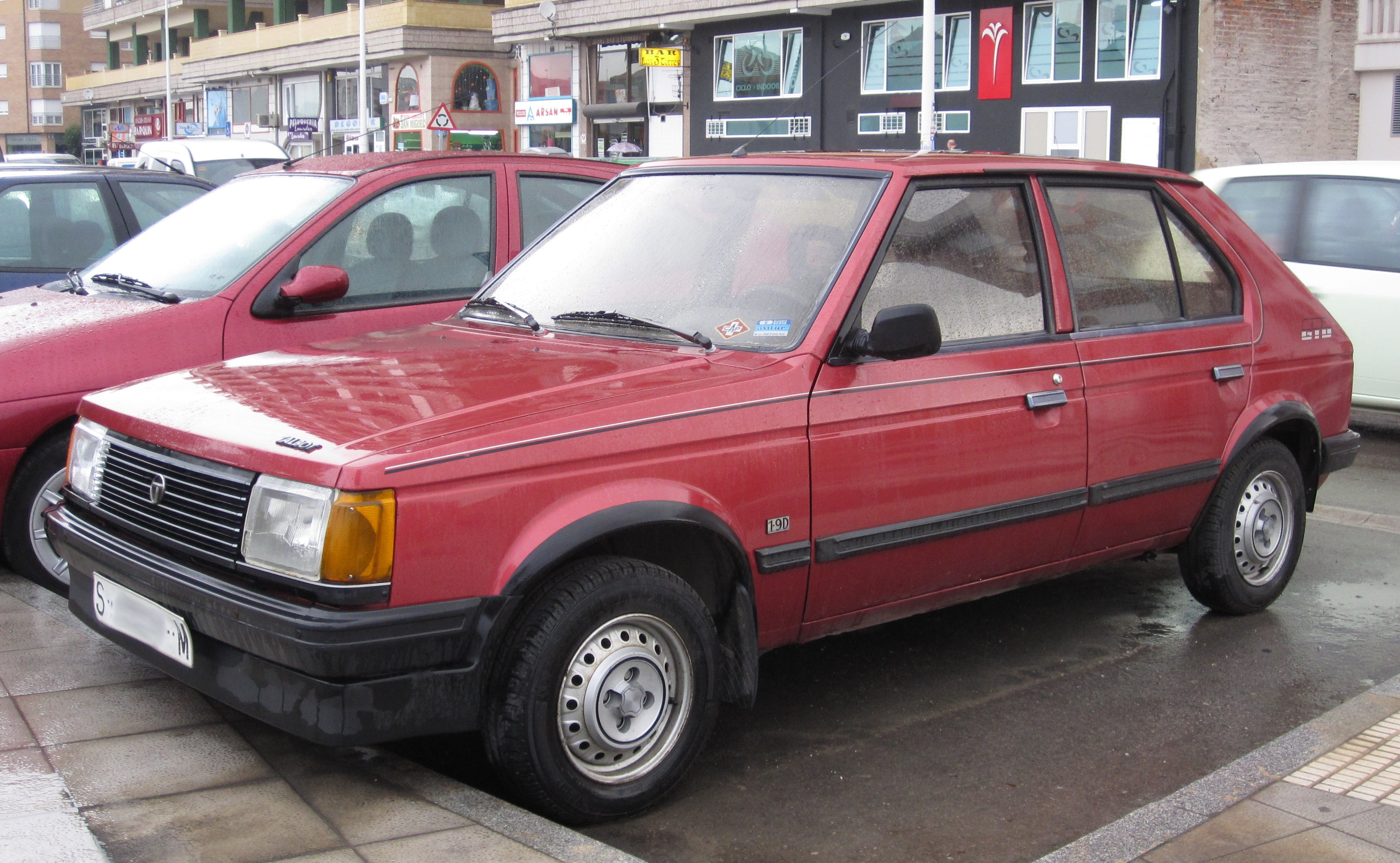
Talbot Rapier

У цьому ж році Samba 1.4 GLS тепер оснащувалася двома карбюраторами, що зільшило її потужність з 72 к.с. до 80. Крім цього з'являється ще одна спеціальна версія — Bahia, яка забарвлювалася в синій колір і мала блакитно-рожеві смужки на кузові, а також вставки рожевого кольору в салоні. Модель Horizon отримує новий салон і панель приладів, назви Alpine і Solara зникають з каталогів британських дилерів, замість них з'являються Minx і Rapier, в пам'ять про моделі, які колись випускалися в Райтоні. Обидві машини комплектувалися 1.6 л мотором і коробкою передач від Peugeot, від неї ж перепали кермо і підрульові перемикачі, між собою машини відрізнялися тільки оздобленням салону, останній в базовому оснащенні мав литі диски і двобарвне забарвлення кузова. Британські машини отримали нову решітку радіатора.

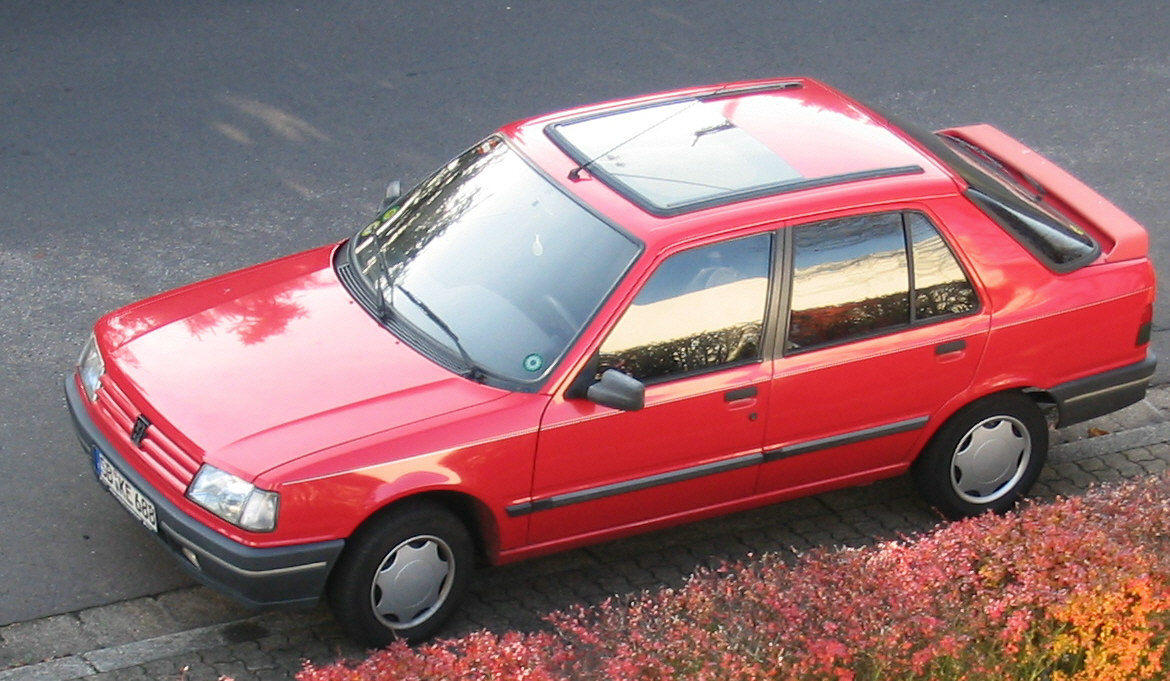
Talbot Arizona

У 1985 році Samba Rallye з 90-сильним мотором отримує молодшого брата, замість шильдика GLS 1.4 л модель тепер називалася Rallye 80, цю модель робили обмеженим тиражем, кількістю в 500 штук, машина як опцію отримує електросклопідйомники. Французькі Solara отримують таку ж решітку радіатора, кермо і перемикачі, що й британські побратими, яких припиняють випускати в липні 1985 року, оскільки конвеєр переробляють для побудови нової машини — Peugeot 309, колишньої Talbot Arizona. Продажі Horizon впали в 1984 році, тому було вирішено проєктувати заміну цій машині, яку випускали вже не перший рік, нова машина мала техніку від 1.1 л і 1.3 л варіантів Horizon і абсолютно новий кузов, проте продажі бренду Talbot продовжували падати, тому в самий останній момент було вирішено перейменувати машину в Peugeot, тим самим 309 став єдиним Peugeot, який оснащувався технічною начинкою від Talbot, так тривало до 1991 року, коли нарешті під капот цієї машини встановили власні мотори.

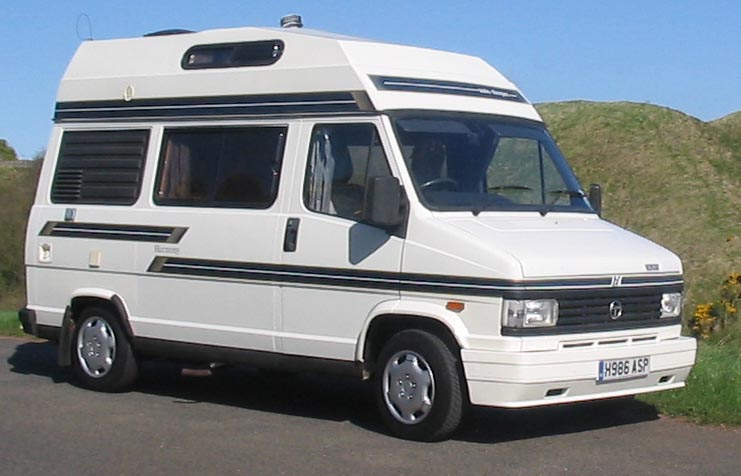
Talbot Express Camper

У 1985 році Horizon отримує деякі оновлення, проте влітку виробництво цієї машини припиняється у Франції, також припиняють випускати в Пуассі і Solara, виробництво якої переносять до Іспанії, де вона отримує і дизельну версію. Виробництво моделі Samba, яка в лютому 1986 року отримала лімітовану серію Syle, припиняється в травні того ж року, оскільки на зміну їй прийшла 3-дверна версія моделі Peugeot 205. Однак автомобілі марки Talbot, яких припинили випускати в Англії і Франції, продовжували сходити з конвеєрів, оскільки у Фінляндії та Іспанії машини випускалися аж до 1987 року, але не вони стали останніми автомобілями марки Talbot, а клон Fiat Ducato/Citroën C25/Peugeot J5 — Talbot Express, який випускався тільки в пасажирському варіанті з 1984 року, машина оснащувалася бензиновими двигунами від Peugeot 505 і дизельними від Citroen CX, обидві працювали в парі з коробкою передач від останнього. Але цей автомобіль збирали не у Франції, Англії чи Іспанії, а в Італії.

## Припинення виробництва автомобілів. Закриття компанії

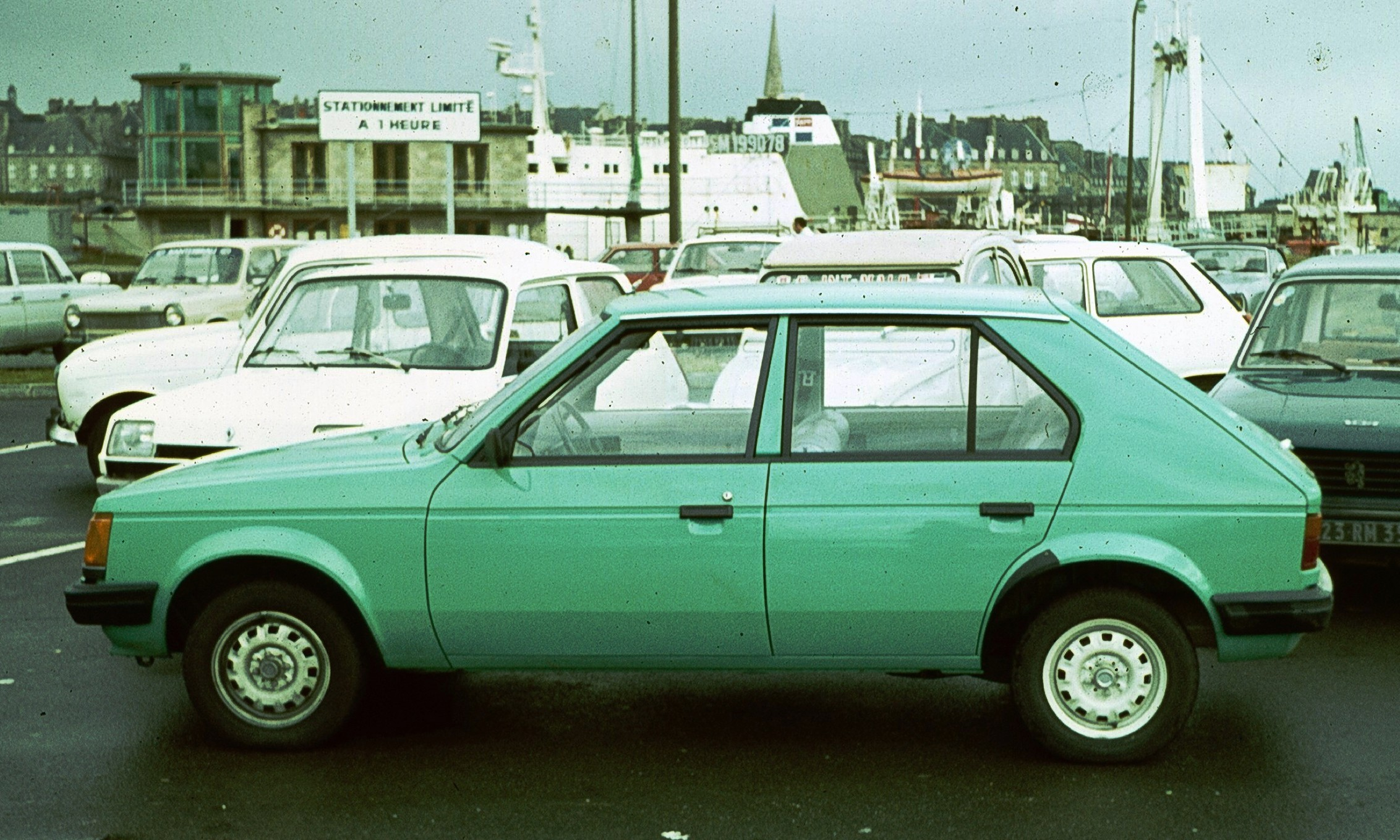
Chrysler Horizon американського виробництва з мотором від VW Golf

Машину, популярну у фірм, що переробляти її в кемпер, продовжували випускати до 1994 року, коли концерн PSA Peugeot Citroen вирішив скасувати марку Talbot. Не дивлячись на те, що в 1987 році був випущений останній легковий автомобіль цієї марки, в Європі та США до 1990 року тривали продажі автомобіля, який зовні практично був копією Talbot Horizon, це був Chrysler Horizon/Dodge Omni, який зовні відрізнявся оптикою, а технічно — іншою підвіскою коліс і двигунами.
Але, не дивлячись на те, що марка сьогодні злегка призабута, фірма Peugeot хоче вивести знову на ринок цю марку для конкуренції з Dacia концерну Renault.

## Список автомобілів Clement-Talbot
- 1903 — Clement-Talbot 6HP
  - Clement-Talbot 11HP
  - Clement-Talbot 14HP
  - Clement-Talbot 20HP

## Список автомобілів Talbot (Англія)
- 1905 — Talbot 7/8HP
  - Talbot 8/9HP
  - Talbot 9/11HP
  - Talbot 10/12HP
  - Talbot 12/14HP
  - Talbot 16/20HP
  - Talbot 24/30HP
  - Talbot 35/50HP
- 1906 — Talbot 20/24HP
  - Talbot 12/16HP
  - Talbot 15HP
- 1907 — Talbot 8/10HP
  - Talbot 50/60HP
  - Talbot 12HP
  - Talbot 35/45HP
- 1908 — Talbot 25HP
- 1910 — Talbot 35HP
  - Talbot 20/40HP
- 1914 — Talbot 15/20HP
  - Talbot 20/30HP
  - Talbot 25/50HP
- 1922 — Talbot 8/18HP
- 1923 — Talbot 10/23HP
- 1926 — Talbot 14/45HP
- 1928 — Talbot 75
- 1930 — Talbot 90
- 1931 — Talbot 105
- 1932 — Talbot 65
- 1933 — Talbot 95
- 1934 — Talbot 110
- 1935 — Talbot 3 1/2-Litre
- 1936 — Talbot Ten
- 1937 — Talbot 3-Litre
- 1979 — Talbot Horizon
- 1980 — Talbot Alpine
  - Talbot Solara
  - Talbot Avenger
  - Talbot Sunbeam
  - Talbot Sunbeam Lotus
  - Talbot Tagora
  - Talbot Citylaster
- 1981 — Talbot Samba
- 1982 — Talbot Samba Rallye
- 1984 — Talbot Minx
  - Talbot Rapier
  - Talbot Express
- 1985 — Talbot Arizona

## Список автомобілів Talbot-Darracq
- 1919 — Talbot-Darracq 60HP
  - Talbot-Darracq Type V
  - Talbot-Darracq 24CV

## Список автомобілів Darracq
- 1898 — Darracq-Bollée Perfecta
- 1900 — Darracq 6 1/2CV
- 1901 — Darracq 9CV
- 1903 — Darracq 12CV
  - Darracq 20CV
- 1904 — Darracq Flying Fifteen
- 1911 — Darracq 14/16CV
- 1912 — Darracq 15CV
  - Darracq 20CV
- 1913 — Darracq 12CV
  - Darracq 16CV
- 1923 — Darracq 8HP
  - Darracq 28/70HP

## Список автомобілів Talbot (Франція)
- 1921 — Talbot 8/18CV
- 1922 — Talbot Type DC
- 1923 — Talbot Type DS
- 1924 — Talbot Type DD
- 1927 — Talbot Type DUS
  - Talbot Type TL
- 1928 — Talbot M67
- 1929 — Talbot K74
  - Talbot H78 Pacific
- 1930 — Talbot M75
  - Talbot K78
- 1932 — Talbot ME67
  - Talbot H75 Fulgur

## Список автомобілів Talbot-Lago
- 1935 — Talbot-Lago T105
  - Talbot-Lago T110
  - Talbot-Lago T120
  - Talbot-Lago T150
- 1936 — Talbot-Lago T150C
  - Talbot-Lago T10
  - Talbot-Lago T11
  - Talbot-Lago T17
- 1937 — Talbot-Lago T4
- 1938 — Talbot-Lago T23
  - Talbot-Lago T15
- 1946 — Talbot-Lago T26 Record
- 1950 — Talbot-Lago T15 Baby
- 1955 — Talbot-Lago T14LS
- 1956 — Talbot-Lago T14 America

## Список автомобілів Talbot-Simca
- 1979 — Talbot-Simca Horizon
  - Talbot-Simca 1100
  - Talbot-Simca 1610
  - Talbot-Simca 2-Litre
  - Talbot-Simca 1307
  - Talbot-Simca 1308
  - Talbot-Simca 1309
- 1980 — Talbot-Simca 1510
  - Talbot-Simca Solara
  - Talbot-Simca Citylaster

## Список автомобілів Matra-Talbot
- 1979 — Matra-Talbot Bagheera
- 1980 — Matra-Talbot Murena
  - Matra-Talbot Rancho